# 戦国無双シリーズ
『戦国無双シリーズ』（せんごくむそうシリーズ）はオメガフォースが制作し、コーエーテクモゲームス（旧コーエー）から発売されているテレビゲームシリーズ。シリーズ世界累計販売本数は2021年時点で800万本を突破。
同社が先に発売してシリーズ展開している『真・三國無双』シリーズのゲームシステムを用い、日本の戦国時代を舞台にしたアクションゲーム。『真・三國無双』シリーズ等とあわせて「無双シリーズ」と呼ばれる事もある。

## シリーズ
ナンバリング作品
| 2004 | 戦国無双  |
| 2005 |           |
| 2006 | 戦国無双2 |
| 2007 |           |
| 2008 |           |
| 2009 | 戦国無双3 |
| 2010 |           |
| 2011 |           |
| 2012 |           |
| 2013 |           |
| 2014 | 戦国無双4 |
| 2015 |           |
| 2016 |           |
| 2017 |           |
| 2018 |           |
| 2019 |           |
| 2020 |           |
| 2021 | 戦国無双5 |

- 戦国無双（以後『1』） PS2 - 2004年2月11日、Xbox - 2004年7月29日
  - 戦国無双 猛将伝（以後『1猛将伝』） PS2 - 2004年9月16日
- 戦国無双2（以後『2』） PS2 - 2006年2月24日、Xbox 360 - 2006年8月17日、Windows - 2008年7月11日
  - 戦国無双2 Empires（以後『2Empires』） PS2 - 2006年11月16日
  - 戦国無双2 猛将伝（以後『2猛将伝』） PS2 - 2007年8月23日、Xbox 360（DLC） - 2008年4月14日
  - 戦国無双2 with 猛将伝 Xbox 360 - 2008年3月19日
  - 戦国無双2 with 猛将伝 & Empires HD Version PS3/PS Vita - 2013年10月24日
- 戦国無双3（以後『3』） Wii - 2009年12月3日
  - 戦国無双3 猛将伝（以後『3猛将伝』） Wii - 2011年2月10日
  - 戦国無双3 Z（以後『3Z』） PS3 - 2011年2月10日
  - 戦国無双3 Empires（以後『3Empires』） PS3 - 2011年8月25日
  - 戦国無双3 Z Special PSP - 2012年2月16日
- 戦国無双4（以後『4』） PS3/PS Vita - 2014年3月20日、PS4 - 2014年9月4日
  - 戦国無双4-II（以後『4-II』） PS4/PS3/PS Vita - 2015年2月11日
  - 戦国無双4 Empires（以後『4Empires』） PS4/PS3/PS Vita - 2015年9月17日
  - 戦国無双4 DX（以後『4DX』） PS4/Switch - 2019年3月14日
- 戦国無双5（以後『5』） PS4/Xbox One/Switch - 2021年6月24日、Windows - 2021年7月27日

派生作品
- 激・戦国無双（以後『激』） PSP - 2005年12月8日
- 戦国無双KATANA Wii - 2007年9月20日
- 戦国無双 Chronicle（以後『Chronicle』） 3DS - 2011年2月26日
  - 戦国無双 Chronicle 2nd（以後『Chronicle2nd』） 3DS - 2012年9月13日
- 戦国無双 Chronicle 3（以後『Chronicle3』） PS Vita/3DS - 2014年12月4日
- 戦国無双 〜真田丸〜（以後『真田丸』） PS4/PS3/PS Vita - 2016年11月23日、Switch - 2017年11月9日

モバイル作品
- 100万人の戦国無双（以後『100万人』） GREE - 2011年8月25日 - 2013年3月18日
- 戦国無双シュート Google Play/App Store - 2014年4月22日 - 2015年12月30日

## 作品解説

### 主な特色
『1』・『1猛将伝』では桶狭間の戦いから始まる群雄割拠の時代を、『2』では関ヶ原の戦いなどの天下統一に向けた戦いをメインとしている。『3』では上杉謙信、武田信玄、北条氏康による関東の覇権争いを描く「関東三国志」、織田信長、豊臣秀吉、徳川家康といった時代の中心となった武将に焦点を当てた「戦国の三傑」、戦国時代終盤、石田三成や直江兼続、加藤清正などの戦いを描いた「関ヶ原の若武者」という3つの時代に分けて戦国時代を描いている。
そして『4』では、従来のナンバリングタイトルでは省略されがちだった地方大名家の戦いに焦点があてられた。無双演武（ストーリーモード）も、武将個人のものから勢力別のストーリーへと変更。各地の大名家と地方の戦いを描いた「地方編」と、その後の天下統一へ向けた流れを描いた「天下統一編」の二部構成となった。
『真・三國無双』シリーズ同様に史実をモチーフとしながらも、随所に大胆なアレンジや脚色が施されている。そのため実際の歴史とは矛盾する部分（武将の生年や戦場の設定等）も多数ある。『1』で15人だった選択可能武将（PC）は『1猛将伝』で4人増えて19人になり、『2』では26人に、『2猛将伝』では6人増えて32人になった。メインとなる時代が関ヶ原にシフトした事もあり、『2』では基本設定にいくつかの変更が見られる。性格設定、設定年齢、人間関係など『1』の設定とは大きく変わった部分も多く、『2』独自の世界観として仕切りなおされており、『1』で多かったオリジナルの描写は減って、全体的に史実よりの描写が増えた。また、アクションゲームとしては『1』では1種類のみだったアクションタイプが『2』からは「チャージ攻撃タイプ」・「通常攻撃タイプ」・「特殊技タイプ」の3系統のタイプに分けられたり、無双ゲージが3本になったなどの変更点がある。
『3』で37人となったPCは『3猛将伝』で40人になり、『4』では55人に、『4-II』では1人増えて56人になった。『真田丸』ではNPCの武器を使う武将を含めた5人が追加されて61人となった。『3』では「関東三国志」・「戦国の三傑」・「関ヶ原の若武者」の3つのシナリオを軸に物語が展開される。『4』からは武将ごとのシナリオがなくなり勢力別に物語が描かれる形に変更された。アクションゲームとしては『3』では1つずつ消費する無双ゲージや様々な効果を持つ防具の装備、携帯道具などの新しいシステムが『2』のいくつかのシステムに代わって追加された。特筆すべきは、コンボの継続によって溜めることのできる「錬技ゲージ」で、これを一つもしくは全て消費することで、攻撃動作をキャンセルしガードを弾くこともできる「影技」・武将固有の強力な攻撃「無双奥義・皆伝」が発動できるようになった。『4』では『3』の要素に加えて新たに急加速して突進し敵をまとめて攻撃できる「神速アクション」や一定時間パワーアップと共に無双奥義・皆伝が発動可能になる「無双極意」といった新要素が追加され、これに伴いアクションタイプに「神速攻撃タイプ」が追加された。
『1』・『1猛将伝』・『激』では「室町時代」をイメージした水墨画をイメージするかのような彩りのグラフィックであり、画面が暗い印象であった。一方『2』では「安土桃山時代」の絢爛なイメージを重視し、色彩は金を基調としたものとなり、全体的に鮮やかな彩りに一新され、画面は非常に華やかになった。
『1』では野戦と城内戦が分かれていたが、『2』では境界が排除され野戦と城内戦を同時に行えるようになり、『2』の最大の売りでもあった。
『5』ではこれまでのシリーズにおけるビジュアルとストーリーを一新して、織田信長と明智光秀の2人を主人公格に昇格した物語となっている。なお、エンディングは本能寺の変が起こった1582年のため、1582年以降に活躍した戦国武将は時代設定にそぐわないとされPCは27人に減少した。また、歴代作での敵将撃破時のほぼ固定セリフである『敵将討ち取ったり』が『5』ではそれぞれ個別のセリフに置き換わっている。

### 戦場
一般的に、BGMはテクノ調で統一されている。また、当初BGMにはタイトルがつけられていなかったが、『2猛将伝』以降のアレンジを除くステージBGMにはサブタイトルがつけられるようになった。『3』以降は、和楽器を前作以上に多用してより和風らしさを前面に押し出した楽曲となっており、和楽器はサンプリングから生演奏に変更するなど、よりBGMに力を入れている。多くの曲でオープニングのフレーズが使用されているのが特徴である。
軍団士気が星の数ではなく、棒グラフで表されているため士気の確認がしづらい。また、真・三國無双シリーズより味方武将が敗走しやすく、難易度が上っている。これは『2Empires』で修正されており、同作における味方はある程度強力でプレイヤーの助けとなる。『3』では士気の概念がなくなり、代わりに攻撃力・防御力が星の数で表示されるようになり、携帯道具や撃破効果を利用して味方・敵軍の戦闘能力を変化させることができる。攻撃力・防御力は各武将異なり、史実で活躍した武将が比較的高く設定されている。
戦場のシステムでは『1』から第3勢力による乱戦や場内戦闘の概念が追加され、以後の無双シリーズに受け継がれている。第3勢力は体力ゲージが黄色で表示される。

### その他
プレイヤーとして選択できない一般武将は基本的に汎用フェイスで表示されているが、『激』でのみ、『信長の野望・天下創世』の顔グラフィックが流用されている。
2004年3月23日、欧州でコーエーとエレクトロニックアーツが契約を結んだことが発表された。それにより「Samurai Warriors」というタイトル名で発売される事となった。また「戦国無双」は北米地域における販売に関してエレクトロニック・アーツと既に連携している。コーエーは北米、ヨーロッパでも日本国内に並ぶ累計出荷本数を目指しており、海外ゲーム事業の柱となるタイトルに育てていく方針とされている。
2007年3月21日には、本シリーズと『真・三國無双』シリーズが共演する『無双OROCHI』が発売され、後にシリーズ化した。
『2猛将伝』は二層ディスクであり情報量が多いため、読み込めないなどの不具合が多々ある（初期に生産されたPS2で特にこの問題が起こりやすいようである）。これに対しKOEIはピックアップレンズの汚れあるいはディスク表面の汚れが原因であると公式に発表している戦国無双シリーズは、一部の作品に於いて、関連ソフトのデータを認識させることで武将が増加するシステムを採っているが、このシステムについて、同業のゲームソフトメーカーのカプコンが2002年にほぼ同様の内容のシステムの特許権を取得していた。カプコンは、戦国無双シリーズのシステムがカプコンの特許権を侵害しているとして、戦国無双シリーズの販売元であるコーエーテクモゲームスを相手取り、ソフトの製造・販売の差し止めと約9億8,000万円の支払いを求め、2014年8月26日に大阪地方裁判所に特許権侵害訴訟を提起した。大阪地方裁判所は2017年12月14日に、戦国無双シリーズにおける特許権侵害訴訟において、カプコンの訴えを退ける判決を下した。カプコンは2017年12月27日に判決を不服として知的財産高等裁判所へ控訴した。2019年9月11日に開かれた控訴審判決で、知的財産高等裁判所はコーエーテクモゲームスの一部主張を認めたものの、コーエーテクモゲームスに対して1億4,384万3,710円をカプコンに支払うよう命ずる判決を下した。コーエーテクモゲームスは判決内容を精査した上で、最高裁判所への上告も検討しているとコメントしている。コーエーテクモゲームスも知的財産高等裁判所に審決取消訴訟を提訴したが、知的財産高等裁判所は2018年3月29日にコーエーテクモゲームスの提訴を棄却する決定を下した。コーエーテクモゲームスは引き続き裁判で争う姿勢を見せている。

### 他作品とのクロスオーバー
- 『1』・『1猛将伝』（衣装は『真・三國無双3』）、『Chronicle3』（衣装は『真・三國無双7』）のモードの1つに呂布が登場しており、『激』には『真・三國無双』のPCが敵・味方として数名登場している。
- 逆に『真・三國無双』（PSP版）・『真・三國無双 2nd Evolution』・『真・三國無双 VS』には本シリーズのPCが登場している。
- 『Chronicle』シリーズの中には『無双OROCHI』シリーズのPCが登場する作品がある。
- 無双シリーズという枠組みを越えて、『決戦III』に前田慶次と稲姫が特典武将として登場している。
- 『3』・『3猛将伝』ではプラットフォームホルダーとなる任天堂とのコラボレーションとして、任天堂が1986年に発売した和風アクションゲーム『謎の村雨城』をモデルとしたモードが登場し、主人公の鷹丸もPCとして参戦した。
- 同社開発の『デッド オア アライブ5』に井伊直虎がゲストのひとりとして参戦した。

## 登場武将
武器の右に書いてある漢字は、左側が無双奥義、右側が無双秘奥義（無双奥義・皆伝）を発動した時に表示される字。アクションタイプは明確にアクションタイプが付けられた『2』からのものを記載。『1』では全員が『2』での「チャージ攻撃タイプ」で固定、『2』から「通常攻撃タイプ」と「特殊技タイプ」が追加、『4』からは「神速攻撃タイプ」が追加された。なお、年齢は『1』のものだが、シリーズで年齢が違う人物もいる。

### 『戦国無双』PC（プレイアブル）
シリーズ第1作の『戦国無双』より選択可能なプレイヤー。
真田幸村
声：草尾毅、斉藤佑圭（少年期） / 通り名：日の本一の兵、真田の太陽（少年期）
武器：十文字槍、木製十文字槍（少年期） 勇 焔 / アクションタイプ：チャージ攻撃、チャージ攻撃（改）（壮年期）
身長：185cm / 年齢：18歳
本シリーズの主人公格。武田家に仕える名門真田家出身の若武者。武田信玄を「お館様」と慕っている。情熱溢れる壮快な性格で、平時は物静かだがひとたび戦いとなると、尽きぬ闘志と純粋なる義侠心をもって合戦にのぞみ、その勇猛ぶりから「日本一の兵」と呼ばれる。
シリーズを通して真紅の鎧（赤備え）と家紋の六文銭が描かれた鉢金のいでたちをしている。『1』でのコスチュームチェンジは、甲冑をフル装備した正統派の武者のスタイル（このコスチュームを選ぶと防御力が若干上がり、移動速度が若干遅くなる）。
アクションは主人公格らしくスタンダードなもので、槍を振るう広範囲なものから、穂で貫く・柄で払うなど単体コンボ向きのものまでバリエーション豊かな攻撃手段を持つ。
『1』では、信玄配下の若武者として、川中島の戦いからスタートし、歴史的にも彼が最も活躍したとされる「大坂夏の陣」に至るオリジナル要素の強いシナリオとなっている。
『2』では長篠の戦いでの泥塗れの負け戦で織田軍にいた前田慶次に助けられたことから始まり、石田三成と直江兼続との友情の中で自身が生きる理由を探していく。
『3』では徳川軍との戦いと、義姉・稲姫との交流と葛藤の中で武士（もののふ）の生き様を貫かんとする姿が中心に描かれる。
『4』では、真田家の存続を優先して徳川方についた兄の信之と、武士としての生き方を追求するために豊臣方についた自分との確執と対決が描かれる。
戦国無双 真田丸
主人公として全編に渡って活躍する。川中島の戦いの数年後に誕生し、様々な経験を通して成長していく。外見も時代の進行に伴って少年・青年・壮年の3段階に変化し、ムービーには赤ん坊の頃の姿も登場する。武田や真田の象徴である赤色を好む。赤備えの武者として名高い山県昌景に憧れており、その姿を重ねてサワガニをマサカゲと名付けようとする程である(幸村への贈り物はサワガニが大好物と設定されている)。
真田の家族や家臣達を大切に思っており、実直でまっすぐな性格。それ故に面倒事に首を突っ込む、臣下を自身と対等に扱うといったお人好しな面が目立つが、くのいちや佐助らは呆れながらもそんな幸村を慕っている。茶々のことは大切に思っているのだが、幸村は全く自覚していないのでほぼ進展はみられない。過去作以上に朴念仁となっており、周囲が言及しても天然で返すばかりである。
少年期の武器は訓練用の木の槍。アクションは従来のモーションとほぼ同じだが、ずっと初期状態のままでレベルアップしても攻撃回数は増えない。デザインは『4』のムービーに登場するものと同じ。子供らしく無邪気でやんちゃだが、この頃からまっすぐな性格や他人を思やる優しさ、少し天然な所などは変わっていない。信之と一緒に真田本城に登場することが多い。基本的に昌幸が中心になる時代だが時折幸村の視点に移って人々と接したり探索に出かけることとなる。武田の滅亡後、安土で茶々と運命的な出会いを果たす。
青年期は従来のシリーズの幸村に相当し、モーションも武器も同じだが『4』からデザインが改められて短髪を鉢巻で逆立てている。天正壬午の乱が初陣として扱われている。上杉や豊臣の人質となる中で多くの人々と出会い、茶々と再会してからは秀吉に彼女の面倒をみるように頼まれ、彼女の心を解きほぐしていく。秀吉の没後は昌幸とともに石田三成に味方するが、西軍敗北後は九度山に家臣達と蟄居することになる。
壮年期となると髭を生やすようになり、髪型は『1』や『2』のようなセミロングとなった。声も太く低く変化している。アクションタイプは青年期のモーションを発展させた「チャージ攻撃（改）」に変化。4種類3段階だったチャージ攻撃が5種類4段階に増加して総合的な火力が向上している。九度山下山後は大坂城で茶々と再会。後藤又兵衛らと共に豊臣方として奮闘する。
大河ドラマとのコラボ衣装もDLCで登場している。
前田慶次
声：うえだゆうじ / 通り名：天下御免の傾寄者
武器：二又矛 豪 虎 / アクションタイプ：チャージ攻撃
身長：210cm / 年齢：25歳
「天下御免の傾奇者」と名高い戦人（いくさにん）。利を好まずに、派手な喧嘩と風流を好み乱世を気ままに生きるが、己の信念に外れることはしない。前田利家の義理の甥で彼を「叔父御」と呼ぶ。
シリーズを通じて位置付け・性能ともに最強クラスとされており、パラメーターも無双ゲージと移動力以外は際立って高い。シリーズ内でも本多忠勝と並んで「最強」の異名をとる一人。また、彼の乗馬・松風も最高の馬として登場している。『1』でコスチュームチェンジを行うと坊主頭になる（前田慶次は晩年出家し、穀蔵院飄戸斎と名を改めている）。
戦闘では二又に分かれた刃と大型の石突きの付いた長柄の矛を豪快に振るう。
シリーズを通して初期は織田軍に所属しているが、叔父の利家に家督を譲り出奔。その後上杉軍に仕える。
『1』では織田軍所属時・出奔後、さまざまな戦場で武将たちと出会い、その生きざまが感銘を与えていくオリジナル要素の強いシナリオであったが、それ以外では終始織田軍武将として武威をふるった。
『2』では小田原征伐から始まり、その後は直江兼続と共に出陣するものが主。また、真田幸村の章では、武田壊滅により絶望した幸村を導いた。
『3』では信長の死により揺れる時代の中で利家を導き、利家の死後も彼が守った世の中を駆け抜ける。利家や小太郎の無双演武においても大切な役回りを演じ、その生き様を雲に例えられる。しかし、彼が守ってきた世を壊そうとする清正や正則には、珍しく激しい怒りを見せる。
『4』では賤ヶ岳の戦いの後に利家に別れを告げ、その後は伊達家に仕えて小田原征伐まで政宗とともに戦う姿が描かれた。また神流川の戦いに際し、真田兄弟と知己となる。
『真田丸』では追加台詞、イベント等はないが、複数の副戦場で敵として登場する他、小田原征伐や長谷堂の戦いで選択可。
『アニメ』では上杉に身を置かず、京の都で傾奇者として自由気ままな風来坊を続けていたため長谷堂の戦いには参加せず、大坂の陣では豊臣側に与する。
織田信長
声：小杉十郎太（1～真田丸）→島﨑信長（5） / 通り名：第六天魔王
武器：妖刀→大太刀（5） 天 覇 / アクションタイプ：特殊技
身長：190cm / 年齢：33歳
尾張の戦国大名織田家の当主。「天下布武」を旗頭に、覇道を突き進む冷酷な合理主義者。自らを「第六天魔王」と称し、天下に覇をとなえる戦国の魔王。既存の社会機構や道徳を否定しながらも、乱世の業を一人で背負い、あらゆる物事を見通しありのままに受け入れる。二人称は「うぬ」。口癖は「是非もなし」「無価値」「…、ぞ」「で、あるか」。
シリーズを通して黒い西洋甲冑と紫の戦装束を基調としたデザインで統一され、ムービーでは黒い羽が舞う演出がなされている。また、紫は織田軍のイメージカラーとなり、『3』以降織田軍に所属する武将は紫が取り入れられていることが多い。『1』でコスチュームチェンジを行うと、オープニングムービーで「敦盛」を舞った際の、上着の半分をはだけた姿になる。
戦闘ではオーラが漂い、常に低い唸りをあげる、西洋風の妖刀を振り回して戦う。妖気を放っての広範囲、変則的な攻撃を駆使するなどトリッキーでもある。
『1』では、逆らうものには容赦しない狂気的な「魔王」としての姿が描かれた。
『2』ではわずかに人間味が垣間見えるようになり、「死」に価値を見出す人間に対して強い嫌悪感を抱き、対峙する相手に「生」の理由を問う。
『3』では時代を先へ進めることを常に求める変革者としての信長をクローズアップし、旧世代を認めず徹底して根絶やしにするが、時を進めるには自らの死もいとわない。また、台詞や思想もより哲学的なものとなっている。
『4』では、『1』同様に敵対者には容赦しない姿勢が強調されているが、「自分の決意や運命に最後まで殉じる人間に価値を見出す」という理由付けがなされており、自らに反旗を翻した長政や光秀に対して「一度背いたからには最後まで背ききって見せよ」という言葉を投げかけ、仮借ない反撃を加えている。
『真田丸』ではストーリー中の出演は敵将としての登場のみだが、その存在感はやはり大きく描かれている。
『5』
明確な主人公格となり、外見も若き日の「うつけ」を意識した姿に大きく変更されている。
性格はこれまでのシリーズで出していた冷酷さを一切排除し、「尾張のうつけ」と言われるほど奔放で破天荒な青年となった。「天下一新」を目指し数多の大名を相手に戦い抜くも、ある人物の死を受け激昂、その仇を取ると共に情を捨て「孤高の魔王」となり、乱世を壊す為に邁進する。一人称は一貫して「俺」。
明智光秀
声：緑川光 / 通り名：礼節の志士
武器：日本刀→太刀＋火縄銃（5）閃 誅→閃 刃（5）/ アクションタイプ：通常攻撃→神速攻撃（『4』以降）
身長：175cm / 年齢：25歳
戦無き世を目指す知将。斎藤家家臣や浪人生活を経て、織田家家臣として一気に立身を果たす。織田信長こそが乱世を収める人物と見ているが、その所業を見るにつれ自身の理想との落差に悩み、不審を抱くようになる。性格は礼儀正しく誠実で真面目だが、思い詰めやすく精神的に脆い部分、情の深さが優柔不断となるなど繊細な性格。本能寺の変前後ではそれ故に信長いう存在の大きさに苦悩し、決断を迫られていく。武将としては頭脳明晰で博学であり軍略にも優れた文武両道の教養人。娘のガラシャが登場してからは、家族思いの愛妻家としての姿も見せるが、自由奔放で気軽に放蕩する娘には過保護になりがちである。
デザインは「正統派の刀使い」がコンセプトで、『1』では信長と同じく南蛮具足の姿であったが、コスチュームチェンジを行うと、着物に袴を着用した幕末の維新志士を想起させるスタイルになる。この姿が『2』以降の彼のデザインに大きな影響を与え、以降は正統派の当世具足の姿になっている。史実では信長よりも年上であるが、長髪・白面・眉目秀麗の美青年としてモデルが作られている。
武器はオーソドックスな日本刀で、居合い抜きなどの剣技を使う。
『1』では斎藤家の家臣として登場。従兄妹の濃姫の誘いを受け織田家家臣となる。森蘭丸とは斎藤家時代からの付き合いで非常に親密な空気を醸し出していたが、本能寺の変以後敵同士となる。登場場面では信長と対照的に白い羽が舞う演出がなされる。
『2』では蘭丸との親密さはなりを潜め、桶狭間の戦いで目撃した織田信長という存在との関係性が主軸となっている。『2猛将伝』で実娘のガラシャが登場してからは、父親としての側面も見せ始める。
『3』では長宗我部元親と親友の関係にあるほか、徳川家康とも志を共にする。本能寺の変以後は信長を討ったことに思い悩み続ける。山崎の戦いではその心構えを羽柴秀吉に無責任と評されるが、元親の言葉と凄絶な生き様に影響を受け生き延びる。その後は隠れて暮らしていたが、関ヶ原の戦いでは家康に請われて東軍に参戦する。蘭丸とのやりとりも多少復活している。『3猛将伝』では、ガラシャの章で活躍しており、関ヶ原の時代まで生き延びた光秀が苦悩を乗り越えた末に娘のガラシャと再会し、共に優しき天下を目指すために再起することになる。
『4』では織田の章で実質的な主役となっており、本能寺の変は明智軍側の視点となっている。劇中では松永久秀によって翻弄され続け、最終的に信長に対して謀叛を起こす様が描かれている。『4-II』「反逆の章」では光秀本人に叛意は無かったが、久秀の計略により本能寺にて謀叛人に仕立て上げられることとなる。
『真田丸』では台詞の新録が無く、敵将としてのみの登場である。
山崎の戦いの後、彼が南光坊天海である説を元にした話に移る事が多い。『3』では流浪の身を家康に拾われ、『Chronicle』では関ヶ原の戦いでFINAL ACTがある。『Chronicle2nd』では山崎の戦いの後、自害しようとした所を家康に阻止され召し抱えられたり、『2Empires』では光秀と家康の会話で縦読みすると「天海」と読めるイベント台詞も用意された。ただし、南光坊天海を名乗ることはほとんど無く、『100万人』のシナリオ合戦外伝5話で「忠興は天海と名乗る男と対峙し」というシチュエーションで光秀が登場する程度である。基本的には生きていた明智光秀として姿を現している。
『5』
主人公格に昇格。性格面は概ねそのままであるものの、外見が大きく変わり、ロングヘアからポニーテールになっている。また、一人称も「俺」に変わっている。
信長からは頑固かつ真面目すぎる性格から「石頭」とイジられている。信長と同じく壮年期の姿が描かれている。斎藤義龍の襲撃により居城である明智城、そして親族を失う事となり、自らの「強さ」の在り方を模索する為に全国を放浪する事となる。
石川五右衛門
声：江川央生 / 通り名：天下の大泥棒
武器：金棒・大砲 壊 爆 / アクションタイプ：チャージ攻撃
身長：195cm / 年齢：30歳
天下の大泥棒で元伊賀忍者。歌舞伎役者のような立ち振る舞いを好む巨漢で、『1』では元忍者らしからぬどこからかの和太鼓音を織り交ぜた豪快な自己紹介や、「アウチ！」などの外来語を多用するなど、コメディリリーフ的な役回りが多い。阿国に惚れており、前田慶次を恋敵と思って強いライバル心を抱いている。
通常衣装は初代の頃から変化がない。『1』でコスチュームチェンジを行うと、襞襟が特徴の当時の南蛮装束となり、この際は、背中の大砲はラッパに変更される。
武器は仕掛け金棒と背負った大砲。金棒には鎖が仕込んでありモーニングスターのようになる。大砲は背負ったままで発射し、間接攻撃でも使用する。
五右衛門の章は天下取りとは無縁であり、泥棒するために忍び込んで城内戦になる特殊なステージが多い。『1猛将伝』では本編の出番追加はなかったが、練武館に登場する。
『2』以降ではプレイアブルとしてはリストラされており、双六モードのイベントシーンで一言のみの登場となった。
『3』には全く登場しない。
『Chronicle2nd』では猛将演舞に敵専用NPCで登場といった扱いで、リストラを経験した武将の中では最長期間となってしまった（その間も『OROCHI』シリーズには参戦し続けており、『OROCHI2』では戦国無双シリーズでの扱いを嘆く台詞がある）。
『4』にてようやく正式復活した。作中では小少将の色香に誘惑されて彼女が率いる三好軍を手伝っているが、小少将が長宗我部に付いてからは出番は無くなり、無双演舞中の操作機会はない。
『4-II』のDLCシナリオにて久しぶりに選択可能武将となるが、『真田丸』では再びストーリー中の操作機会は無くなり、天正壬午の乱の最中で少し登場する。
上杉謙信
声：中田譲治 → 興津和幸（5）/ 通り名：越後の龍
武器：七支刀→大太刀（5）仏 毘→正 毘（5）/ アクションタイプ：通常攻撃
身長：198cm / 年齢：36歳
越後の戦国大名上杉家の当主。「越後の龍」「軍神」などの異名を持つ。毘沙門天を奉じるストイックな求道者。強敵との闘争を至上の悦びとし、武田信玄とはお互いを宿敵と認め合う。かなりの酒好きでもある。座右の銘は「破邪顕正」。
七支刀を用いた攻撃のほか、式神の力を使い光球を放ち、背後に巨大な分身を作り出す。『1』でのコスチュームチェンジは、僧兵のようなイメージを取り入れた姿。
『1』では、彼の章は川中島の戦い以後オリジナルの要素が強く、武田信玄との闘争、そしてその因縁を越えた友情を主軸に描かれている。
『2』では、軍略家としての姿がより色濃く描かれるようになり、配下の直江兼続にその才と心意気が受け継がれる。
『3』では破邪顕正に重きを置き、闘争により正義を示す姿が描かれた。また、姉の登場を受けてか、若干顔立ちが若くシャープになっている。
『4』では、北条氏康との和議の条件として、彼の息子である北条三郎を引き取り、自らの旧名「景虎」を与えて家族として迎える様子が描かれる。しかし、後継者の名指しを明確にせず、手取川の戦いの後に病没してしまったことで、養子の景勝・景虎の二人の間に後継者争い（御館の乱）が勃発する。
『真田丸』ではストーリー序盤のボス格として登場。八幡原の戦いでは真・三國無双シリーズにおける虎牢関の呂布の如く強化されており、武田軍の武将を次々に蹴散らして信玄を猛追する。
『CR戦国無双』では、孫市、阿国、五右衛門、政宗を従えている。
『5』
姿が若くなった。自らが信じる「正道」を乱世に唱えるべく、各地で清き戦を展開する。信玄との宿敵関係は変わっておらず、彼との戦いを楽しんでいる節がある。
お市
声：前田愛 / 通り名：戦場の白百合
武器：剣玉→連環輪（『3』以降）→護符（5） 憐 凛→佳 憐（5）/ アクションタイプ：通常攻撃→チャージ攻撃（『3』以降）
身長：158cm→162cm（『2』以降） / 年齢：15歳
織田信長の妹。浅井長政のもとに嫁ぎ、政略結婚ながら深く愛し合うようになる。羽柴秀吉や柴田勝家に恋慕されている。3猛将伝以降は勝家との再婚も表現されるようになったが、長政の頃とは違った信頼関係が描かれている。
『1』〜『3』まではナンバリング毎に年齢や性格が変更されており、シリーズを重ねるごとに外見も内面も成長している。夫婦仲が良い、秀吉をサルと呼ぶ、秀吉に対して当たりが強いなどはシリーズで共通している。『1』でのコスチュームチェンジは、狐の着ぐるみを着た姿になる。
『1』では活発で明るく天真爛漫、生意気な15歳の少女として登場。仲違いした夫と兄を和解させるため奔走する。
戦闘では『1』『2』では剣玉をトリッキーに操り、攻撃力は低いが範囲と手数で攻撃するタイプ。『3』からは大人の女性に剣玉はふさわしくない、ということで刃の付いた輪を4つ繋げた連環輪という武器に変更された。
『2』では設定年齢が上がり性格も落ち着いたが、非常に悲観的になった。世の無常を儚む台詞が多くなり、信長や秀吉と同じ目線で世の中を見ることができるほど聡明だが、それ故にどうにもできないという諦観の念から「詮無き事」が口癖となっていた。前作では秀吉以外の臣下に「様」を付けていたが、今作からは呼び捨てになっている。前作に続いて剣玉を使うが、攻撃タイプは通常攻撃タイプに変わり子供っぽいモーションはみられなくなった。夫と共に兄と戦うことを選ぶが、浅井側が敗色濃厚となると長政はお市と別れて彼女を織田へ帰してしまう。しかし、お市は信長の命令で出撃を強いられ、長政を自らの手で討つこととなる。信長の死後は織田の人間として柴田勝家と共に賤ヶ岳の戦いに参戦するが勝家との再婚については省略されて触れられていない。
『3』では更に年齢設定が上がっており、性格も若干明るくなっている。長政との愛を主軸に物語が語られるが、今回は婚前の出会いから描かれる。長政死後の出番は無く、賤ヶ岳の戦いに参戦しないなど勝家との関わりが薄くなってしまっていたが、『3猛将伝』で追加された勝家や阿国のシナリオでは勝家と共に戦う場面が増え、再婚もしている。
『4』からは大きな変化は無いものの、藤堂高虎や大谷吉継には母のように慕われており、『4-II』では長政の死後もお市は彼らを気遣った。
『真田丸』では実娘である茶々がプレイアブル化したが、夫である長政共々台詞の新録は無し。秀吉夫妻は茶々をお市から託されたとしている。
『OROCHI魔王再臨』では、『1』の別コスチュームの狐の着ぐるみを意識した狐の被りものを装着した新コスチュームで参戦可能。
『5』
『1』程ではないが幼い容姿になった。性格も明るく天真爛漫になっているが、武家の娘らしい芯の強さを持ち、力で全てを解決する乱世を嫌っているなど『2』以降の性格設定も見られる。
阿国
声：山崎和佳奈 / 通り名：出雲の舞姫
武器：番傘 舞 麗 / アクションタイプ：チャージ攻撃
身長：172cm / 年齢：17歳
出雲の巫女。出雲大社勧進のために、諸国を巡っている。流暢な京都弁が特徴的。惚れっぽく、いい男を見るとすぐ出雲へ連れ帰ろうとする悪癖の持ち主。また悪癖の対象は男だけにはとどまらず、女性武将にも誘いをかける。いい男というのも見た目だけではなく阿国の主観であり、基準は曖昧である。
服装はいわゆる巫女装束。『3Empires』の衣装は基本的には『3』と同じだがマイナーチェンジされており、『4』でも『3Empires』の衣装が採用されている。『1』でコスチュームチェンジを行うと、レースクイーンを思わせる丈の短い衣装を着た姿になる。
武器は番傘で空中で番傘を開いて落下傘がわりにする、間接攻撃時には傘から針を飛ばすなど、トリッキーなアクションを繰り出す。『1』では、パワータイプ扱いされていたが、『2』はバランスタイプに変更された。
『1』では一目惚れされた石川五右衛門とともに諸国をめぐるが、前田慶次は特にタイプなのか傾倒していた。エンディング分岐の数は最多で、“いい男”の数だけ個別エンディングが存在する他、濃姫とのエンディングも存在する。
『2』では無双演武が無くなってしまうが、模擬演武では専用の台詞イベントが多数用意されている。
『3』でも無双演武がなく、脇役としての出番も激減している。模擬演武での台詞イベントもないが、村雨城モードでは“いい男”探しの専用クエストが用意されている。『3猛将伝』で再び無双演武でも使用可能。毛利元就を引き連れて、鎮魂のため死を覚悟した武将を出雲 に誘うといった、ある種の死神のような神秘的なイメージのシナリオとなっている。
『chronicle』の会話イベントでは平時の村や町で過ごす阿国が表現されており、市井の人々の様子なども描かれている。
『4』の流浪演武イベントでも不思議な女性として登場し、別の武将の姿で主人公（プレイヤー）の前に現ることもある。
くのいち
声：永島由子 / 通り名：闇に舞う花
武器：苦無 殺 葬→密 瞬（『3』以降） / アクションタイプ：チャージ攻撃→神速攻撃（『4』以降）
身長：152cm→158cm（『3』以降） / 年齢：15歳
戦国無双シリーズオリジナルキャラクター。真田幸村に従う女忍者。基本的に武田家が存続している間は武田軍に所属している。現代の若者言葉やスラングを意識した台詞が多く、相手を小馬鹿にしたようなおちゃらけた態度をとる小悪魔的な性格。任務には忠実で真面目な時とのギャップが激しい。口癖は「にゃは（ん）♪」のほか、語尾に「だにゃ〜」とつける時もある。特に身寄りは無く、身分も低い。『アニメ』では子供の頃に少年時代の幸村に行き倒れていた所を保護されている。ゲーム本編でも似たような理由で信玄に拾われて忍として養育されたと語られている作品もある。
戦闘では巨大な苦無を短剣のように扱う。また、間接攻撃に弓ではなく手裏剣を用いる。『1』でコスチュームチェンジを行うと、ボンデージのような衣装を纏っての登場となる。
『1』では軽口を叩きながら幸村に従い、戦いのスリルを楽しむ。「殺」と描かれた腰巾着を下げている。幸村への感情は遠回りにしか表現されておらず、阿国が言及する程度にとどまっている。『1猛将伝』では稲姫を「稲ちん」と呼び、彼女を戦闘狂の自分と同類扱いするなど強く意識している。敵同士でぶつかり合いながらも、最終的には心を通わせている。
『2』では参戦せず、双六モードのイベントシーンのみとチョイ役として登場。
『3』での再登場以後はやや丸くなっており、幸村を健気に慕う少女として描かれている。甲斐姫とは喧嘩友達のような関係であり、反発し合いながらも友情を深めている。『3Empires』の武田信玄シナリオでは幸村と出会う前から武田軍に在籍しており、身寄りがいない自分なりに武田家のお家騒動に心を痛めていた。
『4』では、おどけた口調と態度で周囲を翻弄する小悪魔的な性格として描かれるが、主である幸村のために寸暇を惜しんで任務を遂行し、命を張ってでも寄り添おうとする、献身的でひたむきな一面も持っている。
『アニメ』より「月丸」という名の赤いスカーフを巻いたムササビが彼女の相棒として登場。後に『4-II』で逆輸入された。
『真田丸』では信玄上洛戦の頃から登場。今作では幸村より年上という設定で、信玄の推薦で真田家に派遣されている武田の忍。戦で親兄弟を失くし天涯孤独の身であったところを信玄に拾われ、その恩に報いるために忍びの道に入る。武田の滅亡後は幸村達に引き止められたことで真田家に仕えることとなる。その際、幸村の言動を強く恩義として捉えており、幸村を守ることを何よりも優先する。元々忍という訳ではなかったが、一人でも生きていけるようになるために忍の技を学んだと語っており、幸村が絡まなければ、仕事に徹して非情な面も見せる。佐助が来てからは幸村一番の忍を自称するようになる。最初は佐助を警戒してあからさまに敵視していたが、主を慕う気持ちは共通していることあって紆余曲折の末に打ち解けていった。幸村への感情は色恋よりも信頼関係を重視した表現がされているようになった。平時での登場が増えたのもあって、臣下として真面目で自分の居場所を大切にしている面が多く出ている。
雑賀孫市
声：磯部弘 / 通り名：放浪の狙撃手
武器：火縄銃→大筒（5）撃 衝 / アクションタイプ：チャージ攻撃
身長：187cm / 年齢：23歳
紀伊の鉄砲傭兵集団雑賀衆の頭領。自由と女を愛する風来坊で、戦場でも見境なく女性を口説くが女性受けはあまり良くない。一方で、ガラシャや『OROCHI2』で共演したジャンヌ・ダルクのように自身が口説く対象にしていない女性には慕われている。傭兵ではあるもののドライにはなりきれず、敵味方を問わず悩める女性を気遣ったり、戦いの中で苦悩することが多い。また、織田信長への怨恨から本能寺の変に現れるというパターンは定番である。
武器の火縄銃は連射可能で、先端に銃剣のように刃が付いている。間接攻撃も弓ではなく銃を使用し、その他、足技も使う。『4』からは発砲する銃弾の数が劇的に増加した。『1』でのコスチュームチェンジは、上半身裸の『ランボー』をイメージさせる姿。
「雑賀孫市」の諸説ある正体の中では、他のコーエーゲームと同様に主に鈴木重秀を選択しており、その際は佐大夫や重朝は別に登場している。
『1』では本願寺からの要請を受け織田軍と戦う事になり、残虐な信長を憎み狙う。あまり関係ない合戦でも傭兵という立場からか頻繁に登場する。前田慶次と戦友になり、『1猛将伝』以降『激』以外は、羽柴秀吉の昔からの親友として描かれている。
『激』は他の雑賀衆が余りにも織田軍有利で戦が進むと松永近畿豪族軍団に、自らは慶次と共に朝倉・浅井軍に加勢し、やがて雑賀の庄を制圧されてしまったところ木津川口で慶次が迎撃を手伝ってくれたため、信長への怨恨を確実に晴らせるように慶次を西方武士団の旗頭に擁立。しかし信長死後に慶次が西日本を治めるようになると、自らの役目終了を悟って九州経由で西へ旅立つ。
『2』は慶次との関わりは無くなり、秀吉との友情、信長への憎悪で揺れ動く苦悩が表現されている。また、伊達政宗の配下として登場するのは今作から。『2猛将伝』ではガラシャとの友情が描かれ、「ダチ」という言葉を教えた。
『3』は前作までの重秀ではなく、史実で政宗に仕えた重朝に近い設定となっており、政宗との関係を中心に描かれ、常に伊達家に在籍している。前作における慶次・秀吉との友情設定も引き継いでおり、『3猛将伝』でもガラシャとの友情を新たな形で構築している。
『Chronicle2nd』や『4』では織田、豊臣、浅井（近畿）、長宗我部（四国）の章では重秀、伊達（東北）の章では重朝の設定を踏襲している。『4』の東北の章で伊達に接触したのは秀吉の依頼であったと小十郎に看破されている。『4-II』でも「主従の章」で活躍するほか、政宗や小十郎と絡む他に小少将を主役とした「情愛の章」で相手役として大切な役割を務めた。
『5』
『4』以前にあった軟派な一面は鳴りを潜め、合戦や暗殺を乱世を生き抜く術と捉え、物事の善悪に興味を持たないドライでビジネスライクな性格に変わった。特定の人物に対する忠誠心も皆無であり、秀吉との絡みも一切なくなっている。ある人物の依頼による暗殺を決行したが故に、信長の性格が変貌していく事になる。
武田信玄
声：郷里大輔（～3）→大友龍三郎（3猛将伝～） → 浜田賢二（5） / 通り名：甲斐の虎
武器：軍配→大身槍（5）帥 風林火山→師 風林火山（5）/ アクションタイプ：特殊技
身長：180cm / 年齢：45歳
甲斐を代々治める戦国大名武田家の十九代目当主。「甲斐の虎」の異名を持つ当代随一の軍略家ながら、飄々とした言動で、快活で余裕に満ちた人物として描かれている。
武田家当主として真田幸村と島左近を配下に抱えるが、物語上、主従関係よりも師弟関係に近い描写になっている。上杉謙信から「宿敵」と目され、互いにライバル心が強い。北条氏康からは事あるごとに「胡散臭い」と評されるが、謙信同様に互いを認め合う仲でもある。織田信長の「覇道」に対して「王道」を掲げている。二人称には「おこと」を使う。
シリーズを通して常に仮面をつけており、表情を読み取らせない。『1』でコスチュームチェンジを行うと、ナマハゲのような姿になる。
戦い方は軍配を武器に風林火山にちなんだ攻撃やウエスタン・ラリアット、ジャイアントスイングなどプロレス技をモデルとしたモーションが多い。
『1』『2』共に、彼の章は川中島の戦い後に上洛を行う構成となっている。その後の展開はオリジナルとなり、謙信と共同戦線を張る展開が多い。『1』及び『Chronicle2nd』の浅井、武田の章では三方ヶ原の戦いで服部半蔵に暗殺される展開もあり、武田家衰退の要因となってしまう。『3』では謙信や氏康との絆が描かれている。
『3猛将伝』では、担当声優の郷里大輔の死去を受け、創史演舞モードでの新録の台詞は大友龍三郎が担当している。ただし、無双演舞での台詞やアクション時の台詞は以前のものがそのまま使用されている。『Chronicle』以降の作品からは全て大友の声になっている。
『3Empires』では父・信虎との確執や息子・義信との武田家のお家騒動に苦悩と、今までのシリーズでは手つかずだった川中島以前の戦いが描かれた。
『4』では川中島の戦いで散った弟・武田信繁を幸村に重ね合わせ「幸村を信繁のような目に遭わせたくない」と案じている。
『真田丸』では従来からストーリーが大幅に見直され、信之・幸村兄弟との繋がりは無くなったが、史実通り彼らの父である昌幸との交流が描かれている。また、同じく新規参戦武将となった実子勝頼からは心から尊敬されている。しかしその存在の大きさが、自身の死後に勝頼を苦しめることになってしまう。
『5』
姿が若くなると共に従来備わっていた茶目っ気は失われ、綺麗事では乱世は収まらないと言う信念を持った現実主義者に変わった。謙信との宿敵関係も変わっていないが、「正道」を否定するなど一方的に嫌っている。
伊達政宗
声：檜山修之 / 通り名：奥州の独眼竜
武器：木刀（二刀流）→陣太刀・二挺拳銃（『2』以降） 乱 竜 / アクションタイプ：チャージ攻撃→神速攻撃（『4』以降）
身長：140cm→174cm（『2』以降） / 年齢：14歳
奥州の戦国大名伊達家の当主。「独眼竜」の異名をとり、奥州を統一し、果ては天下を狙う大志を胸に秘めた若武者。「馬鹿め!」が口癖。
『1』では少年、『2』以降の作品では成長し青年として登場するなど、お市同様に大きく成長している。『1』でのコスチュームチェンジは、粗末な虎柄の服を着た「田舎の悪ガキ」をイメージさせる衣装。『OROCHI魔王再臨』では、兜を脱いだ新コスチュームで参戦可能。
『1』では二刀に構えた木刀と眼帯からビームを出す「独眼竜ビーム」（付属の解説書に記載）を武器に戦う。『2』以降は軍刀の様な拵えの陣太刀と二丁の拳銃を駆使して戦う。
『1』では史実を問わず様々な戦場に乱入して天下を目指すオリジナル展開であった。
『2』では豊臣・徳川家に姑息なほどに従属していたが、幸村の信念を目の当たりにし最終的には自ら天下を狙う。兼続からは「利に群がる不義の山犬」と言われており、お互い気性が合っておらず反目しあっている。
『3』ではストーリー冒頭で、人質に取られた父・伊達輝宗を自らの手で撃った過去に触れており、そのことから天下取りに執着する。雑賀孫市や直江兼続、真田幸村、前田慶次らとの絆と共に、天下への考え方の変化を中心に描かれる。『3猛将伝』では、蹴鞠仲間を求めて世界へ旅立たせようと今川義元を唆す。しかし政宗の予想外の方向に転がる事態に苦労していくことになるが、最終的に義元から天下を任されることになった。
『4』では、輝宗を殺してしまった苦悩や天下取りよりも奥州の民を守るという意志が強く描かれている。また、片倉小十郎との信頼関係も深く描かれ、『4-II』でも小十郎が主役の「主従の章」で活躍する。
『真田丸』ではストーリー展開上終盤まで出番が無いものの、大坂の陣では敵役として何度も登場し、幸村と激しく死闘を繰り広げることとなる。
濃姫
声：鈴木麻里子（～真田丸）→藤井ゆきよ（5） / 通り名：魔王に寄り添う蝶
武器：暗器（鉄鈎・爆弾）（～真田丸）→弓（5） 艶 蝶→透 蝶（5）/ アクションタイプ：特殊技
身長：165cm / 年齢：20歳
織田信長の妻で、斎藤道三の娘。倒錯的な言動を好む妖艶な美女。他の女性に絡んで女の戦いを繰り広げることもある。相手の嗜好に合わせて対局の役割を演じようとする部分があり、挑発的な態度でも濃姫なりの優しさが表現されている場合がある。光秀や半兵衛とは昔なじみ。
戦闘では蹴りと鉄鈎や爆弾といった暗器を駆使して戦うスタイルだが、スタッフ曰く「和服が邪魔にならないアクションに苦労する」との事。『1』でコスチュームチェンジを行うと、花魁を意識したような衣装に変わる。
『1』では父・斎藤道三に「うつけならば信長を討て」と懐刀を渡されたというエピソードを元に、「愛する信長の命は自分の物、生かすのも殺すのも自分だ」として戦場に赴く。他の章では、本能寺の変で、それに乗じて自ら信長を討つために行動を起こす展開もある。
『2』では一貫して信長を支える妻として登場する。そのため彼女の章に独自性が無くなってしまうが、外伝ステージでは「お市や森蘭丸らと美しさを競う」という独自性の強いシナリオとなっている。
『3』では無双演武が無くなり、模擬演武のみ選択可能であったが、『3猛将伝』では濃姫の中の父の命令を実行するか否かと葛藤していることを中心に描き、信長との関係が完成していくまでが描かれた。
『4-II』では百花繚乱の章にて本能寺の変で死んだと思われていた頃に現れて秀吉やねねを戸惑わせた。
『5』
どこか儚げさを感じる容姿に変わっている。冷めた雰囲気を持ち己の意志を見せる事が少なく、信長に対しても関心を持たず心も開く事は無かったが、信長と共にある内にその性格も次第に変化していく。本作では専ら「帰蝶」と呼ばれる。
服部半蔵
声：黒田崇矢 / 通り名：孤高なる影
武器：鎖鎌 断 滅 / アクションタイプ：特殊技→神速攻撃（『4』以降）
身長：170cm / 年齢：28歳
徳川家康配下の伊賀忍者の頭領。非常に寡黙なプロフェッショナルで、自らを「影」と称し主に絶対の忠義を誓う。
衣装は紺の忍装束で、『2』以降は甲冑を纏う。『1』でコスチュームチェンジを行うと、より軽装の忍者スタイルとなる。
戦闘では鎖鎌で斬りつけたり分銅を振りまわしたりする他、手裏剣を投げたり火遁や分身などの忍術を使う。
『1』では真田幸村やくのいちのライバルとして扱われ、徳川軍の懐刀のような存在として活躍。「殺…」「滅!」など漢字一字を発することがほとんどで、口数は少ない。
『2』でも同様に家康の懐刀として働き、史実では関ヶ原の戦い以前に死去してしまうため、彼の章の最終シナリオは豊臣秀吉が篭る大坂城に攻め入るものとなっている。
『3』では半蔵の心の底にある優しさと忍者同士の戦いが描かれた。また、口数もそれ以前の作品より明らかに増えている（風魔小太郎に「徳川の犬」と蔑まれた時に「眠れ、乱世の犬」と小太郎の思想と存在を皮肉った）。
『真田丸』ではかなり出番が増加しており、大坂夏の陣の頃まで登場している。親を失った佐助を拾って忍者として育て上げており、内情を探るべく真田家に送り込むが、終盤では幸村の忍となった佐助と死闘を繰り広げることになる。佐助の前では普段よりも積極的に会話し、彼が真田家に潜り込む際に「私情を交えるな」と忠告する場面も見られる。
『5』
数多の武将が若くなる中、逆に渋みを増しており、設定も徳川家の家老となっている。家康を「若」と呼ぶ。百地三太夫とは伊賀忍以来の腐れ縁。今までのシリーズと違い、普段は素顔を晒しており、家老と言う立場上口数も多くなっている。戦闘時は素顔を黒い狐面と黒いマスクで隠している。一人称は「わし」だが、三太夫の前では「俺」になる。
森蘭丸
声：進藤尚美 / 通り名：凛々しき少年剣士
武器：野太刀 誠 義→誠 献（『4』以降） / アクションタイプ：チャージ攻撃
身長：178cm / 年齢：19歳
織田信長の小姓であり、異常なまでに信長に心酔しており、濃姫に「忠誠より依存に近い」と評価される。
女性と見紛うほどの容姿で（ゲーム中に雑賀孫市などに女性と見間違えられている）、敗走や討死のカットシーンでも女性用のモーションが使われている。戦闘では身の丈ほどの長刀を扱い、リーチは広いが攻撃速度が遅い。『1』でのコスチュームチェンジは、洋服姿となる。
『1』では斎藤家家臣から明智光秀とともに織田に移り、光秀との親密な関係が強調された。
『2』では無双演武が無くなり、模擬演武のみ選択可能になる。浅井長政を父の仇とする専用台詞が用意されており、本能寺の変では専用ミッションが用意されている。
『3』でも模擬演武のみ選択可能で、無双演武では脇役として登場する。『3猛将伝』では信長の忠実な部下として、戦場では修羅となる覚悟で挑むが、光秀やガラシャと接する中で本来の優しき心と戦場での修羅道の中を揺れ惑う。『3empires』では半兵衛や利家に、信長への盲目的な姿勢を案じられている。

### 『戦国無双 猛将伝』追加PC
『戦国無双 猛将伝』より選択可能な武将。
豊臣（羽柴）秀吉
声：戸北宗寛→石川英郎（2～真田丸）→上村祐翔（5） / 通り名：黄金の天下人
武器：三節棍 →薙刀（5）志 昇 / アクションタイプ：通常攻撃
身長：155cm / 年齢：35歳
百姓出身ながら織田家で破竹の勢いで出世を重ね、織田信長の死後は天下人となる「戦国一の出世頭」。時代にあわせて「羽柴秀吉」と「豊臣秀吉」で姓名が変化する。信長とは同レベルながら違った視点で世の中を見通しており、明るい性格だけではない二面性を見せる。『1』・『1猛将伝』では名古屋弁が強いが、『2』以降は比較的標準語（関西寄り）に近く訛りも多少和らいでいる。シリーズを通して大の女好きで女癖が悪く、コメディチックな場面ではよく下心が丸出しになっており、その度に女性から冷たくあしらわれたり、ねねから手痛いお説教を受けることも多い。一方で孫市や利家などとの男同士の友情に篤いところや子飼いの武将たちである加藤清正や石田三成たちからは敬愛されているといった一面が描かれている。だが、高虎からは長政の仇として密かに憎悪の念を抱かれ、宗矩からは激しい敵愾心を剥けられるなど、彼の志や信条を理解できない人物も少なからず存在する。
戦闘では三節棍を自在に操り、一発一発は弱いがリーチが広く振りも速い。また、『2』や『4』ではお金、『3』では素材が出やすくなるといった稼ぎに特化した特殊技を持つ。『1猛将伝』のコスチュームチェンジは京劇の衣装のような感じである。
『1』では特殊NPCで登場し、大物感の描写よりも「猿」っぽさや小ずるい場面が多い。豊臣姓で登場するステージはほんの僅か。『1猛将伝』より選択可能となり、賢さや大器などが表現されるようになった。織田家臣としての秀吉をメインにストーリーが進むが、シナリオ分岐によっては親友の孫市を殺し信長に挑む悲しい展開となる。
『2』からは信長と並んでストーリーや世界観の中心であり、出番は大幅に増加している。自身のシナリオでは中国大返しからの天下人を目指すストーリーがメインで、デフォルトの姓名も「羽柴秀吉」から「豊臣秀吉」になり、声優も変更された。性格も前作に比べ、陽気さ・人懐っこさが強調されており、信長死後に「皆が笑って暮らせる世」を築かんと天下取りの道を歩む。
『3』では、桶狭間の戦いなどの織田家臣時代から始まって、志半ばで果てた信長の夢を実現させるため天下統一を目指す。最終面は小牧・長久手までなので彼の姓は終始、羽柴のままだった。
『真田丸』ではお市に茶々を託されており、周囲に心を閉ざす彼女を気遣っている（歴史上では側室だが、作中では養父の様な立ち位置である）。大坂に人質としてやってきた幸村を気に入っており、茶々と仲良くするよう頼んでいる。
『5』
ストーリー上最後まで「羽柴」のまま。外見が若々しく変わり、一人称も「おいら」になった。明るく茶目っ気溢れる性格はそのまま。前田利家の仲介により織田家に仕官を果たす。百地三太夫とは放浪時代に助けてもらった仲であり、彼を「兄貴」と呼ぶ。
今川義元
声：河内孝博（～真田丸）→乃村健次（5） / 通り名：海道一の弓取り
武器：刀・蹴鞠→大槌（5）貴 雅（『3』のみ）→貴 趣（『1』『2』『4』以降） →貴 圧（5）/ アクションタイプ：チャージ攻撃
身長：180cm / 年齢：41歳
駿河の戦国大名今川家の当主。「海東一の弓取り」と称される武将。貴族趣味・公家かぶれの風流人なデザインで、口調も「まろは○○、の」と公家言葉で話し、蹴鞠や和歌を得意とする。蹴鞠をすることを「蹴鞠（けま）る」と、彼独特の言葉を言っている。無垢で純粋、和の心を尊ぶお人好しで、戦にあまり頓着せず（むしろ好まず）、蹴鞠のことばかり考えている癒し系。そのためさまざまな武将に利用されてしまうが、気にしている様子も無い。ギャグ路線の描写が多いものの、通り名に恥じない器の大きさや教養も時折覗かせる。その一方で、『4』では家康にドスの利いた声（加工もされている）で脅しをかけたり、信長に討たれた直後に同じくドスの利いた声で恨み言を残しながら死んでいくシーンなど、別の一面も描かれている（流浪演武では穏やかな声で主人公を諭すといった面が描かれている）。ただし、この別の一面は対面者の幻であるかのような演出もされている。
通常攻撃には刀を使用するが、チャージ攻撃時や無双奥義ではどこからともなく取り出した蹴鞠を使用する。その際、現実のサッカーのごとく強烈なオーバーヘッドキックを放ったり、その場で高速回転しつつ蹴りに勢いを付けたりと、非常に身軽な一面を覘かせる。『1猛将伝』のコスチュームチェンジは派手な西洋の衣装を纏ったスタイルとなる。
シリーズを通しての行動原理はすべて蹴鞠であるなど、彼の章はオリジナルの要素が強い（史実では「桶狭間の戦い」で討死してしまうため）。『1』では特殊NPCで登場、『1猛将伝』より選択可能となり、京で蹴鞠をするために上洛を決意するも、その道中を織田信長により襲撃され、軍が壊滅してしまう。その後は上杉・武田を頼り、再度上洛を試みる。
『2』では双六モードのイベントシーンでのみ登場し、『2猛将伝』より選択可能となる。時代の節目の戦を歩きながら蹴鞠仲間を探すべく旅に出るというストーリーであるが、史実通りに年代が進んでいるため、最終的に80歳になるまで蹴鞠をし続けることとなる。
『3』では模擬演武のみ選択可能。主に「関東三国志」の第四勢力として物語に参加することになる。『3猛将伝』では無双演武が追加される。伊達政宗と立花宗茂に唆され、世界を相手にする前に、日本（ひのもと）代表として彼らと共に日の下の武将らと蹴鞠戦をしていくという、オリジナル性の強い展開で物語が進行する。大阪で蹴鞠戦を終えた後は、天下を政宗に預けて、宗茂・家康と共に世界へと旅立つ姿が描かれている(その後については一切語られておらず、どうなったかは不明)。
『4』では選択して出撃できるステージはない。
『Chronicle』では主人公を強引に弟子に取り、蹴鞠や和歌、茶道などを通じて、戦により荒れた民の心を「和の心」で癒すという「今川流」を伝授する。
『OROCHI2』では、蹴鞠を通じて人間と妖魔が共存する「蹴鞠の国」を長宗我部元親と共に造り上げる。真・三國無双側の武将である張角や劉禅からはその人柄を評価されており、袁紹とも互いに名族出身であることから親交がある。
『5』
織田信長と比べても一回り大きい程体格が大きく変わり、公家の要素を随所に残しつつ東海の覇者に違わぬ姿となった。蹴鞠の要素は一切排除されている。一人称は「予」。性格が純真無垢な癒し系キャラから尊大な野心家に変わっている。自らが東海の覇者に相応しいと信じ、勢力拡大を推し進める。信長の事は「虫けら」と評し、歯牙にも掛けなかったが、結局は信長に負けてしまう。
本多忠勝
声：大塚明夫（〜真田丸）→小林親弘（5）/ 通り名：無傷の闘神
武器：大槍→大身槍（5）轟 哮 / アクションタイプ：チャージ攻撃
身長：210cm / 年齢：36歳
徳川家康に絶対の忠誠を誓う戦国最強の武士。言動は厳格で誇り高く、その最強の武で主の天下への道を切り開く。武田信玄に「家康に過ぎたるもの」と評される。口癖は「愚問！」「武で語れ！」。
首から巨大な数珠を下げ、史実と同じ鹿の角をあしらった兜と重武装の鎧を纏う。「合戦の場で一度も傷を負ったことが無い」という逸話を取り入れてか、防御力が特に高く設定されており、敵としての登場時には真・三國無双シリーズでの最強の呂布のように専用BGMが用意されていて、前田慶次と同等の最強とされている。『1猛将伝』でコスチュームチェンジをすると、大きな鹿の角を象った兜と、黒い具足を着けた姿となる（その際、数珠がさらに巨大になり、袈裟懸けとなる）。
武器は巨大な槍「蜻蛉切」で、高威力かつ広範囲の攻撃を繰り出す。
『1猛将伝』では主人公格、メインで、無骨で剛直な武人としての印象が強い。
『2』以降は人物像に柔らか味が増しており、娘の稲姫とのやりとりにも人間味がうかがえるようになり、真田信之と槍を交えると、彼に対して好印象を持ち、戦が終わったらまた会ってみたいと呟いた（『3』も同様なイベントが用意されている）。
『3』では過去作同様に、三河武士として家康を支える忠勝の戦いが描かれている。
『Chronicle2nd』では、その風貌と話し方から井伊直虎に怯えられてしまい、稲姫に「物言いが怖い」と指摘されてしまう。
『4-II』では新たにプレイアブルとなった井伊直政を、「新入り」と呼んで厳しくも温かく見守り鍛えあげる先達としての役割が描かれている。
『5』
ビジュアルが若々しく変わり、性格が血気盛んになっている。一人称も「俺」。主君であり友でもある家康を「竹千代」と呼び、力強い言動で悩む家康の背中を後押しする。
稲姫
声：大本眞基子 / 通り名：徳川の弓姫
武器：和弓 純 爽 / アクションタイプ：特殊技
身長：165cm
本多忠勝の娘で、徳川家康の養女。父譲りの武芸の才を持ち、純粋で直情的で猪突猛進だが、初心な奥ゆかしさも併せ持つ性格。やや鈍感な所もあり、天然な疑問を相手にぶつけることも多い。真田信之の妻となるが、夫の信之がPCになる『4』までは夫婦での出番は少なく会話イベントも稀であるが、義弟である幸村との遣り取りは存在している。くのいちからは「稲ちん」、幸村からは「義姉上」と呼ばれている。ちなみに「稲」は幼名であり、史実では「小松」の名前で呼ばれる。
通常攻撃では刃のついた弓を振り回し、矢はチャージ攻撃や無双奥義で放つ。『1猛将伝』のコスチュームチェンジは小袖姿で、彼女のエンディングでもこの姿で子供をあやしている場面がある。
『1猛将伝』では登場年代が早めにされており、彼女の章は金ヶ崎撤退戦から開始となる。家康の意を汲み、事あるごとに徳川・真田両家の橋渡し役を務めたが、くのいちに指摘され「武士としての生」と「姫としての生」との葛藤に苦しむ姿が描かれる。
『2』では小田原城攻略戦からの開始。徳川家の将としての己を確立させている。
『3』では真田幸村の義姉としての部分が多く描かれ、過去の作品に比べて柔和な面も見せる。ストーリー中盤で登場する甲斐姫とは小田原で一戦刃を交え、同じ姫武者として常に敵側の人間でありながら友人同士の間柄となる。
『4』では、真田信之がプレイアブル化したことで妻としての出番がより増加している。婚前では戦場で徳川軍に無理難題を要求してくる信長に対して抗議しようとし、それを忠勝が必死で引き止める場面もある。この性格は父の忠勝でさえ手を焼いており、井伊直虎に助け舟を出してもらうほどである。
『真田丸』では夫とは違って壮年期の姿はないものの、終章での登場時はかなり落ち着いた喋り方をしている。

### 『戦国無双2』追加PC
『戦国無双2』より選択可能な武将。
徳川家康
声：中田譲治（～真田丸）→逢坂良太（5） / 通り名：天下泰平の祖
武器：筒槍 →二刀（5）将 統→澄 潔（5） / アクションタイプ：通常攻撃
身長：170cm→168cm（『2』以降） / 年齢：31歳
三河の戦国大名徳川家の当主。天下泰平の世を築くことを目指す。様々な艱難辛苦を忍耐で乗り越え、豊臣秀吉の死後天下人へと上り詰めて戦国の世に終止符を打つ。その立場からゲーム終盤まで登場し、出番も多い。
武器の筒槍は槍に大筒を合体させた複合武器。接近戦では槍、遠距離戦では大砲を撃つといった使い分けが可能で、火炎放射や極太のレーザーを放つこともできる。『OROCHI魔王再臨』では、『1』の頃のコスチュームが使用可能。
『1』・『1猛将伝』・『激』では特殊NPCで登場。『2』より選択可能となる。『1』でNPCだった頃はコミカルな狸顔だったが、『2』からはより人間らしい威厳のある顔つきとなり、更に恰幅のいい体型になった。当初はただただ同盟相手の織田家に従っていたが、三方ヶ原の戦いで命がけで家康を逃がすため散っていった家臣たちに託された「重き荷」を背負い泰平の世を作ることを目指す。
『3』では織田信長、豊臣秀吉から繋がる天下を担わんとする姿が描かれる。『3猛将伝』の今川義元の無双演武では彼に負けた後、船を建造するための資金を提供し、自身も彼に誘われて世界へ同行することになる。
『4』では「徳川の章」の中心人物。
『真田丸』でも真田家とは何度も戦うこととなり、大坂の陣の頃には白髪の老人の姿となっているのだが表記上は壮年期とされている（既存の姿は青年期扱い）。
『5』
これまでの外見から、ボブカットが特徴の若者に変更された。一人称も「私」に変更されている。人質として今川に送られる際に信長に捕らわれ、その時信長の芯の強さに憧れ、彼を「兄上」と呼び慕うようになる。
石田三成
声：竹本英史 / 通り名：怜悧なる知将
武器：鉄扇 鋭 策 / アクションタイプ：特殊技
身長：177cm
豊臣秀吉の側近。子飼い衆の一人。才気に溢れ秀吉に一目置かれているが、人間関係は不器用な平懐者。高い理想を持っているが、プライドが高く横柄な言動や直言が目立ち、他者と度々衝突する。その一方で三成なりに不器用な気遣いを見せたり、本音の言葉で他者から信頼を得ることもある。
武器の大型の鉄扇を振るうほか、罠の地雷を設置し起爆させて戦う。『OROCHI魔王再臨』では、袴姿の新コスチュームが使用可能。
『2』では理のみを信じていたが、直江兼続や真田幸村らとの友誼の中で次第に義に目覚めていくシナリオとなっている。関ヶ原の戦いで勝利することができ、最終的には江戸城まで攻め込む。
『3』では史実で用いていた乱髪兜（毛付きの兜）を装着している。シナリオは同じ豊臣子飼い衆の加藤清正と福島正則との絆が中心に描かれており、特定の模擬演武にて専用の会話が用意されている。誾千代とは似た者同士である。
『4』では髪の毛が乱髪兜に完全に隠れている。『4-II』では「理想の章」の中心人物。
『真田丸』ではガラシャを人質にする一件ではじめて西軍を操作可能になる。また、ガラシャは自害したと茶々が誤魔化した際には敢えて死体を検めるようなことをせず、史実とは異なる展開となっている。また、新規参加である昌幸については、当初は彼の知謀と冷徹さを警戒し険悪な雰囲気であったが、戦を通じてお互いの心情に徐々に触れるようになり、関ヶ原の戦いの際には確かな信頼関係を築いていた。真田家との関わりの深さから、操作可能ステージも彼らに次いで多い。
浅井長政
声：神谷浩史 / 通り名：清廉なる勇将
武器：西洋槍 →刀（5）仁 信 / アクションタイプ：通常攻撃
身長：174cm / 年齢：25歳
近江の戦国大名浅井家の当主。
日本人離れした金髪の美男子とされており、青を基調とした服装を着用している。『3Empires』で、金髪は生まれつきと発言している。
武器は西洋槍を使用し、突きだけでなく横にも薙ぐことで広範囲に攻撃できる。『OROCHI魔王再臨』では『1』の頃のコスチュームで選択可能。
『1』『1猛将伝』『激』では特殊NPCで登場。『2』より選択可能となり、声優も変更された。朝倉家と織田家の間に揺れる中、お市への愛と自らの信義を貫ぬこうとする姿が描かれ、ストーリー前半と後半のどちらが現実か夢かぼかされるというものになっている。
『3』では更に実直純粋に絆を信じ（家臣の遠藤直経にはあまりにも甘すぎると言われる）、自分の意思を貫く。性格が子供っぽくなっており、世間知らずな描かれ方が増えている。
『chronicle2nd』では、自身に忠節を尽くす高虎を誰よりも信頼している姿が描かれ、自刃する直前、主人公に「高虎の事をよろしく頼む」と言い残した。
『4』では信長の思想に心酔していたが信長の考えを慮り、六条合戦の後に松永久秀に唆されたのもあって反旗を翻す。
『5』
西洋風の要素は一切排された。義に厚く勇敢な一面は変わっていないが、純粋さではなく熱さを主とした性格に変わっている。一人称は「俺」。
島左近
声：山田真一 / 通り名：剛毅の軍略家
武器：斬馬刀 闘 烈 / アクションタイプ：特殊技
身長：188cm
大和出身の軍略家。石田三成の腹心の将。剛毅な性格で口調は軽く、遊び人のような雰囲気だが本質は真摯で細やか。
戦闘では巨大な刀を豪快に振るう他、特殊技で援護射撃なども行える。武器の巨大さに反して攻撃速度は速めでモーションのクセも少ないため、初心者でも扱いやすい。『OROCHI魔王再臨』では、『2』での衣装を現代風にアレンジしたような新コスチュームが使用可能。
「若い頃武田軍に属して徳川軍を破っている」という談話から、武田信玄の軍略を学ぶ目的で武田軍に参加している場合が多い。
『2』のOPムービーでは筒井家家臣だったが、主家の不義に怒り山崎の戦いの羽柴軍に駆けつけている。その後、一万五千石の高禄を捨て浪人生活を送っていたところを三成に仕官を要請され、以降忠節を誓い同志として信頼を築いていく。
『3』では武田軍からスタート。軍略をも上回る家康の器に勝つことにこだわる。三成に仕えてからは清正、正則との戦いに揺れる彼を支える。一部武将のシナリオの大坂の陣では島左近生存説に基いてか、豊臣軍の援軍として現れる。
『4』でも武田に属している。
『真田丸』でも武田に仕官しに来ており真田本城を訪れた際には昌幸や幸村とも知り合っている。信玄の死後は武田を離れ、ゲーム中盤に上田城下を訪れた際に昌幸・幸村と再会している。
島津義弘
声：江川央生 / 通り名：薩摩の鬼
武器：大槌 砕 鬼 / アクションタイプ：通常攻撃
身長：193cm
薩摩の戦国大名島津家の一門衆であり、島津家四兄弟の次兄。「鬼島津」の異名を持つ猛将で、博打と戦を何よりも好む。猫好き。口癖は「まずは満足」。
巨大な大槌を武器とし、攻撃速度は遅いが一撃が重くタフさもある。『2Empires』では、剛勇の次兄・義弘と自己紹介している。『OROCHI魔王再臨』では、『2』のムービーシーンで誾千代に割られた兜を装着した新コスチュームで選択可能。
『2』での豊臣秀吉による九州征伐では、「釣り野伏せ」を駆使して戦う。その際、歳や性別が違う立花誾千代と互いに認めあうライバルとなる。それ以後は家久の子の島津豊久と共に行動する。一度は秀吉に従属していたが、秀吉の死後は徳川家康と石田三成の争いに乗じて島津による天下を狙わんとする。
『3』では立花宗茂や誾千代との敵味方を超えた絆が描かれている。『3Empires』では島津四兄弟と猫にちなんだイベントが多い。
『4』では豊久に未熟者の意も込めて「餓鬼」と呼び、戦場を共に駆ける。関ヶ原での敗戦による島津の退き口にて豊久から「死ななければ島津は負けではない」の言葉を贈られ、別れた後に「せがれ」と呼び成長を喜んでいた。
立花誾千代
声：進藤尚美 / 通り名：秀麗なる雷神
武器：稲妻刀 迅 雷 / アクションタイプ：通常攻撃→神速攻撃（『4』以降）
身長：172cm
豊前の戦国大名大友家家臣の立花家当主。個人としてよりは立花家当主としての誇りがうかがえる。基本的に勇ましく堅い台詞が多いが、女性らしさや可愛らしさへの憧れを我慢している節がある。全無双シリーズ初、女性での刀使いである。武器は道雪から受け継いだ稲妻状の刀「雷切」で戦う。刀身は雷を帯びており電撃を放つことが出来る。特殊技では刀に更に強い雷を纏わせることで武器強化が可能。『OROCHI魔王再臨』では、『2』の通常コスチュームよりも露出が増え、女性らしさが強調された新コスチュームで選択可能。
『2』では史実で宗茂を夫として迎えるまでの間、立花家当主だったことを拡大解釈し、跡継ぎとして男のように育てられた男装の麗人として登場。設定も父の道雪や、夫の宗茂の逸話や活躍を吸収したものとなっている。『2』では宗茂の存在は伏せられており、作中には一切登場しない。立花家の生き残りとして島津家を宿敵と見ているが、やがて互いに認め合うようになる。
『3』においては宗茂が登場したため、夫婦での出番がほとんどとなる。二人の絆を中心に描かれており、宗茂に翻弄されるなど前作よりくだけた場面が増えた。忠勝のことを父・立花道雪に似ていると尊敬している。
『4』では豊久から宗茂と共に執拗に戦いを求められたため子犬と呼んで可愛がっていたが、関ヶ原で死んだことを聞くと残念がっていた。流浪演舞で、我を忘れそうになるほどぼた餅が好物であることが明かされた。
直江兼続
声：高塚正也 / 通り名：仁愛の義士
武器：宝剣・護符 知 愛→義 愛（『4』以降） / アクションタイプ：特殊技
身長：182cm
上杉家家臣。高潔で清廉な理想を持つ「義」と「愛」の信奉者で、普段はテンションも高く、無邪気にその素晴らしさを熱く語る。しかし、それが崩れてしまうと反動で落ち込みすぎる脆さも併せ持っており、大坂の陣の頃には幸村への罪悪感で暗くなっている。常に主君の上杉謙信や自身を見出した綾御前を師として尊敬しており、謙信没後は後継者である上杉景勝の腹心として辣腕をふるう。石田三成・真田幸村・前田慶次とは盟友の関係。
服装は上杉軍のカラーである白を基調としている。『2』では背中に大きく「愛」の一文字が書かれた装束を纏い、『3』では愛の兜を装着している。戦闘中は、戦況を解説するかのような台詞が多い。『OROCHI魔王再臨』の新コスチュームは黒と青を強調としており、『3』以前に「愛」の兜を装着していた。
戦闘では宝剣と護符を用いて戦う。護符は武器として切りつけたり飛ばして爆発させる以外に、ビームを出したり防御壁を作ったりと多種多様。
『2』では義を何よりも信じ、伊達政宗とは激しく敵対する。上杉軍のシナリオで関ヶ原の戦いで西軍が敗れて以降は慶次と共に徳川家康に戦いを挑む。
『3』ではより高潔かつ厳格な人物として描かれており、綾御前の教えを信じ、天下に気概を刻まんとする。伊達政宗との関係も変更されており、表向きには『2』同様罵り合っているが、内心では互いを認め合う仲になっている。家康に送りつけた書状として有名な「直江状」もムービーに登場する。綾御前の薫陶を受けること自体が癖になっている面があり、お預けされて苦悶するなど薫陶を受けることを望んでいる節がある。
『Chronicle2nd』の上杉の章、伊達の章では徳川に従ってから沈み込んでしまった兼続の心情が描かれている。
『4』では口数の少ない景勝の代弁者として彼の隣にいることが多いが、兼続が自己解釈で話しすぎて景勝が喋りたくても喋りにくくなっているということも多い。
ねね
声：山崎和佳奈 / 通り名：豊臣の慈母
武器：巨大手裏剣 護 慈 / アクションタイプ：特殊技→神速攻撃（『4』以降）
身長：165cm
豊臣秀吉の妻。「忍術の心得がある」というオリジナル設定がなされており、自身の忍術を「ねね忍法」と称する。口調は保育士のようであり、いつも元気で朗らかな明るい肝っ玉母さん的な性格。秀吉子飼いの加藤清正・福島正則・石田三成などを息子のように可愛がり、「おねね様」と慕われている。他者に対して「お説教」をよく行うが、それに対する反論すらも「言い訳」と見なす節がある。誰に対しても母親のように接するが距離感が近いことで男性には刺激が強い時もある。強引で大雑把にみえるが相手のことはちゃんと見ており、兼続の脆さを見抜くなど細やかな一面もある。「お仕置きだよ」「ガンバる（ガンバって）」「悪い子だね」が口癖。例外的に頭が上がらないのが信長・濃姫夫妻であり、特に濃姫には妹分のように接している。
性格に反して外見は若々しく、『2』では太腿を大胆に露出した衣装、『3』では金の生地のレオタードで露出度の高い衣装で、『4』は胸元や鎖骨、肩部分が露出した、よりくノ一らしい衣装となっており、健康的なお色気を放っている。『OROCHI魔王再臨』では、髪の毛が銀髪になり、衣装が黒のボディスーツとなった新コスチュームで選択可能。
武器は二本の飛刀に分離する巨大手裏剣。忍者らしく素早く小回りが利いたアクションを得意とし、特殊技の一つが他の武将や兵士に変身するというもので、『2』では選択できない佐々木小次郎や柴田勝家、『3』では同じく選択できない綾御前、福島正則も変身して選択可能（モーションは一般武将と同じ）。
『2』では秀吉の天下取りを支え、外伝シナリオでは関ヶ原に乱入し諸武将達に「お説教」をする。
『3』では『2』では暗黙の設定だった忍者という設定を自称するようになり、忍者としての活躍がより増える。
『chronicle2nd』では兼続に秀吉との実子がいないことについて質問される場面があり、それに対して「みんなで守っていけばいいの」と景勝を兼続が支えていることを例に挙げて答え、その後で居合わせた主人公に兼続の持つ繊細さを心配なことを伝えている。
『真田丸』では安土を脱出した茶々を迎えに来て幸村達と出会う。秀吉とともに茶々を気遣っている。太閤の妻としての出番が多く、陰ながら大坂の守りを固めるなど常に周りを助けるべく行動している。秀吉の死後は大坂城を離れ、物語から退場する。
風魔小太郎
声：檜山修之 / 通り名：混沌の化身
武器：籠手（打撃・忍術） 疾 闇→闇 朧（『3』以降） / アクションタイプ：チャージ攻撃→神速攻撃（『4』以降）
身長：210cm
北条家の忍びであり、風魔忍軍の頭領。主に忠実であるはずの忍者でありながら、具体的な任務を帯びず、秩序を嫌って混沌を好み、私利私欲で戯れのように戦場をかき回す異端の忍。犬を愛でたり、他人を犬に例えることが多い。口癖は「混沌」や「壊す」。
青白い面相に赤いドレッドヘアという異相で、非常に大柄で身長は2メートルを越えているが、敏捷さは半蔵にも引けを取らない。『OROCHI魔王再臨』では、髪の毛は白髪になり、忍び装束らしきものを装着した新コスチュームで選択可能。
戦闘では腕が自在に伸縮する特異体質を生かした体術と、不気味な忍術で戦う。
『2』での彼の章は完全なオリジナルとなっており、徳川家康を恐怖で従えて配下とし、様々な戦場に登場して天下が安定するのを邪魔しようとする。全体的に史実寄りの描写が増えた『2』においては異質な存在である。
『3』では無双演武が無くなり、模擬演武のみ選択可能になった。『2』で北条家を裏切ったラストとは対照的に、北条氏康とはウマの合う関係になっており氏康の遺言を受けて彼の遺臣の甲斐姫の成長を見守る場面もあるなど、小太郎なりの義理や信頼というものが表現されている。『3猛将伝』では氏康との【契約】による特殊な主従関係と別れ、慶次との「戦国乱世でしか生きられない」という接点が描かれ、シリーズを通してかなり人間らしい描写が描かれた。なお、氏康は彼に対して「中身が代替わりしている」と発言しており、史実において風魔小太郎の名が世襲名であった事が設定として取り入れられているようである。
『4』では早川殿のことも見守っている。
宮本武蔵
声：金子英彦 / 通り名：天下無双の剣豪
武器：双剣 斬 極 / アクションタイプ：チャージ攻撃
身長：175cm
天下無双を背負い名乗る二刀流の剣豪。様々な戦いを通じ「人を活かす剣」を追い求める姿が描かれている。なお、『1』の時点で出す予定はあったが、没になったと製作スタッフがコメントしている。
『2』の中でも突出した性能を誇り、前田慶次や本多忠勝にも見劣りしない。また経験値が二倍になるスキルをすぐに所得出来ることから、成長も早い。敵武将として登場する際には強化されている場合が多い。通常衣装は『2』の頃から変わっていない。『OROCHI魔王再臨』では、世間一般的にイメージされる事の多い道着スタイルの新コスチュームで選択可能。
戦闘では双剣を操り、振りが速く威力のある攻撃で敵を圧倒する。
『2』の彼の章は宇喜多秀家配下として関ヶ原の戦いの敗走時から始まり、そこで佐々木小次郎との因縁が生まれる。その後、京で豊臣秀頼を守るさなかに真田幸村と出会い、これが縁で秀頼と幸村に請われて大坂の陣では豊臣軍として参加する。
『3』には登場せず、『Chronicle2nd』では猛将演舞専用NPCとして登場。
『4』では無双演武での操作はできないが、模擬演武及び流浪演武では選択可能なプレイヤーとして復活した。また、近年の研究を反映してか、無双演武の石垣原の戦いに黒田軍の配下武将（NPC）として参戦している。黒田官兵衛のことを「御隠居」と呼び親しみ、敬慕している。

### 『戦国無双2 猛将伝』追加PC
『戦国無双2 猛将伝』より選択可能な武将。
前田利家
声：小西克幸 / 通り名：槍の又左
武器：刀＋二本槍 →大身槍（5）壮 侠 / アクションタイプ：通常攻撃
身長：190cm
織田家家臣。仁義を何より大切にする熱血漢で、「槍の又左」の異名を持つ。仁侠を思わせる台詞が多く、発言の際に「ん」がカタカナで表示されるのが特徴。その義理堅さから戦いの中で思い悩むことも多い。癖のある人間の多い織田家において愚直なまでに真っ直ぐに生きる若者であり、その生き様は秀吉や慶次から「たまらなくまぶしい」と評価されている。信長や勝家の死後は人間として成長し、豊臣政権の重鎮として秀吉を支える。
戦闘では通常攻撃は太刀による攻撃、チャージ攻撃や騎乗攻撃では背中に背負った二本槍での広範囲攻撃を行う。『OROCHI魔王再臨』では、目の下に戦化粧を施した派手な衣装の新コスチュームで選択可能。『OROCHI魔王再臨 設定資料集』によると、このコスチュームは彼の傾奇者時代バージョンとのこと。
『2猛将伝』では主人公、メインとして扱われている。『2猛将伝』では柴田勝家を「叔父貴」と呼び慕い、自らの成長を見せるべく戦う。しかし時代の流れの中で勝家と親友である秀吉との間で板挟みとなり苦悩するシナリオとなっている。
『3』では無双演武が無くなり、模擬演武のみ選択可能となったが、義理の甥である前田慶次のシナリオは利家との関係を中心に描かれている。『3猛将伝』では勝家の死後も描かれ、かつて信長や勝家、慶次の背中を追いかけていたように、利家自身も清正ら若者たちに自らの背中（生き様を意味する）を見せるべく進んでいく。『3Empires』の織田家シナリオでは実質的な主役であり、信長を盲信し感情を表さない蘭丸を気にかける一方、その真正直な性格ゆえか周囲の人々からよく気にかけられている。
『4』では家臣団から慶次の方が主君として相応しいと罵られるなど信頼されておらず、人望篤い慶次を羨ましくも思いながらも戦い抜くことで家臣からの信頼を勝ち取っていく。信長の死後は、秀吉の幕下に加わり彼の天下統一を助けながら、清正や正則といった若き後進の武将達を教え諭す。また、『アニメ』では登場はするが台詞は無く、秀吉の死後この世を去ったと語られている。
『真田丸』では中盤に昌幸や幸村と出会う。小田原攻略の際は上杉や真田を従えて支城攻略を引き受け、八王子城では秀吉のために過酷な戦に臨むこととなる。
『5』
人間関係が大幅に見直され、信長・信行兄弟の幼馴染となり、二人の気心の知れた友人としての立場で振舞う。これまで親子に近しい描かれ方をした柴田勝家とは「権六殿」と呼ぶ（勝家が少し目上の）同僚関係となった。秀吉とは史実通りの友人・推挙関係が描かれる。一方で珍しく出奔の場面も描かれているが、史実とは違い信行を自害させてしまった信長に対する憤慨が原因になっている。
長宗我部元親
声：置鮎龍太郎 / 通り名：凄絶なる反骨魂
武器：三味線 奏 響 / アクションタイプ：チャージ攻撃
身長：180cm
土佐の戦国大名長宗我部家の当主。言動や仕草、容姿などにロックアーティスト然とした雰囲気を持つ反骨精神の持ち主。自らを自嘲的に「鳥無き島の蝙蝠」（無鳥島の蝙蝠）と呼ぶ。口癖は「抗う」「凄絶に」「上等」「時代を意志する」など。理髪が得意。
アクションはトリッキーで、三味線を弾きながら音波や水弾を放つほかに、三味線を使った打撃も行う。『OROCHI魔王再臨』では、髪の毛を下ろしオレンジ色の服を着た新コスチュームで選択可能。
『2猛将伝』では天下の大勢が決まって行く中、敢えてそれに抗い秀吉との出会いや徳川家康との友誼などを通して、時代を見据えようとするシナリオとなっている。
『3』では明智光秀との友情を中心に描かれ、織田軍の合戦に参加している。理想と現実のギャップに苦悩する光秀を「甘い」と称しながらも、そんな光秀の人柄に好感を持ち、天下人として信長への叛逆を決意させ、自身も本能寺の変に加担する。光秀やガラシャの章では山崎の戦いで討死してしまうという史実とは異なった展開になっている。その一方、他の武将のシナリオでは光秀の死後、彼の意志を受け継ごうとする姿が描かれている。『3Empires』のシナリオでは流れ着いてきたガラシャの面倒をみている。
『4』の無双演武においては四国の章の実質的主人公を務め、一条や河野、毛利といった強敵達を退けつつ四国統一へと邁進。その途上で出逢う女性達、ガラシャと小少将を諭し、反骨魂を目覚めさせる（また『3』と同様に、本能寺の変ステージにも参戦している）。『真田丸』でも山崎の戦いで明智軍の増援に来る他、小田原攻めにおける上陸戦で小早川隆景や小少将と共に活躍する。
ガラシャ
声：鹿野潤 / 通り名：天真爛漫な箱入り娘
武器：腕輪（合気道・魔法） 煌 輝 / アクションタイプ：特殊技
身長：165cm
明智光秀の娘。天真爛漫で好奇心旺盛な少女。人懐っこく屈託のない性格で誰にでも分け隔てなく接する。外見は幼いが、古めかしい姫様言葉で喋る。父・明智光秀を何よりも尊敬し誇りに思っている。好奇心旺盛で「教えよ!」と「ほむ!」（『3』以降）が口癖。史実では幽閉状態になったり、人質にされていたのに反して、すぐ家出して放蕩したり戦場に出たりしている。箱入り娘という言葉そのままに箱から登場するという場面もあり、箱にそれなりにこだわりを持っている様子。ガラシャのシナリオは史実の流れから離れたオリジナル要素が多くみられるが、その死因となった事件自体は実装されることが多い。
ゲーム内では「ガラシャ」という名も本名の「玉」も呼ばれず、自らも名前を名乗らない。父親である明智光秀からも「私の娘」「貴女」としか呼ばれず、他の人物からも「お嬢ちゃん」「光秀の娘」と呼ばれ、小少将には「わらわちゃん」という愛称で呼ばれる。服装はキリシタンであったことから西洋のドレスをベースにしている。赤髪と青い瞳は外国人のイメージから取り入れられている。『OROCHI魔王再臨』では、ゴシック調のメイド服の新コスチュームで選択可能。『4』では縦ロールのツインテールになっている。
戦い方は特殊技の魔法がメイン。通常攻撃は合気道をモチーフとした体術、一部チャージ攻撃では衝撃波を発するが、『3』シリーズでは、チャージ攻撃が大幅強化されている。
オリジナル展開のストーリーが与えられることが多いものの、関ヶ原の頃には西軍に人質にとられ絶望に捕らわれてしまうという展開は共通している。『2猛将伝』では、見聞を広めるべく家出し諸国を旅していたところ野武士に襲われ、それを雑賀孫市に助けられた事から行動を共にし、孫市との友情を深めていくオリジナル要素の強いシナリオ。親子仲が悪い訳ではないが、成り行き上光秀ら織田軍とは敵対関係になってしまう。後に細川忠興に嫁ぐが、西軍に囚われそうになった際には孫市や臣下たちと共に脱出を図る。
『3』には登場しないが『3猛将伝』では復活する。光秀にくっついて戦場に出ることで乱世の現実を知るが、優しい父が優しき世をつくると信じてガラシャなりに戦うこととなる。ほぼオリジナルストーリーだった以前のシナリオと比べて、夫・細川忠興の出番や光秀との関係が中心になるなどガラシャのシナリオとしては比較的史実の流れに寄せた内容。蘭丸のシナリオに登場し、彼と友人となる。『3Empires』では四国に流れ着いて元親と共に光秀と再会するために奮闘する。
『4』では光秀の名代（自称）として、元親と共に四国の地方勢力や毛利軍と戦い、光秀の死後もその志を受け継ぐために豊臣軍と対峙する。『4-II』の百花繚乱の章では、隠居して「普通の女の子」としての生活を楽しみたいという直虎の願いを叶えるため、諸国の女性を強引に引き抜き、最強美女軍団を結成しようとする。
『真田丸』では茶々の友人として登場。難しい立場の茶々に織田家にいた頃から気を配っており、山崎の戦いの後にガラシャ自身が難しい立場になってからは茶々がガラシャのために何かと行動していた。人質事件の際には茶々の説得を受けて危機を脱し、表向きには自害したということにされて生き延びている。
佐々木小次郎
声：うえだゆうじ / 通り名：妖かしの人斬り
武器：長刀・異次元巨大刀 剣 燕 / アクションタイプ：通常攻撃
身長：194cm
宮本武蔵のライバルである美形剣士。一人称は「僕」。剣を「人を斬るためだけのもの」としている生粋の人斬り。優しく爽やかな口調とは裏腹に考え方は狂気的で、全ての人間を哀れみ救うためとして斬ろうとする。「可哀想」「綺麗に斬ってあげる」が口癖。
戦闘では長刀を流麗に振るい、異次元から2本の巨大刀を召還する。通常衣装が『2』の頃から変わっていない。『OROCHI魔王再臨』では白塗りの化粧が落ち、黒い衣装にオールバック姿の新コスチュームで参戦可能。
『2』では特殊NPCとして登場、無限城のミッションをこなすことで、護衛武将として雇うこともできる。『2Empires』は操作可能だが、武器モーションは上杉謙信を基本に刀系のモーションを組み合わせたものとなっている。『2猛将伝』からは長刀・異次元巨大刀による固有モーションとなり、正式にPCとなる。武蔵に執着し、徳川に雇われながらも彼との戦いを求め続ける姿が描かれる。
『3』には登場せず、『Chronicle2nd』では猛将演舞専用NPCとして登場。
『4』にて復活し、九州地方で滅びた武家の生き残りである旨を思わせるイベントが用意されている。
柴田勝家
声：竹本英史 / 通り名：古き良きもののふ
武器：二丁斧 →槍（5）猛 割→傑 猛（5）/ アクションタイプ：チャージ攻撃
身長：166cm / 年齢：62歳（『4-II』）
織田家筆頭家老。「鬼柴田」「瓶割り柴田」と恐れられる豪将。お市の再婚相手。硬骨で愚直な昔気質の武士であり、「猪武者」と馬鹿にされることもあるが、後ろを振り返らず、前に集中する姿勢は、好感をもたれており、利家にとっては父親的存在である。口数少なくあまり多くを語らないが、利家やお市のことは普段からとても気にしている。秀吉をサルと呼ぶキャラクターの1人。お市のことは非常に大切に思っているが、立場をわきまえて距離感を保っている。二人称は「わぬし」。口癖は「黙して〇〇（戦え、が多い）」。
戦闘では二つの巨大な斧を振り回し、縦横無尽に戦う。『OROCHI魔王再臨』では、お市と似た狼の被り物を装着した新コスチュームで使用可能。
『2』では特殊NPCとして登場、無限城のミッションをこなすことで、護衛武将として雇うことができる。『2Empires』でも操作可能だが、武器モーションは前田慶次を基本に槍系キャラクターのモーションを組み合わせものとなっている。『2猛将伝』からは二丁斧による固有モーションとなり、正式にPCとなる。厳格な人物という色合いが強くなり、利家を新たな時代の担い手とするべく武士の生き様を伝えた。
『3』では無双演武が無くなり、模擬演武のみ使用可能。『3猛将伝』で無双演武が追加され、今まで描写が少なかったお市との婚姻を明言されており、彼女とのやり取りを中心とした構成となっている。
『4-II』では「料理・裁縫が得意」ということでガラシャの美女軍団に加入させられた上、彼女の突拍子な提案により「アイドルデビュー」するという珍事を起こした（このとき自らを「齢六十二」としている）。
『5』
外見が若々しく変わり、性格が昔気質から織田家の安定を第一に考える性格になった。一人称は「俺」。織田家重臣かつ織田信行の側近として、無謀な振る舞いをする信長を信行と共に諫める。稲生では蜂起した信行を諫めながらも、付き従った。信行の死後は信長の指示でお市に仕えることになり、浅井家の滅亡までお市の護衛として振舞う。浅井家滅亡後は織田家に戻り、蟄居した後に長篠の戦いに参加。やがてこれまで通り北陸軍の総大将となり、塞ぎ込むお市を気遣いながらも、手取川での一戦に挑む。

### 『戦国無双3』追加PC
『戦国無双3』より使用可能なキャラクター。コスチューム変更はないが、条件を満たすことでカラーリング変更が可能。
加藤清正
声：杉田智和 / 通り名：忠烈なる牙
武器：片鎌槍 激 裂 / アクションタイプ：チャージ攻撃→神速攻撃（『4』以降）
身長：186cm
秀吉子飼いの若武者であり、「賤ヶ岳の七本槍」とよばれる智勇兼備の勇将。クールな皮肉屋で時として無礼な振る舞いも見られる、透徹したリアリスト。しかし秀吉やねね、正則、三成を家族のように想い、自分達で築き上げた家（天下）のことになると熱くまっすぐな面を見せる。ねねを母親のように慕っており、子飼いの中でも特にねねを強く崇拝している。ねねに接近されると照れる、ねねが三成と家康を抱き寄せた場面で怒った顔をする、綾御前の薫陶に「俺はおねね様一筋だ」と抵抗するなど、母親というよりは別の感情を持っているようにも描写されている。
武器は史実通りの得物である片鎌槍だが、「鎌」の部分に力点を置いたデザインになっている。このため、鎌部分で敵を引き寄せたり、特殊技では空気を切り裂き敵を吸い寄せるなど、「刈る」「裂く」に特化したアクションが特徴。
秀吉亡き後の豊臣家を守ることを模索するが、そのために互いに意固地である三成や、情を解さず天下の泰平を第一とする黒田官兵衛とは激しく衝突することとなる。ただし石田三成に対しては、反発しながらも互いに深い信頼関係が結ばれている。史実では大坂の陣の前に亡くなっているが『3』では大坂の陣において豊臣方として参戦する。前田利家のシナリオでは柴田軍から裏切った彼をすぐには信用出来なかったが、次第に理解し、尊敬していく。利家に対しては呼び捨てにしたり「貴様」と呼んでいたが、それ以降の作品では、武人として尊敬していると告げたり、利家の見舞に来るなど彼を慕う描写が大幅に描かれ、大きく軌道修正された。
『4』では概ね史実と同様の活躍をするが、関ヶ原の戦いに東軍として参戦するなど若干のアレンジが加えられている。藤堂高虎に「忠義とは何か」と詰め寄るが、高虎からは「豊臣に属していながら徳川に利する行動をするのは忠義なのか」と切り返され、狼狽えてしまう。また、前作では清正ら子飼いは目上の半兵衛や官兵衛を呼び捨てにしていたが、名前に軍師殿とつけるようになっている。『アニメ』では『3』同様、大坂の陣では豊臣方につき、正則と共に伊達軍を足止めしていたが、櫓を使った策略により防ぎきれず自身も正則を庇うかたちで討死する。
黒田官兵衛
声：高塚正也 / 通り名：慄然たる参謀
武器：妖気玉＋鬼の手→護符（5） 謀 絶 / アクションタイプ：特殊技
身長：185cm
秀吉の配下で、怜悧な頭脳を持つ軍師。天下泰平のためならば手段を選ばないマキャベリストで、表面的には情も絆も解さず力こそが全てとの考えを持っており、絶対的な権力者以外は戦乱の火種としか見なさず、それは自分自身も例外ではない。二人称は「卿（けい）」。
無機質な灰色の肌と部分的な白髪、顔の左半分にある大きな痣などが特徴的であり、たびたび豊臣家の武将（主に半兵衛と秀吉）に顔色が悪いと心配されるが、それは元々であると弁明している。
武器として妖気を放つ水晶玉のような球体を持ち、妖しい光を放つ"妖気玉"や、亜空間から召喚される巨大な"鬼の手"を自在に操り攻撃する。
ストーリーモードでは狡猾的に描かれているため、加藤清正をはじめ多くの者から反感を買っている。感情を示すことはほとんどないが、竹中半兵衛とのやりとりにのみ官兵衛の人間らしさを見ることができる。また、実際には一個人として秀吉の人格には好感を持っており、彼の天下が揺らがない限りは、豊臣の天下が続くことを望んでいる節が台詞の端々から垣間見られる。根は優しく面倒見がいいが、自分からそういった態度を見せることはない。火種を消すといった姿勢は、官兵衛の泰平を願う心情の現れでもある。
『4』の無双演武、『4-II』の賢人の章では小早川隆景との交流が描かれ、互いの才能を認め合う友人となっていく。隆景が死去した際は、史実通り「賢人がいなくなった」と嘆くなど、かなり人間性の感じられるキャラとなった。
『5』
ビジュアルが若々しく変わっており、性格もマキャベリストなものではなく負けず嫌いの自信家になっている。自身より前に秀吉に仕官していた半兵衛を「先輩」と呼ぶ。一方で同僚である一氏とは性格もあって犬猿の仲。
立花宗茂
声：東地宏樹 / 通り名：鎮西の風神
武器：西洋剣・盾 疾 風 / アクションタイプ：通常攻撃
身長：188cm
立花家を治める「剛勇鎮西一」と称される将。風のように涼しげで余裕と品格に満ちた自信家の美青年。常に冷静に行動する何事にも囚われない自由人。立花誾千代の夫で、通説では夫婦仲は良くなかったとされているが、ゲーム中では馴れ合いはしないものの互いに認め合い信頼している。高橋紹運の息子であり、立花道雪の養子である。女性に対してキザに振る舞ったり、人をからかって煽るなど飄々としたくだけた部分もある。
戦闘では西洋剣で斬るばかりでなく、盾を敵に打ち付ける殴打攻撃や、盾を構えガードの性能を上げる特殊技など盾を生かした技も併せ持つ。
『2』では存在が抹消されていたが、『激』では護衛武将（モブ）として登場していた。『3』では父の仇である島津義弘とは様々な戦場を共にし、敵味方を超えた関係として互いを認め合うようになっていく。また秀吉に並び称された本多忠勝とは好敵手と認め合い、幾度も対決する。誾千代などを飄々とした態度で翻弄し、女性に対してはキザに振舞う事も多い。義元のシナリオでは政宗が彼を騙すのを手伝うが、次第に義元の進む先を見たいと心から望むようになり、そのまま義元と共に世界へと旅立っていった。
『4』の無双演武では主に島津義弘、豊久との絡みが描かれる。関ヶ原からの撤退の際、義弘に対して豊久の死を悼む言葉をかけた。
甲斐姫
声：鈴木真仁 / 通り名：東国の戦華
武器：浪切 華 爛 / アクションタイプ：通常攻撃
身長：165cm
北条家臣・成田氏長の娘。常日頃から武芸を磨く戦姫。口癖は「ゼッタイ」。男勝りのじゃじゃ馬娘であるが、その一方で庶民の娘の暮らしに憧れを抱いており、実際に庶民的な面も多い。怪力の持ち主で、しばしば「熊姫」と言われることがある。
他者からは美人として見られているものの、その男勝りな性格が災いしあまり異性にモテないらしく、そのことを気にする場面も多い。そのため、周囲の人間が結婚すると落ち込んだり憤慨したり、孫市や宗茂などのキザな男性の口説き文句に舞い上がってしまう。また、氏康のような渋い歳上も好みのタイプ。
伸縮自在にしなる蛇腹剣「浪切」を鞭のように扱い戦うパワータイプ。水攻めから城を守ったという背景からか、特殊技では地面から水柱を噴出させる。
くのいちとは最初は張り合ったり口喧嘩を繰り返しながらも戦友としてお互いを思いやるようになり、ガールズトークを繰り広げる場面も。 北条氏康には「成田のせがれ」、「坊主」、「小僧」などと呼ばれ、男のように扱われながらも世話を焼かれている。自分や周りの人々の「今」を大切に思っており、それを壊す戦を憎み嫌っている。『3猛将伝』では、風魔小太郎の「遺言」を守ったり、ガラシャの新しい「ダチ」として活躍する。『Chronicle2nd』では北条軍に主人公が仕官すると姉貴分となる。
『4』では姉分の早川殿と行動することが多く、小田原征伐の後に早川殿を関東に残すため徳川に降伏した形を取らせ自分は豊臣に従属する形を取った。しかし、皮肉にもそれが2人を東軍西軍に分かつことに繋がってしまう。
『真田丸』では北条家が滅亡するまで何度も敵として登場し、勇猛に戦う台詞が多い。滅亡後は茶々に保護されてからは茶々の生い立ちを知ったことや恩義から彼女を支える付き人の様な役割になる。因縁ある真田家にはなかなか心を許さなかったが、壮年となった幸村に再会してからは態度を改めて(渋好み)既存作品のように「幸村様」と呼んで敬語で接するようになった。
北条氏康
声：石塚運昇→江原正士 / 通り名：相模の獅子
武器：仕込杖 粋 獅 / アクションタイプ：通常攻撃
身長：193cm
相模の戦国大名北条家の当主で、「相模の獅子」の異名を持つ。煙管を愛飲し「ド阿呆」が口癖の毒舌家で、べらんめえ口調の不良中年といった雰囲気だが、家臣や領民、息子たちを常に思いやるなど、天下取りよりも身近な者達との絆を大切にする温かみのある人物。
史実通り顔に深い向う傷があり、これが彼の戦争観に繋がっている。
戦闘では日本刀や散弾銃などのギミックを仕込んだ杖や、爆弾・体術を織り交ぜたバリエーションに富んだ攻撃方法が特徴。
ストーリーでは武田信玄や上杉謙信との戦いが描かれ、お互いに好敵手と認め合う。ストーリー中、様々な人物との関係性も描かれ、愛妻家でもあるようで、たびたび「かみさん」のことを話題に出し、彼曰く「妻と顔がそっくり」な義兄・今川義元に対しては若干やりにくさを感じているが、同時に「愛しのかみさんの兄貴でなきゃ、ぶっ飛ばしてやりたい」とも言っている。掴み所のない信玄のことを「胡散臭い野郎」と呼び時には敵対もするが、最終的に信玄が志す「王道の世」を実現するために協力する展開もある。風魔小太郎とは、幼少時代の「契約」で結ばれており、特殊な主従関係になっている。ちなみに幼少時代の彼は臆病な性格で、一人称が「僕」だった。
『4』では上杉の小田原侵攻にて和議の条件として三郎を人質に出したことを悔いているような描写がある。
史実では信玄の死よりも2年前である元亀2年（1571年）に亡くなっているが、『3』や『4』の無双演武を始め殆どのストーリーモードでは小田原征伐（1590年）あたりまで存命している設定となっていることが多い。最も『3猛将伝』における風魔小太郎の章や『Chronicle2nd』における北条の章、『真田丸』等忠実通りに亡くなっているシナリオも少なからず存在している。
『OROCHI3』では、担当声優の石塚運昇の死去を受け、台詞は江原正士が担当している。
竹中半兵衛
声：庄司宇芽香 / 通り名：知らぬ顔の策士
武器：羅針盤 →鼓（5）俊 賢 / アクションタイプ：特殊技→神速攻撃（『4』以降）
身長：160cm
美濃の戦国大名斎藤家の家臣であり、後に秀吉に仕える天才軍師。「知らぬ顔の半兵衛」として名を知られる。飄々としており、人を食ったような発言が目立つ。容易く敵を術中に嵌めるほどの軍略の持ち主。「楽して勝つ」をモットーに、味方の損害が極力出ない戦法を好み、度々孫子の兵法の言を口ずさむ。小柄なことを指摘されたり子供扱いされると怒る。
少年にしか見えない容貌であるが、史実においては黒田官兵衛より2つ年上であり、それを作中で語っている。また、女性的な容姿はコンプレックスで、そこを指摘されることを嫌っている。
武器は羅針盤をアクション用にデザインした特殊なもの。針や仕込刃を高速回転させ敵を切り刻む攻撃が基本だが、ヨーヨーを操るように羅針盤を周囲に振り回したり、ヘリコプターのように羅針盤の針を高速回転させ空を飛ぶなどのアクションも見せる。
面倒くさがりで「寝て暮らせる世」を理想としているが、その裏には自身の余命の少なさに生き急ぐ部分もある。戦友の黒田官兵衛とはウマが合うらしく、官兵衛の冷たい態度も気にせず対等に接する。同郷の濃姫のことは慕っており、彼女のことを案じ気に掛けている。しかし、その夫である信長のことは思想が合わず非常に嫌っている。『3Empires』では信長を妄信し己の感情を抑える蘭丸を心配し、同じように蘭丸を気遣う利家と友情を築いてゆく。
『5』
デザインに大きな変化は無いが、物腰が柔らかくどこか温和な印象を受ける性格に変わり、一人称も「僕」に変わった。
毛利元就
声：石川英郎 / 通り名：稀代の謀将
武器：矢手甲→弓（5） 和 識→知 識（5）/ アクションタイプ：特殊技
身長：178cm
安芸の戦国大名毛利家の当主。穏やかな外見と性格の持ち主だが、策略家としての才に優れており、戦や政治において甘さは見せない。また、過去の歴史によく学ぶ謙虚さも持ち合わせた人格者。歴史家になる夢を持つ一方、文才には欠けるようで自身が記した歴史書を誾千代に「冗長な上につまらない」と酷評されている。
「三本の矢」が装着された、クロスボウを髣髴とさせる矢手甲が武器。振るうごとに同時に三本の矢を放ち攻撃する。
現在PC化している無双武将達（史実の生年が判明している者達）の中では最も生年が早く、唯一の15世紀（1400年代）生まれ。『3』ではほうれい線が出ている程度で若々しい容姿だったが、『4』では息子が登場したためか顎髭を蓄え、白髪となり年齢相応の姿となった。年下の人間に軽んじられると、「若者は年長者に対する礼儀を知らない」と嘆くなど、自身を年寄り扱いする節がある。
毛利家を大大名に成長させた後、自らを死んだことにして隠居、歴史家の卵として余生を過ごしていたが、織田家の中国侵攻の際に家臣に引っ張り出される形で当主に復帰。その際、現当主の毛利輝元らからは「大殿」と呼ばれる。当初は対立していた立花家と手を結び、天下の一人一人が心を合わせ天下を支える「百万一心」の世をつくるため、自身も高く評価する織田信長と敵対する。信長のことは「英傑」として認めているが、「英雄による独裁は良い結果を生まない」とも考えている。『3猛将伝』の阿国のシナリオでは、彼女に誘われて後の世の歴史を知ることとなる。『3Empires』では史実寄りのストーリーとなっており、三本の矢の訓辞、両川乗っ取りや陶や尼子との戦いにおける謀略、その中で苦悩する元就の姿が描かれた。『chronicle2nd』では会話イベントのみであるものの元就の半生の描写が増加している。
『4』では、息子の小早川隆景と共に竹中半兵衛、黒田官兵衛の中国侵攻に対抗することになる。厳島の戦いの際、長年の友人だった弘中隆包を討ってしまった事を悔やんでおり、「敵同士であっても認め合える友人」が息子に現れる事を願っている。
史実では北条氏康と同じく元亀2年（1571年）に亡くなっているが、概ね本能寺の変（1582年）前後まで存命している設定となっている。
『5』
輝元も登場した為か更に老齢化が進み、穏やかさは失われ謀将らしい冷徹で老獪な性格に変わった。一人称も「わし」。尼子との戦いで何度も立ち向かってくる鹿介に興味を持つ。

### 『戦国無双3 猛将伝』追加PC
『戦国無双3 猛将伝』より使用可能なキャラクター。
綾御前
声：庄司宇芽香 / 通り名：上杉を導く女神
武器：杖 淑 聖 / アクションタイプ：通常攻撃
身長：160cm
上杉謙信の実姉。上杉景勝の実母であり、上杉景虎の義母（綾御前の娘が景虎の妻）に当たる女性。穏やかな慈愛と毅然とした厳格さを併せ持つ。薫陶を授ける相手を跪かせたり、時には「うろたえ者」と言って踏みつけたりはたくという場面もある。直江兼続はこの薫陶を受けることが癖になっている一方で、綾御前もまたそれをお預けにしたり、薫陶を与えることを気持ちよく感じるなどサディストめいた言動がみられる。実弟である謙信を溺愛しており、彼の愛ある戦を見届けるため、共に戦場へ赴く。兼続には、国を治める者の心構えを説き、愛の前立ての兜を授ける。
衣装は『3』ではフードの付いた白無垢をイメージしたものを着ていることから、濃姫などにてるてる坊主 扱いされる。なお、『4』でフードは無くなった。
戦闘では杖を操り衝撃弾や電撃・氷柱を放つ。
『2』・『2猛将伝』では護衛武将の綾姫名義で登場。『3』無印の時点では特定条件を満たすと戦国史モードの新武将のベースモデルとして使用可能となる。『3猛将伝』から杖による固有モーションを得て、正式にPC化する。弟の謙信と戯れたり、御館の乱に乗じて愛弟子の直江兼続を鍛えようとするなど、お茶目さや視野の広さが描かれた。
『Chronicle2nd』で料理音痴である事が判明し、政宗が悲鳴を上げ（政宗曰く「爆弾」）、『4』でも笹団子を食べた景虎が「何の味だ!?」と叫び、盛大に咳き込み、その景虎が何も知らずに口にしようとした際、謙信が慌てて静止しようと一瞬声を荒らげるほど。『Chronicle3』でも福島正則が被害に遭っている。
『真田丸』ではストーリーモードにおいて最初に戦う敵無双武将となる。
御館の乱にて景虎側に与したのは謙信の信念である「困る者の側に寄り添う」を忠実に守ったためである、と戦後に語っている。
福島正則
声：藤本たかひろ / 通り名：喧嘩上等の猪武者
武器：棘棍 喧 漢 / アクションタイプ：チャージ攻撃
身長：190cm
秀吉子飼いの若武者。直情径行で頭では考えないタイプの暴れん坊だが、どこか憎めない愛嬌をもつ一本気な性格。後先を考えずに行動することもしばしばで、同じ秀吉子飼いの三成・清正から「馬鹿」と呼ばれて咎められることもあるが、自分でも頭が良くないことを自覚している。秀吉のことを「叔父貴」と呼び慕い、心から尊敬している。ねねに対しては非常に素直。子飼い衆同士では、清正とは良き相棒であり互いに信頼し合っている。一方で三成とは彼を「頭デッカチ」と揶揄してぶつかり合うことが多いものの、決して仲が悪いわけではない。
リーゼントのような髪型で、さながら古典的な不良の如きデザインをされている。
戦闘では、巨大な棘の飛び出す棍棒を振り回し、範囲が広く、破壊力抜群の攻撃を繰り出す。また、特殊技で敵を挑発したり、炎を纏った拳で殴り付けるといった攻撃も持つ。
『2』・『2猛将伝』では通常NPCとして登場していた。『3』の時点では特定条件を満たすと戦国史モードの新武将のベースモデルとして使用可能となる。史実では大坂の陣に参戦していないが、『3』では相棒の清正とともに大坂の陣に豊臣方として参戦する。『3猛将伝』からは棘棍による固有モーションを得て、正式にPC化する。「ガチの喧嘩」を介せばわだかまりも無くなり分かりあえると信じており、「豊臣のケンカ奉行」を自称する。
『4』では清正と共に東軍に与し、三成率いる西軍を撃破する。しかし清正の死後は徳川による圧力に抗しきれなくなり、豊臣の滅亡を座視する結果となってしまう。その際、自身を「蔵に入った弓」と評し、三成と袂を分かったことを心の底から悔いた。

### 『戦国無双 Chronicle』追加PC
『戦国無双 Chronicle』より使用可能なキャラクター（声は先頭の声優で固定）。『Chronicle2nd』では、顔や声のカスタマイズも可能になっている。『4』では新武将作成時、初期状態で『Chronicle』の容姿が選択されている。
主人公・男
声：神谷浩史、河内孝博、磯部弘、岡本寛志、置鮎龍太郎
武器：大太刀・火縄銃 駆 翔 / アクションタイプ：チャージ攻撃
主人公・女
声：庄司宇芽香、永島由子、鈴木麻里子、前田愛、鈴木真仁
武器：双剣 冴 澄 / アクションタイプ：通常攻撃
『Chronicle』の主人公。ゲーム開始時にプレイヤーが性別を選び、名前を入力しそれがゲーム内で反映される。性別により、一部のイベントや各無双武将からの呼ばれ方など異なるところがあるが、基本的には同じ。
戦闘では、男は大太刀をメインに扱いチャージ攻撃の締めや無双奥義などで火縄銃を使うスタイル、女は属性の異なる剣（火と氷）を両手に一振りずつ持ち、素早い攻撃を繰り出すスタイルでそれぞれ戦う。『4』ではこの二つの武器がエディット武器に採用されている。

### 『戦国無双 Chronicle 2nd』追加PC
『戦国無双 Chronicle 2nd』より使用可能なキャラクター。
藤堂高虎
声：松風雅也 / 通り名：冷徹なる氷刃
武器：細剣（和風レイピア） 凍 兇 / アクションタイプ：通常攻撃
身長：187cm
浅井家・豊臣家・徳川家などに仕え、主君を7回変えたことで知られる武将。一見冷たい現実主義者だが、その心の奥底には、仕えるべき主君に忠節を尽くしたいという熱い思いを抱く。特に長政に対しては、自身の名を覚えていてくれた事と、報酬として太刀と小判をもらった事をきっかけに絶対的な忠義を尽くすようになり、稲葉山城から逃れてきた斎藤龍興とも戦友関係を築く。そのため信長に対しては強い敵対心と憎しみを見せる。
長政とお市に諭されて以降、生きて忠を尽くすことに拘りを持ち、死んでももののふの生き様を示そうとする幸村とは様々な面で対照的である。
首に巻いた青色の手ぬぐいを愛用しており、物を最後まで大事に扱う一面を持つ。築城の名手として知られるが、同じ築城の名手である清正とは石垣造りの方針から意見を違えることもある。
武器は和風にデザインされたレイピア。突いたり、なぎ払って攻撃する他、氷柱を放つ事も出来る。
浅井滅亡後は紆余曲折を経て豊臣の家臣となるがあくまでも弟の豊臣秀長に仕えているのであって、秀吉に対しては長政の仇であることや卑屈な男という認識を持ち、主君としては認めていない。秀長および秀吉の死後は徳川に仕え、これまでの経歴から家臣団には疎まれるものの最終的には家康からの絶大な信頼を勝ち取るまでに至る。
『4』では大谷吉継とは友人関係となっており、長政の死後の秀長への仕官などは省略されている。小牧長久手の頃から家康に仕え、長政の夢である「皆が幸せに暮らせる世」を実現するために戦うが、関ヶ原にてかつての友である吉継と激突することになる。関ヶ原以降は交渉事等で家康の名代として各地を飛び回ったことから信頼を得られている。『4-II』では浅井家滅亡後に津田信澄や秀長に仕え織田や豊臣に所属する期間が描かれ、概ね史実通りの行動を取った。
『真田丸』でも同様だが、幸村の部下である高梨内記や横谷重氏を討ち取ったのは彼という設定になっている。
井伊直虎
声：斉藤佑圭 / 通り名：可憐なる井伊家当主
武器：脚技 想 儚 / アクションタイプ：特殊技→神速攻撃（『4』以降）
身長：175cm
桶狭間での敗戦とその後の混乱で、女性でありながら井伊家の当主となった女傑。井伊家に男兄弟がいなかったため、直虎という男名をつけられた。井伊直政の養母であり、はとこに当たる。
曾祖父（井伊直平）の言いつけで大胆な姫鎧を着けるが、実は恥ずかしがりで、「すみません」「ごめんなさい」の言葉が目立つネガティブな性格の持ち主。背丈は六尺（約180cm）程あり、女性としては大柄なことにコンプレックスを感じている。戦場で事ある度に「井伊家家訓」を復唱する癖があるが、この内容は直平がその場の思いつきで決めている事が多い。
武器は持たず踵部分に刃の付いた靴を装着しており、素早い蹴り技を用いて跳び蹴りや回し蹴りを放つなど足技を駆使して戦う。
大事な友達として信頼していた飯尾田鶴が直平を毒殺したことを誰よりも悲しんでいたが、井伊家のために戦場に立ち彼女を討つことになる。今川滅亡後は小野道好に井伊谷を占拠された事と、田鶴の遺言に従い虎松（直政）を連れて徳川に従属する。前述の出来事から直平が茶に混ぜられた毒で殺されたためかお茶を苦手としており、三成が淹れた三献茶に対してもどれかに毒が入っているのではと疑ってしまい、三成を激怒させた。
『4』では、家康と共に今川家の将として参戦、弱小の武家ゆえに今川家に従属せざるを得ない者同士で友情を築き、共に胃を痛めて胃薬を飲むまでにストレスを溜め込んだこともある。義元が信長に討たれた後は家康に同行するようになる。島津の退き口での豊久の捨て奸など史実では直政が関わるシーンは全て彼女に差し替えられた。飯尾田鶴については戦った事を暗に示唆する程度に抑えられている。『4-II』の百花繚乱の章にて、当主の座を直政に譲った後は普通の女の子になりたいという願望があることを吐露し、ガラシャや小少将達と共に修行の旅へと出る。
『真田丸』では主にストーリー前半の敵役として登場。史実どおり幸村時代になると登場しなくなる。
『デッド オア アライブ5』にて、時空を超えて現代に召喚されたという設定で参戦。デッド オア アライブ シリーズ#井伊直虎も参照。
柳生宗矩
声：宮崎寛務 / 通り名：不殺の剣豪
武器：太刀 剛 活 / アクションタイプ：チャージ攻撃
身長：200cm
柳生新陰流の剣豪。柳生石舟斎の息子。胡散臭い曲者で言動はいい加減だが、その裏では「天下を治めるための剣」を模索している。性格は気さくで飄々としており、間延びした口調で話す事が多い。一方で気に入らない者(特に豊臣・西軍陣営)に対する苦言や批評は辛辣かつ容赦ない所があり、性格的にも合わないのか誾千代の誇りと固い発言を「下らん拘りだ」と言い切っている。
ことあるごとに自身を「オジサン」と称し、清正や三成に対しては「僕」呼ばわりするなど子供扱いしているが、生年は登場人物の中でもかなり遅い年少者で、史実では三成が一回り年上。『Chronicle2nd』でも、後半にならないとほとんど出番がない。
戦闘では不殺を信念としているため、ほとんどの攻撃は納刀したまま行うが、一部のチャージ攻撃や皆伝奥義を放つ際にのみ刀を抜いて斬りつける。
太閤検地のせいで所領が奪われた経緯から豊臣（特に秀吉）への敵対心が強く、柳生が徳川の剣術指南役となるまでは各地を回りながら豊臣と争っていた長宗我部などに味方しており、恩人である豊臣秀次が秀吉に処刑された際には「くたばれ、秀吉」、他の場面では「反吐が出る」など秀吉への呪詛の言葉を吐き捨てている。
『4』では、史実において柳生一族が松永久秀に世話になっていたことから、柳生石舟斎の要素を取り込む形で早い段階から登場。松永亡き後は各地を放浪し長宗我部に傭兵として身を置いた後、秀次を経て徳川に仕える。剣豪という肩書きから武蔵から執拗に狙われているが、本人は全く意に介していない。

### 『戦国無双4』追加PC
『戦国無双4』より使用可能なキャラクター。
真田信之
声：小野大輔、鹿野潤（少年期） / 通り名：真田の血脈を守る大器
武器：双刀 寛 心 / アクションタイプ：神速攻撃
身長：188cm
真田幸村の兄で、弟と共に武田家に仕えている。後に稲姫の夫になる。物腰柔らかだが、強い責任感と現実を見据えた判断力を持つ。兄弟仲が良く、命を惜しまず敵陣に切り込んでいく弟の身を常に案じており、「幸村が木に咲く花ならば、自分はその木の幹となりたい」という志を持っている。しかし弟可愛さゆえに、やや暴走じみた言動を発することもある。
スタッフ曰く「最初は幸村とおなじ黒髪だったが、デザインしてみると目立たなくなってしまったので銀髪になった」と語っている。史実で信之の被っていた兜の飾りと同じ形の髪止めをしている。
通常の刀の柄の先端から別の刃が飛び出す双刀を武器に戦う。
シリーズ独自の要素として幸村と同様に史実では関りの薄かった信玄との絡みが多い。三成や兼続との友情のために豊臣方についた幸村とは逆に、考え方の違いや真田家を安堵してくれた家康の恩に報いるべく徳川方についたため、大坂夏の陣では悲劇的な兄弟対決を繰り広げることになる。
『真田丸』では幸村と同様に時代にあわせて少年期・青年期・壮年期の3つの姿で登場する。子供の頃から聡明さを見せており、勝頼や昌幸の心中を察することも多い。青年期のデザインは既存のものと同じ。壮年期の出番は本編では少なく戦場にも登場せず、操作する機会もない。史実通り大坂の陣には参戦しないが、イベントシーンでは重要な役割で登場する。
大谷吉継
声：日野聡 / 通り名：流れを見通す才人
武器：采配 流 情 / アクションタイプ：神速攻撃
身長：183cm
近江出身の将で、広い視野から時勢の流れを読み取る才人。浅井家に仕えた後、豊臣秀吉の配下となる。時勢に従う事こそ正しい道と考えているが、藤堂高虎や石田三成との出会いでその考えに変化が生じていく。冷静沈着かつ真面目な性格だが、流浪演武のイベントでは軽い冗談を口にするのを好む一面も見受けられる。
白い頭巾等で目元回り以外を隠した一般的に想起される吉継像でデザインされているが、表情が読みづらいため正則からは「白い幽霊」と言われた。口癖は「流れ」。
戦闘では刀が仕込まれた采配を武器に、ビームなど衝撃波を放つ。
長政の死後、互いに夢の続きを追う事を誓いながら高虎と別れ、秀吉に仕える。そこで出会った三成の姿に長政を重ねあわせ、友情を築いていく。史実通り三成の傲岸不遜な物言いに対し「いつか己の首を絞める」と忠告を与える場面もある。関ヶ原では三成を支えるべく西軍につき、その結果もう1人の親友である高虎との対決を余儀なくされることとなる。
『4』では小早川秀秋の寝返りによって史実通りの悲劇的結末を迎えたが、『4-II』の盟友の章では西軍の不利を打開し、徳川との決戦に打ち勝つ。
『真田丸』では早くから副戦場シナリオで登場。元浅井家臣という立場から、豊臣家で孤高を貫く茶々の姿に心を痛めていた。幸村との関係性の深さから、三成と並び操作可能ステージが多い。
松永久秀
声：石井康嗣 / 通り名：乱世の大悪党
武器：曲刀・爆弾→大筒（5）罪 叛→歪 叛（5）/ アクションタイプ：特殊技
身長：176cm
大和の大名で、織田信長の上洛の際、その軍門に下る。天文から読み取った運命を己のものとして操作しようとしており、他者によって自分の運命が左右されてしまうことを極端に嫌う。人を食ったような傲岸不遜な性格と、ふてぶてしい見た目とは裏腹に茶道などにも造詣が深い芸術家肌の持ち主で、自分の才能に自信を持っている。大悪党を自称しながらも、その破天荒な振る舞いには彼なりの美学や確固たる思想があるらしく、悪党というよりは偽悪者的なキャラクターである。
ショーテルのように大きく湾曲した刀の他に、史実で珠玉の逸品であった平蜘蛛の釜と共に爆死した経緯から、爆弾を用いた攻撃や蜘蛛の巣状の結界を張り行動を阻害する攻撃を行う。
織田軍に身を置きながら、裏で三好三人衆の襲撃や浅井長政の反乱を煽るなど裏では黒幕のような言動を取るが、いずれも信長に見透かされており、信長はそれを理解したうえで護衛を命じるなど汚れ役を任せられることが多い。『4-II』の反逆の章でも同じような経過を辿るが、最終的に彼の念願は果たされることになる。
『5』
紳士的な外見に変わっており、性格も物腰柔らかなものになっている（一人称は「私（わたくし）」）。その一方で自らの理想の世の為なら将軍殺しも厭わない非情な一面も持つ。
片倉小十郎
声：竹内良太 / 通り名：伊達の懐刀
武器：戦盾・笛 智 忠 / アクションタイプ：特殊技
身長：188cm
「智の小十郎」と讃えられる伊達家の重臣で、伊達政宗が乳飲み子の頃から彼の側近として仕えている。眼鏡を掛けたインテリ風の青年で、何らかの形で毒を含ませつつ執事のような喋り方をする。「ご無礼ながら」が口癖（用法は間違っている）。政宗よりも十歳年上。
盾に剣や銃を仕込み、それらを駆使して戦う。笛の名手であり、笛を使った音による攻撃も行う。
政宗を第一に考え、無謀な行動に出る時には辛辣な言葉で戒めることも辞さない。『4-II』では更に政宗との関係が掘り下げられ、彼を補佐しながら一人前の当主へと育て上げていく過程が描かれる。また、政宗の病んだ右目を抉り取ったという有名な逸話も取り入れられ、そのことを「決して消えぬ罪」として心に刻み、命ある限り彼に仕える決意を固めている。
綾御前を「老婦人」と称し、舌戦を繰り広げることが多い。普段は超然とした態度を取っているが、実は眼鏡が弱点。眼鏡を取り上げられると何も見えなくなってしまい、途端に弱気になってしまう。『4』のあるイベントでは、豊久の不注意で眼鏡を壊されてしまい絶叫していた。
上杉景勝
声：竹内良太 / 通り名：寡言なる威将
武器：双鉈刀 堂 威 / アクションタイプ：チャージ攻撃
身長：190cm
綾御前の息子であり、後に叔父である上杉謙信の養子となる。軍神を継ぐべき者としてその名に恥じぬよう日々努力を重ねている一方、養子として迎えられた景虎の支えになりたいと密かに悩んでいる。
口数が極端に少なく言葉より行動といった不言実行の男で、常に眉間に皺が刻まれた威厳ある風貌だが繊細な心の持ち主。他者を支え見守る力強さも持つ。
三枚刃（中心の刃は回転する）となっている巨大な鉈刀を両手に一振りずつ持ち戦う。
兼続のことを信頼しているが、自身が話そうとする前に兼続に割り込まれて代弁される形になることが多く、その兼続がしばしば熱を込めすぎた解釈をしがちで、そのことに苦心する姿も見られる。しかし兼続の弱さを補う時もあり、『4-II』の「大樹の章」では、タイトル通り景勝が周囲の人々を花咲かせる幹となって支える力強く頼れる存在に成長していく。
『真田丸』では幸村が越後に人質として赴いた際、兼続とともに彼と親交を持つ。義を重んじる生き方は幸村に感銘を与え、後に大坂の陣で敵対した際も、互いに敬意と親愛の念は変わることは無かった。
小早川隆景
声：岡本寛志 / 通り名：慈悲深き叡智
武器：剣・本→刀（5）怜 聡 / アクションタイプ：通常攻撃
身長：174cm
毛利元就の三男で、安芸の有力領主である小早川家の当主。父譲りの優れた才智を持つ知将であり、戦場では常人が考えつきもしない奇策を用いる策略家。怜悧さを垣間見せることもあるが、基本的に穏和な性格の持ち主で、合理的な勝利よりも民草に被害が出ないように配慮している（幼少の頃から、血生臭い謀略に手を染めながら嘆き悲しむ父・元就の姿を見てきたため、犠牲の少ない戦い方を志向するようになった）。
攻撃方法は剣と本を交互に振るう特殊なスタイル。剣からは巨大な水飛沫が吹き出る他、本のページを弾き飛ばして敵を攻撃する。
父・元就のことは「父上」と呼んで心の底から尊敬しており、父の戦ぶりと采配から常に学び取る謙虚さを持つ好青年。熱心な読書家で、元就の冗長な著作を敢えて好み、また常に書物を読んでいないと発作を起こすほどの文字中毒。ただし元就の長ったらしい説教には辟易してもいる。自分の個人的な気持ちを吐露できない臆病さも併せ持っており、自身を「知恵と大気はあるが、勇気が足りない」と評している（史実では秀吉に言われたことである）。無双演武では、黒田官兵衛との交流が主軸となっている。中国の章では元就と共に織田軍の侵略に対抗したが、天下統一の章では羽柴軍の一武将として、官兵衛と共に各地を転戦する。
『5』
ポニーテールをなびかせた外見に変わった。性格も若さが前面に押し出されており、自らの才能を疑わず自信満々に振舞っている。
小少将
声：白石涼子 / 通り名：傾国の美女
武器：羽衣 魅 惑 / アクションタイプ：神速攻撃
身長：168cm
男を手玉に取り、我が身を常に権力者の側に置きながらも、戦場に赴き自らを「不幸を呼ぶ女」と称する妖艶な美女。本作では、同名の朝倉義景の側室ではなく、三好長治、十河存保の母親とされ、後に元親の側室となったとされる人物が選ばれている。
戦国時代とは思えないピンク髪のカーリーヘアとファンキーなファッションが特徴。ドラマムービーでは戦国時代にそぐわない現代的な傘を持って登場する。戦闘では、羽衣を自由自在に操り戦う。よくハート型が現れる。
手玉に取った男たち（一条兼定や三好三人衆など）を操り、四国制覇を目論む。普段は蠱惑的な言動が目立つ悪女のように振る舞っているが、内面に良識と繊細さを持ち合わせており、流浪演武でその一端が描かれているほか、料理上手であることが分かる。ガラシャからはその男を手玉に取る術に憧れを抱かれており、「師匠」と呼ばれるようになる一方で、元親と共に行動するにつれ彼の持つ反骨心に惹かれていく。『4-II』では元親との交流もあるが、どちらかと言えば雑賀孫市との絡みが主。
島津豊久
声：宮坂俊蔵 / 通り名：若き薩摩隼人
武器：大鉞 挑 隼 / アクションタイプ：チャージ攻撃
身長：172cm
島津家久の息子で、島津義弘の甥。血気盛んかつ一途な性格で、失敗を糧にして成長を続ける若きもののふ。戦場では自身が傷つくことも意に介さない猛将だが、平素は子犬のように純朴な少年であり、流浪演武の主人公や宗茂などから弄られている（尻などを叩かれると「きゃん!」と叫んだりする）。
巨大な斧を振り回して戦い、力においては伯父の義弘にも引けを取らない。また、豊臣軍の大船団を目の当たりにしても決して闘争心を失わないなど、胆力の強さも伯父譲りのものを持っている。
『4』の無双演武では高橋紹運、立花夫妻に対抗意識を燃やし、幾度もの戦いを経ながら島津の武将として成長していく。関ヶ原合戦終盤に有名な島津の退き口を行い、義弘ら本隊を逃がすことに成功しながらも自身は戦場に果てた。立花夫妻との決着はつけられなかったが、彼らからは後にその死を悼まれる。『4-II』では井伊直政の好敵手として描かれ、互いに切磋琢磨する過程が描かれた。
早川殿
声：佐藤聡美 / 通り名：関東の明珠
武器：打毬杖・毬 涼 清 / アクションタイプ：特殊技
身長：158cm
北条氏康の娘で、あどけなさの残る顔立ちの中に育ちの良さを感じさせる少女。親しみやすく、弟達や家臣、領民からも広く慕われているが、その内には芯の強さを秘めている。
今川氏真の妻ということからか、毬を使った攻撃を得意とし、打毬杖を駆使して戦う。ただし『4』では氏真との夫婦エピソードは一切語られておらず、甲斐姫の相棒としての描写がメインとなっている。
甲斐姫を妹のように可愛がりながらも、小田原征伐の戦後処理で豊臣の人質になるところを甲斐姫が機転を利かせ、徳川に降伏した形を取ったことで関東に残ることはできたが、信之と幸村同様第二次上田城と大坂の陣で甲斐姫との悲劇的な対決を繰り広げることになる。
『真田丸』では真田家の視点で描かれる都合上、ほとんど敵として登場する。

### 『戦国無双4-II』追加PC
『戦国無双4-II』より使用可能なキャラクター。
井伊直政
声：小西克幸 / 通り名：徳川の赤き新星
武器：尖槍 誇 厳 / アクションタイプ：神速攻撃
井伊直虎の養子。迷いなく自分の信念を貫く徳川の若きヒーロー。長篠の戦いでの目覚ましい活躍を、武田軍の勇猛果敢な武者軍団「赤備え」に例えて家康から賞賛されたことで、「井伊の赤備え」を自称する。
直虎を心から慕っているが、「虎松（幼名）」と呼んだり、子供扱いすることに難色を示し、表面上は辛辣に扱う。また、直虎の衣装を「恥ずかしい格好」と思っている。幼少時に直虎が部下から「ダメだ」と言われ続けてきたのを散々目にし、彼女をかばってその部下に「ダメ過ぎる」と言い返してきたせいで「ダメだ、ダメ過ぎる」が口癖になった。
穂先が巨大な刀のようになっている槍「尖槍」を用いた槍術と、義母ゆずりの体術を駆使した、さながら特撮ヒーローのような動きで戦う。
自他ともに厳しい性格で、がむしゃらに切り込んで戦果を上げる事こそが徳川にとっての最善と信じており、それ以外のことはどうでも良いとして切り捨てている。そのため、自分がいくら傷を負おうとも意に介さず、皆で耐えて忍ぶことを本領とする徳川の将の戦ぶりを不甲斐なく思っており、本多忠勝をはじめとする諸将との人間関係も良好とは言いがたく、特に忠勝からは「新入り」と呼ばれて未熟者扱いされている。しかし、数々の戦いで団結の大切さを知ると同時に大局を見る目を養い、忠勝と並ぶ有能な将として次第に頭角を現していく。

### 『戦国無双 〜真田丸〜』追加PC
『戦国無双 〜真田丸〜』より使用可能なキャラクター。今作から年代毎に容姿や衣装が変わっていく仕様になっており、特に真田幸村と真田信之の二人は、少年期から壮年期まで描かれ、中でも主人公の幸村はそれぞれが別キャラクター扱いとなっている。詳しくは真田幸村、真田信之を参照。
真田昌幸
声：三宅健太 / 通り名：表裏比興の策略家
武器：旗槍 真 興 / アクションタイプ：通常攻撃
身長：179cm
武田家に仕える真田幸隆の三男で、信之・幸村の父。長篠の戦いで当主で兄の信綱・昌輝が討死したため真田の当主となる。幼い頃からその聡明さを信玄に愛され、小姓として信玄のそば近くで薫陶を受けた。信玄の子・勝頼ともその縁で早くから親交があり、君臣の間ながら親友に等しい絆を築く。信玄・勝頼の二代に渡り家臣として仕えた。
旗の付いた槍を用いて戦い、突くや払う以外にも旗投げのように槍を放り投げるといったアクションも見せる。
いかなる時も冷静冷徹で、感情を表に出さないものの、戦で人が死ぬことを嫌い、策略によって相手を貶め、最小限の被害で勝利する事を心掛けており、そのため如何に卑劣と罵られようとも戸惑わない。そして、その心底には親友ともいえる勝頼から受けた言葉があり、このときの勝頼の一言は昌幸にとって生涯の指針となった。信玄亡き後も、勝頼を支えて武田家のために奮戦するが、長篠の戦いより二人の関係に微妙な変化が現れ、やがて取り返しのつかない悲劇へと繋がっていく。その後悔から武田滅亡後は冷徹な策略家へと変貌し、仇敵たる織田家に従う道を選ぶ。その信長も間もなく本能寺の変で倒れると、真田家生き残りのためにあらゆる手を尽くし、北条・上杉・徳川の三大国を利用して真田家を大名としてのし上げた。裏切りや謀略を躊躇わない様から「表裏比興の者」と怖れられるようになるが、その生き様は実直な幸村を惑わせることもある。徳川家康とは根本的に相性が悪く、互いの信条に決して相容れないのを認め合う。
茶々
声：高野麻里佳 / 通り名：誇り高き姫君
武器：簪 玲 彩 / アクションタイプ：チャージ攻撃
身長：120cm（幼年期）→167cm（青年期）
長政とお市の娘。後に秀吉の側室となり、豊臣秀頼を授かるが『真田丸』ではそういった部分は省略されており、秀吉が保護している浅井の姫が後に豊臣の象徴的存在となってしまうと扱いで登場する。
髪に付けた巨大な簪を武器に刃物のように使ったり、投げつけたりして攻撃する他、友人のガラシャのような魔法攻撃も使う。
名家の姫君にふさわしい気品にあふれている。幼少期に父・長政、少女期に母・お市と継父・勝家を失った半生から何人も寄せ付けない雰囲気を持つ。本来は人を見捨てられない優しい心の持ち主なのだが、自分の立場が周囲に迷惑をかけることを恐れるあまりに本音を伝えることが苦手。しかし、それが他者を遠ざける態度に拍車をかけてしまって事態が深刻になりがちである。
初登場時は幼少期で、安土で真田幸村と運命的な出会いを果たす。青年期に再会してからは秀吉に世話役を任せられた幸村と親交を深める。その過程で茶々の態度も柔らぎ、徐々に周囲の人々にも心を開いていく。秀吉の没後は豊臣の象徴的存在となったことで難しい立場となっていく。家中が割れる中でガラシャとは別離、幸村が九度山に蟄居となるなど孤独を深めていく。ゲーム終盤には立場に縛られて以前以上に人を遠ざけており、再会した幸村にも冷淡に接する。
織田家にいた頃から自分に気を配ってくれたガラシャとは友人同士であり、難しい立場にいる彼女のために奔走することも。北条滅亡後の甲斐姫の保護もしている。物語の中で幸村は大切な存在になっていくが、茶々の素直になれない性格もあって男女の進展のようなものほとんど見られない。
佐助
声：阿座上洋平 / 通り名：闇を駆ける疾風
武器：手甲刀 影 飛 / アクションタイプ：神速攻撃
身長：165cm
服部半蔵の弟子として育てられた忍の少年。常に気怠げで、父のように慕う師匠の半蔵以外、誰に対しても冷めた物言いをする。戦で親を失ったことから、野心のもとに戦を繰り返す武士や大名の在り方を嫌っている。半蔵の命で安土の様子を探っていたところ、幼い幸村に巡り会う。それを機に間者として真田に潜り込むことを自ら発案し、幸村に仕えることになる。しかし、幸村の人柄に影響を受けていく中で佐助の心に変化が生じていく。最終的には真田幸村の忍となることを決め、半蔵とは刃を交えることとなる。
両腕に装着された刃付きの手甲を武器に師匠譲りの素早い攻撃で敵を翻弄する。
くだけた言動で敬語はほとんど使わず、家康への態度も悪いことで直政からは不興を買っている。半蔵の仕える家康には「家康サマ」と呼び、しばしば敬称を付け忘れることもあるのに対して、真田家では特にそういうこともなく「幸村様」、「昌幸様」と台詞に表記されている。幸村の忍となってからはくのいちと行動を共にすることが多く、彼女を「センパイ」と呼び、憎まれ口を叩きながらも次第に家族のような絆を結んでいく。
基本的に無機質な性格だが、ねねに子供扱いされたことに怒りをあらわにしたり、大好物であるホタルを贈り物として渡すと喜ぶなど、少年らしい一面も垣間見えた。
武田勝頼
声：岡本寛志 / 通り名：心優しき武田の御曹司
武器：槍 直 貫 / アクションタイプ：チャージ攻撃
身長：182cm
武田信玄の四男で、兄・義信の死後に跡取りとなる。昌幸とは君臣を超えた間柄で、互いに深い信頼を寄せている。繊細で心優しい貴公子だが、戦では鬼神のごとき働きを見せる。信玄の急死により家督を継いだことで、武田の名誉を守らんと思い詰めるようになる。
武器モーションは一般武将のものと同じ。
『5』では固有武将(特殊NPC)という扱いであるもののプレイアブルであり、他無双武将のモデルが一新される中で唯一ほぼ同一のモデル(『5』向けに調整はされている)での続投が決まった。
徳川秀忠
声：半田裕典 / 通り名：尊大なる二代将軍
武器：刀 尖 継 / アクションタイプ：チャージ攻撃
身長：190cm
徳川家康の三男で、後の徳川幕府二代将軍。跡取りの立場にあるが、家康に対する反発心とおそれから尊大な皮肉屋となってしまい家中でも持て余されている。初陣となる関ヶ原の戦いでは、信之と共に別働隊を率いる。この初陣での経験から心境に大きな変化が生まれ、信之との関係も良好になっていく。終盤は大坂の陣で幸村の覚悟と対峙することとなる。
武器モーションは一般武将のものと同じ。

### 『戦国無双5』追加PC
『戦国無双5』より使用可能なキャラクター。織田信行以下は固有武将（当ページの特殊NPCと同等）という扱いのため、固有チャージを持たないなどの制限はあるものの、PCとして使用できる。

#### 無双武将
斎藤利三
声：坂田将吾
武器：槍 従 穿
明智家の家臣であり、明智光秀の側近。しっかり者で、信念にとらわれて無茶しがちな光秀を案じてツッコミを入れる。
みつき
声：高野麻里佳
武器：籠手 活 奔
戦国無双シリーズオリジナルキャラクター。甲賀忍者である女の子。一人称が「俺」である等ボーイッシュな性格で、明るく快活で人懐っこい。自らの生まれが分からないが、父親が信長だと信じている。実はとある人物の娘であり、物語終盤でその事実を知ってしまった事から信長との間に溝を作る事になる。
中村一氏
声：新井良平
武器：大筒 甲 颯
甲賀忍。雇い主だった六角家が織田に敗れた後、秀吉に拾われ仕官する。無愛想だが、自身を救った秀吉への恩義は誰よりも深い。みつきとは幼少期から共に忍者修行を受けた仲。官兵衛とは犬猿の仲。
瀬名
声：照井春佳
武器：薙刀 雅 絢
今川義元の姪。後に家康の正室となる。勝気かつ生意気な性格で、家康によく喝を入れる一方で、愛情深く献身的な一面も。伯父である義元には、目に入れても痛くないほど可愛がられている。
山中鹿介
声：阿座上洋平
武器：二刀 月 望
尼子家臣。朗らかでさっぱりとした性格の青年。毛利に攻められ苦戦していた際に光秀と出会う。以後、光秀と行動を共にしながら、尼子家の再興を目指して戦うこととなる。
百地三太夫
声：津田健次郎
武器：鎖鎌 徹 魁
伊賀忍団の頭領。気さくで、飄々とした忍。秀吉を介して織田と共闘して以降、信長の傘下で汚れ仕事を請け負うようになる。秀吉からは、かつて世話した縁で兄貴分として慕われている。しかし、物語の終盤から織田や徳川をかき乱すような動きを見せるようになる。
弥助
声：パディ・ライアン
武器：籠手 士 侍
信長の従者。その風貌を気に入った信長に召し抱えられ、武士となる。異国の者ながら日本語を解し、難解な熟語すら使いこなす。真っすぐな性格で、孤高を貫く信長に寄り添い続ける。四字熟語を言うときは「粉骨を、砕身します」の様に、前の2文字と後の2文字を区切って言う。

#### 固有武将
織田信行
声：田邊幸輔
武器：刀 温 穏
信長の弟。信長と異なり、慎み深く落ち着いた青年。日々、信長の無謀さを諫めつつも、尊敬する兄を支え抜くという決意のもと、幾度も戦を共にする。しかし家内の反信長の流れを抑える事が出来ず、反信長派の裏切りを阻止する為に反乱を起こし敗北。信長に真意を伝え自害した。
岡部元信
声：浅野良介
武器：大身槍 臣 尽
今川家臣。歴戦の武者。何よりも忠義を重んじ、主君に勝利を捧げるためならば、どんな困難も厭わない。のちに武田に仕え、織田・徳川の前に長きにわたり立ちはだかり続ける。
吉川元春
声：蟹江俊介
武器：大身槍 武 雄
毛利元就の次男。武勇は家中随一を誇り、知略に長けた弟・小早川隆景と共に毛利を支える。戦場で武を競うことを何より好み、強者との交戦を常に心待ちにしている。
毛利輝元
声：小野将夢
武器：薙刀 努 進
毛利元就の孫。早逝した父に代わり、若くして当主の座に就く。自分を育ててくれた祖父・元就を敬愛しており、元就のような立派な当主になるべく日々努力を欠かさない。
斎藤道三
声：今川柊稀
武器：槍 毒 蝮
美濃を治める大大名。下剋上で大名に成り上がった経歴から、「美濃のマムシ」の異名を持つ。織田との戦で信長の非凡さを見出し、娘・濃姫を信長に嫁がせる。息子・義龍との軋轢を止められず、長良川の戦いで討たれた。
斎藤義龍
声：宮園拓夢
武器：大槌 荒 暴
斎藤道三の子。尊大で傲慢な言動から家中での評判は低く、道三からも冷遇されている。道三が自分ではなく信長に肩入れするようになると、もともと抱いていた不満をさらに募らせていく。一方で妹である帰蝶(濃姫)の事を気に掛ける一面も持つ。
朝倉義景
声：坂井易直
武器：弓 安 寧
越前を治める大名。戦国の世にありながら戦を好まない平和主義者。越前の安寧を守ることを最も優先し、天下取りに興味を示さない。流浪の身の光秀を客将として迎え、一時期を共にする。
足利義昭
声：三野雄大
武器：刀 公 将
室町幕府15代将軍。信長の協力を得て上洛した後、殺された兄の後を継ぎ将軍となる。将軍家の人間として毅然と振る舞おうとするが、危険が迫ると臆病な顔をのぞかせてしまう。
三淵藤英
声：富岡佑介
武器：薙刀 奉 責
足利義昭の重臣。年若い義昭を側で支える模範的な武士。誰にでも折り目正しく接するが、将軍家に敵する者は決して許さない。光秀とは朝倉に身を寄せていた頃からの旧知の仲。

### NPC（ノンプレイアブルキャラクター）

#### 特殊NPC
通常のNPCと違い、専用のグラフィックが用意されているキャラクター。武器やモーションは通常NPCのものと変わらない。後に使用可能となったキャラの詳細はついては上記を参照のこと。
『5』の特殊NPC（固有武将）はプレイアブルキャラクターであるため、追加PC項目に記載している。
羽柴秀吉
声：戸北宗寛
武器：槍
『1』で登場し「小ずるい猿男」という印象が強い。『1猛将伝』より無双武将として使用可能となる。
今川義元
声：河内孝博
武器：刀
『1』で登場し、高慢で無能な人物として描かれている。『1猛将伝』より無双武将として使用可能となる。NPC時代は髭がなく、白粉が濃い、お歯黒をしているなど顔が若干異なっているほか、攻撃を当てると太鼓を叩いたような軽い音がする。
徳川家康
声：中田譲治
武器：槍
『1』・『1猛将伝』・『激』で登場し、本当の狸のような顔をしている。『2』より無双武将として使用可能となる。
浅井長政
声：笹田貴之
武器：槍
『1』・『1猛将伝』・『激』で登場。『2』より無双武将として使用可能となる。
本願寺顕如
声：檜山修之
武器：槍
『1』・『1猛将伝』に登場。本願寺第11代門主で、一向宗を率い織田軍に戦いを挑む。一人称は「わし」。背中にチャクラム様の器具を装着している。雑賀孫市の章のみの登場で、敵将として交戦する機会は無く、味方総大将限定で出現する。専用イベントで半減した体力を御仏の力で全快させるイベントがあり、それを見た孫市に「人間離れしている」と驚かれる一幕があった。
佐々木小次郎
声：うえだゆうじ
武器：刀
『2』で登場。宮本武蔵を終生の敵と考える狂気の剣客。『2』の時点では特殊護衛武将として参戦可能であった。『2Empires』より特殊モーションで使用可能となり、『2猛将伝』より正式に無双武将となる。
柴田勝家
声：竹本英史
武器：槍
『2』で登場。織田家を代表する猛将。策略を嫌い敵と正面から戦うことを信条とする。その点を「猪武者」として秀吉には蔑まれ、上杉謙信からは見下される。一方で夫の浅井長政と戦わねばならないお市に配慮したり、秀吉との友情を重んじる前田利家に理解を示すなど、情に篤い人物としても描かれている。『2』の時点では特殊護衛武将として参戦可能であった。『2Empires』より使用可能となり、お市との結婚イベントが用意されている。『2猛将伝』より正式に無双武将となる。
綾御前
声：庄司宇芽香
武器：薙刀
『3』で登場。『2』・『2猛将伝』では護衛武将の綾姫として登場していた。特定条件を満たすと戦国史モードの新武将のベースモデルとして使用可能となる。『3猛将伝』から無双武将となる。
福島正則
声：藤本たかひろ
武器：槍
『3』で登場。NPCとしては典型的な猛将に設定されており、攻撃力だけはゲーム内の最強クラスになっている。『2』・『2猛将伝』では通常NPCとして登場していた。特定条件を満たすと戦国史モードの新武将のベースモデルとして使用可能となる。『3猛将伝』から無双武将となる。
村松殿
声：前田綾香
身長：135cm（幼年期）→163cm（青年期）
『真田丸』で登場。真田昌幸の長女で、信之・幸村の姉にあたる。微笑みを絶やさない穏やかな女性で、持ち前の包容力と聡明さで家族を見守っている。幼年期から登場しており、人質として織田に行く際にはその護衛役となった幸村とくのいちは彼女を守って戦うこととなる。村松殿自身は武器を持っておらず戦闘には参加しない。設定されている好物は果物で大好物はブドウ。

#### 一般武将
無双武将とは違い専用のグラフィックを持たない通常NPCのことである。物語の上で活躍したり、目立った一般武将を紹介する。『4』では目立つ武将は他の一般武将とは違うデザイン（特殊モブ）で描かれており、より個性がでるようになった。五十音順で表記。
朝倉義景
声：山田真一（『2』『2猛将伝』『3』『Chronicle』）
越前の戦国大名朝倉家最後の当主。横柄な性格で盟友の浅井を見下し、家臣のように扱ってくる。口癖は「体たらく」「下郎」。『2』では味方の場合、戦闘中であっても勝手に撤退するが、敵の時は突撃してくることが多い。『2猛将伝』では、蹴鞠をしようと勧める今川義元に対し、豹変をしたかのように蹴鞠を楽しんでくれたが、その姿を見た義元は心配した。『3』では一方的に救援を求め、長政を使用人のように扱うなど、より無能かつ傲慢なイメージが強調されており、朝倉家を「名族」と称す。『3』で無能な将として扱われることが多い一方『Chronicle2nd』では、最後まで自分を支えてくれた長政のために死を覚悟したうえで織田軍の囮を引き受けるなど、男らしさを見せている。最期は長政に「お主と会えて大きな夢を見れた、また会おうぞ!」と言い残した。『4』で特殊モブ化し、『5』で固有武将扱いのプレイアブルキャラとなった。
足利義昭
声：山田真一（『3Empires』）
室町幕府第15代将軍。織田家ストーリーで登場。オカマ口調で喋る。『3Empires』では一般武将として登場。『4』で特殊モブ化。主に織田の章に登場する。普段の口調は普通だが、窮地に陥るとオカマ口調となる。『5』で固有武将扱いのプレイアブルキャラとなった。
朝比奈泰朝
声：江川央生（『1』『1猛将伝』『2猛将伝』）→草尾毅（『3』）→宮崎寛務（『Chronicle』）
今川家の重臣。『1猛将伝』・『2猛将伝』・『3Empires』で今川義元の危機感のなさに対し、「ダメだ…ダメすぎる」とつぶやく。『2猛将伝』で桶狭間の戦いの際、義元が家臣団に対して労いの言葉をかけた時は、感激していた。『3Empires』では義元以上に蹴鞠や貴族趣味に傾倒する今川氏真について「ダメダメだ…ダメすぎる」と嘆く。
井伊直政
声：草尾毅（『2』『2猛将伝』『3』）→宮崎寛務（『Chronicle』）
徳川四天王の一人。井伊直虎のはとこで養子であり、父は直虎の婚約者であった。『Cheronicle 2nd』の直虎の関連イベントでは度々名前が上がる。幼名は虎松。小牧長久手の戦いでは立派に育ったことを直虎が感慨深く喜ぶイベントもある。基本的に徳川家の武将は衣装が青に統一されやすい中で直政は武田や真田と同じ赤い色で登場することも多い。『4-II』で無双武将となった。
飯尾田鶴
今川家の家臣・飯尾連竜の妻。『Chronicle2nd』では直虎とは親友同士という設定で登場。今川を見限って徳川につこうとしたため、今川家や直虎と戦うことになる。家康からは「田鶴の方」、直虎からは「お田鶴ちゃん」と呼ばれており、死後は弔いに椿を植えられた。『4』の流浪演武にも登場する。シリーズでも珍しい女性のモブキャラクター。
一条兼定
『4』で登場。四国の章に登場。かつて長宗我部元親によって追放された、土佐の公家大名である名門一条家の当主。元親から土佐を奪い返そうと、大友家の支援を得て、四万十川の戦いで元親と対峙するが、敗れる。
今川氏真
声：福原耕平（『2Empires』）→神谷浩史（『3Empires』）→宮崎寛務（『Chronicle2nd』）
今川義元の嫡男。父と同じく雅の道に通じているが大名としては頼りなく、義元からも心配されがちである。『3Empires』では雅の道を追求する高慢なキャラクター、『Chronicle2nd』では義元の影響されてか語尾に「のーぅ」とつけている。『4』で特殊モブ化。今川義元の嫡男で北条氏康の甥にあたる。武田と徳川両軍に侵攻により、北条家に窮地を2回救われる。叔父の氏康からは「義元に似てる」、甲斐姫からは「人畜無害」と評されている。史実では彼の妻である早川殿とは、全く絡みがない。
上杉景勝
声：江川央生（『2』『2猛将伝』）→山田真一（『3』『Chronicle』）
上杉謙信の甥（姉である綾御前の実子）にして養子。謙信亡き後、もう一人の養子である上杉景虎と家督を争った後（御館の乱）、上杉家当主となる。史実通り寡黙で冷静な性格であり、家臣の直江兼続をとても信頼している。『4』から無双武将となる。
上杉景虎（北条三郎）
上杉謙信の養子で、北条氏康の七男で元の名は「北条三郎」。『4』で特殊モブ化。謙信の北条征伐で危機に陥った氏康が、その場しのぎの和睦の代償として上杉に人質にして迎えられるも綾御前に気に入られて、上杉の養子「景虎」に改名して上杉謙信の後継者として同じもう一人の後継者である景勝と功を競い、謙信没後後継者争いのお家騒動に巻き込まれていく。
遠藤直経（声：『Chronicle』宮崎寛務）
浅井家に仕える軍師。金ヶ崎の戦いの前に、浅井長政に朝倉を捨てることを進言する。しかし、長政の覚悟を知った直経は味方武将の首を持って信長に近づき暗殺を企てるが、竹中半兵衛に見破られ姉川の戦いにおいて討死する。直経の死は、浅井軍の将へ大きな影響を与えた。
織田信雄
声：山田真一（『2』『2猛将伝』）→岡本寛志（『3』『Chronicle』）
織田信長の次男。小牧長久手の戦いで織田・徳川連合軍の総大将の立場でありながら、『2』では秀吉の脅しに屈して撤退したり、『3』では家康の言葉に耳を傾けずに出撃し、敵の奇襲を受けてしまったりと無能な武将という印象が強くシリーズ随一のやられ役。父・信長の「で、あるか!」「…、ぞ」を無理をして使っている。『4』で特殊モブ化。天下統一の章に登場。父の信長以上に間延びした口調。頭巾を被っており、紫に銀の鉢金。本作では一般武将のときと同じく無能な武将として描かれている。小牧長久手の戦いで敵として登場。小田原征伐では味方として登場する。
織田信忠
織田信長の嫡男。『4』で特殊モブ化。主に織田の章に登場する。父の信長や弟の信雄とは違い、普通の口調。金色の模様がある兜を身に着けてる。
小野道好
声：宮坂俊蔵（『Chronicle 2nd』）
井伊家家臣。ことあるごとに直虎の背丈が六尺もあることを持ちだして嫌味な小言を吐く。専横を働いて井伊谷城を乗っ取るが、後に徳川方についた直虎に井伊谷城を奪還される。
片倉小十郎
声：江川央生（『2』『2猛将伝』）→山田真一（『3』『Chronicle』）→宮坂俊蔵（『3Empires』）
伊達政宗の側近にして軍師。設定資料集のシナリオ集によると『1』の政宗の章のイベントデモやムービーで政宗を諌めているのは小十郎であるが、戦場とデモとムービーでそれぞれ声と容姿が異なっている。無茶な乱入戦を仕掛ける政宗に振り回されてばかりで、最後には海外進出にも同行している。『4』から無双武将となった。
加藤清正
声：山田真一（『2』『2猛将伝』）
秀吉子飼いの武将。同僚の福島正則とは仲が良いが、石田三成とは仲が悪い。豊臣秀吉、ねねには息子同然に育てられたため、豊臣家のために粉骨砕身して戦う。外伝シナリオでは、秀吉やねねには頭が上がらない事がよくわかる。秀吉の息子・秀頼を主君として大事に思っており、家康との二条城会見の際、本多正信の策を見破り、命を投げ打って囮となるなど、秀頼を助けることに尽力する。『3』から無双武将となった。
黒田官兵衛
声：高塚正也（『2』『2猛将伝』）
豊臣秀吉の軍師。『1』では野心旺盛であり、天下取りをするため息子の黒田長政と共に撤退する場面もある。『2』の小田原征伐では、一夜城建設の木材の余りを使い、天梯車を作らせる活躍もみせた。『3』から無双武将となった。
小早川秀秋
声：岡本寛志（『2』『2猛将伝』『3』『Chronicle』）
ねねの甥で、小早川隆景の養子。『2』で史実同様関ヶ原の戦いでは西軍を裏切るが、元養父の豊臣秀吉やねねの章の外伝では裏切らない。『3』の西軍シナリオでは戦闘開始早々東軍に寝返り、明智光秀の章では「西軍が有利」と判断し裏切らない。ねねのことは特に恐れている様子で、外伝の関ヶ原の戦いでは自軍を「ねね軍」と呼称し、「叔母上が怖い」という理由で東軍に寝返らない。銃撃や、徳川家康が仕向けた服部半蔵にすら「叔母上の方が恐い」と徹底抗戦する姿を見ることが出来る。『3』のガラシャの章でもねねの説教により明智軍に加勢する。
斎藤龍興
声：山田真一（『3』『Chronicle』）
斎藤家当主。斎藤道三の孫、濃姫の甥に当たる。常に酒色に溺れておりあまり国政を省みようとはしない。そのため自分の城（稲葉山城）を竹中半兵衛に乗っ取られてしまった。有利の時は調子に乗り、不利の時は味方に頼り切り、弱腰。『Chronicle2nd』では浅井の章シナリオの主要人物として登場しており人物描写も掘り下げられている。稲葉山城の戦いで敗れてからは流浪の中で出会った人々を失うなどの経験から世の中を知り、親戚の浅井家に逃れる。信長に対する恨みが家中の派閥に影響してしまい浅井家と織田家の対立、ひいては遠藤直経の死を招く。それに責任を感じて嘆いて以降は龍興なりに成長し、「皆が得意な事を活かせる世（身分にとらわれない世）にしたい」という願いを持つようになった。主人公や高虎とも友誼を交わす。それ以降、長政を叔父上と呼ぶようになる。信長の事は許せないでいるが、妹であるお市に対しては、かつての無礼を謝る場面が存在する。『4』で特殊モブ化。本作では暗愚な主君として描かれず、信長に美濃を奪われたことを恨み、織田の章で幾度も信長の命を狙うため、戦場に乱入してくる。また、『Chronicle』にあったような浅井長政とお市の夫婦と藤堂高虎との絡みはない。
『3empires』の会話イベントでは 濃姫は斎藤の毒気に相応しくないと感じているが、父・義龍は自分が受けたような教育で辛い思いをして欲しくないと考えている。
斎藤道三
声：戸北宗寛（『1』）→藤本たかひろ（『3Empires』）
美濃の戦国大名斎藤家の当主。 蝮と呼ばれた梟雄であり、織田信長の妻・濃姫の父。『激』でのみ登場。『1』ではムービーの濃姫の回想でのみ登場する。『3』の濃姫のシナリオの半兵衛によると、濃姫の教育にかなり影響を与えているらしい。『3Empires』では息子・義龍や濃姫と会話イベントがあり、斎藤家の家風が毒や牙、蛇に例えて語られている。また、宇喜多直家、松永久秀といった梟雄大名と誰が一番悪にふさわしいかを決めるイベントも用意されている。『4』では特殊なデザインで、織田の章における濃姫の回想シーン及び流浪演武に登場する。『5』で固有武将扱いのプレイアブルキャラとなった。
坂崎直盛
声：藤本たかひろ（『Chronicle 2nd』）
徳川家家臣。大坂夏の陣後、家康の孫娘である千姫を誘拐し坂崎事件を起こすも、宗矩の無刀取りにより無力化された。
真田信之
声：草尾毅（『2』『2猛将伝』）→山田真一（『3』『Chronicle』）
真田昌幸の長男で真田幸村の兄。父である昌幸蟄居後の真田家当主。稲姫の夫であり、上田城、沼田城の戦いでは台詞が用意されている。『2Empires』では稲姫との結婚イベントが用意された。『chronicle2nd』では真田の章で出番が多く、稲姫と共に大坂の陣にも出陣している。『4』で無双武将となった。
真田昌幸
声：江川央生（『1』『1猛将伝』）→高塚正也（『2』『2猛将伝』）→藤本たかひろ（『3』『Chronicle』）
上野・信濃の戦国大名真田家の当主。真田幸村・信之らの父、稲姫の舅である。上田城、沼田城の戦いで真田軍総大将として登場し、縦横無辺な軍略で徳川軍を脅かす。家を守るため東軍についた信之と義を守るため西軍についた幸村の双方の行動を褒め称えたり、舅として稲姫のことを「良き嫁御」と評したり、懐の深さを見せる場面もあった。家康を「大狸」、秀忠を「小狸」と称しており、徳川軍からは畏敬の念で恐れられている。『4』で特殊モブ化。『真田丸』で無双武将となった。
島津豊久
声：神谷浩史（『2』『2猛将伝』）→宮坂俊蔵（『3』『Chronicle』）
島津家久の子で島津義弘の甥。義弘が非常に期待している若武者で、「父の名に恥じないよう」と教えている。『2』の義弘の章では、常に伯父の義弘と行動を共にしており、後の島津家を託される事になるが、『Chronicle』の関ヶ原の戦いでは、史実通り“捨て奸”で鉄砲隊とともに義弘の退却を援護し討死する。『4』で無双武将となった。
島津義久
声：神谷浩史（『2』『2猛将伝』）→山田真一（『3』）
薩摩の戦国大名島津家の当主であり、四兄弟の長兄。『2』で秀吉の九州征伐では敵大将として家久・歳久・義弘ら四兄弟が一斉に登場する。また、義弘と薩摩兵を率いて島津家の天下争奪戦に乗り出したり、『2Empires』で家康に“大将の鑑”と称されるなど、一般武将ながら存在感があり、野心家の義弘も義久には従順であったりするなど独特な雰囲気をかもし出している。『3』においては、史実の占い好きの側面を取り入れ、占いの結果として豊臣軍に降るなど、一種の運命論者としての描写もなされた。『4』で特殊モブ化。
陶晴賢
声：神谷浩史（『3Empires』）→宮崎寛務（『Chronicle』）
周防大内氏に仕える重臣。大内家内の反対を押し切って窮地の毛利を助けたり、敗退する兵士たちを気遣ったりと正義感が強いが、直情型で独断専行な人物。大寧寺の変で大内義隆を自害させ、毛利元就と対決することになる。元就は「陶坊」と呼んでおり、厳島の戦いで倒れる間際に、かつて晴賢が救援に来た事は今でも感謝していると述べた。『4』で特殊モブ化。
弘中隆包
声：高塚正也（『3Empires』）
周防大内氏に仕える重臣で、「王佐の才」をもって陶晴賢を支える。元就の古い友人であり、「百万一心」の言葉と共に、歴史を心の支えにする大切さを元就に伝える。大寧寺の変の後に元就と敵対することになり、元就の罠を見抜いて陶晴賢に諫言するもその忠義を疑われ、無念のまま厳島に渡り、元就との残酷な運命の対決を迎える。『4』で特殊モブ化。
高橋紹運
声：江川央生（『2Empires』）→宮坂俊蔵（『3Empires』）
大友家家臣。立花宗茂の実父であり、立花誾千代の義父。「雷神」と呼ばれた立花道雪に対し、「風神」と呼ばれた猛将。史実通りに岩屋城で玉砕し、豊臣軍の到着までの時を命を捨てて稼ぐことに成功したことが語られた。『2猛将伝』では、PCに昇格した柴田勝家に代わり、特殊護衛武将として登場していた。『4』で特殊モブ化。九州の章で登場。大友家の重臣。立花宗茂の実父で雷神と呼ばれた誾千代の父立花道雪と並び「風神」と呼ばれる。鳥を模した銀色の兜を被っている。耳川の戦いで主君の大友宗麟の命を受け、九州南部攻略を目指して島津と戦うが、敗れた。
滝川一益
織田家の重臣。『4』で特殊モブ化。主に織田の章に登場する。長篠の戦いの後、信長に甲信支配を任せられるが、北条に攻められる。
史実では慶次の父については諸説あるが、一益の一族とされていることから、本作では慶次の伯父となっており、慶次から「滝川伯父」と呼ばれている。
武田信虎
声：藤本たかひろ（『3Empires』）
武田信玄の父で先代当主。信玄を軟弱と罵り痛めつけ、横暴に振る舞う。家臣団からも見放されて信玄に追放されるが、今川や織田を動かして信玄の命を狙った。
武田勝頼
声：草尾毅（『2』『2猛将伝』『3』）→宮崎寛務（『Chronicle』）
信玄亡き後の武田家当主。『1』では真田幸村に頼りきりで、状況を顧みない行動を取ったり指示をしたりする。『2』では短気かつ単純な猪武者で、武田騎馬軍団を最強と疑わず、織田軍の策略により家臣を失い、最後は天目山の戦いで討死する。『3』でも血迷って全軍に突撃を指示し、自らを追い詰めてしまう。『chronicle』では戦に勝利することによって信玄死後の武田家を統制しているという描写になり、『Chronicle2nd』の武田の章では主人公の薫陶を受けて必死に武田家を治める姿が描かれている。『4』で特殊モブ化。主に武田の章に登場。武田信玄の四男でその後継者。本作では単純な暗愚な主君としては描かれず、父である信玄死後の武田家を懸命に守ろうとするが、長篠の戦いで織田・徳川連合軍に大敗し、撤退を余儀なくされた。『真田丸』で無双武将となった。
立花道雪
声：草尾毅（『2Empires』）→藤本たかひろ（『3Empires』）
大友家家臣の名家立花家の前当主。立花誾千代の実父であり、立花宗茂の義父。「雷神」と呼ばれた猛将であり、「風神」と呼ばれた高橋紹運とは対をなしている。『2』、『3』ともに作中では故人であるが、半ば伝説の武将として本多忠勝や毛利元就の口からその勇武を語られ、称賛されている。『3Empires』では誾千代との会話イベントで親馬鹿な一面が明かされた。『Chronicle2nd』では四万十川の戦いで高橋紹運と共に大友家から一条軍の救援に娘夫婦を連れて登場。
長宗我部信親
声：草尾毅（『2』『2猛将伝』）→宮坂俊蔵（『3』）
長宗我部元親の息子。秀吉の四国征伐軍に対し、反骨精神むき出しの四国兵を率いる元親を支えていた。長宗我部家が秀吉に降った後、九州征伐で島津軍との戦いで元親をかばって討死する。
元親のことを『2』では「元親様」と呼んでいたが、『3』では「父上」に変更された。
豊臣秀頼
声：笹田貴之（『1』『1猛将伝』）→岡本寛志（『2』『2猛将伝』）→神谷浩史（『3』）→宮崎寛務（『Chronicle』） / 小野賢章（『アニメ』）
豊臣秀吉と茶々の間の子。秀吉亡き後の豊臣家当主。『1』では大野治長の言いなりになり、くのいちに尻を叩かれる軟弱者であった。『3』の幸村の章では服部半蔵に討たれるイベントがある。『2Empiers』では祖父母の浅井長政やお市と対面を果たすイベントや、『3Empires』では乳兄弟の木村重成との会話イベントがある。『4』で特殊モブ化。『アニメ』では掴み所のない性格をしていると評され、二条城での対面の場では対話で家康を圧倒した。大阪の陣では自らを「豊富の業を背負う者」として、戦国乱世に終止符を打つために大阪城本丸に火を放って自害し、自らの死をもって戦いに幕を下ろした。『真田丸』では全く登場しないものの存在はしているようで、名前だけ終章に登場する。
徳川秀忠
声：岡本寛志（『2』『2猛将伝』『3』『Chronicle』） / 海老名翔太（『アニメ』）
徳川家康の子。後の徳川家当主・幕府二代将軍。主に上田城の戦いや大坂の陣などで登場。家康の代理で総大将になることが多いが、基本的にはやられ役が多い。『4-II』で特殊モブ化し、『アニメ』もそれに準拠したデザインで登場。性格はゲームとは全く異なり、大の真田嫌いかつ、混沌を好む小太郎にいいように扱われる小物として描かれている。『真田丸』で無双武将となった。
鳥居元忠
声：宮坂俊蔵（『3』）
徳川家の重臣。伏見城の守将を元忠に任せた家康は西軍の標的となっても伏見に兵を残せないと泣いて詫びるが、元忠は「主たる者、家臣には死ねと言うべき」と家康を叱り、徳川家康に仕えていたことが幸せだったと今生の別れを遂げた。徳川家の家臣から「三河武士の鑑」と称され、慕われている。
成田長親
声：山田真一（『3』『Chronicle』）
北条家家臣。甲斐姫の従兄で忍城の城代。北条征伐における忍城攻めでは甲斐姫と共に豊臣の大軍を僅かな兵で凌ぎ切った。滅亡後は蒲生氏郷のところへ身を寄せ、政宗が嗾けた一揆の鎮圧に向かう。のんびりとした性格らしく、台詞もおっとりしている。
福島正則
声：草尾毅（『2』『2猛将伝』）
秀吉子飼いの武将。同僚の加藤清正と同じく石田三成と対立する。豊臣秀吉、ねねに息子のように育てられたため恩義を感じており、外伝シナリオでは、豊臣秀吉やねねに叱られることを非常に恐れている事がよくわかる。
三成を敵対視した台詞が多いが、『2猛将伝』では徳川家康を「狸」呼ばわりして秀頼暗殺を阻んだり、その死に際に「すまん、三成」と後悔の念をあらわにするなど、ただ三成を否定しているわけではなく、豊臣家を守るための彼なりの意志に基づき行動している。『3』より特殊NPC化、デザインが一新され、『3猛将伝』で無双武将となった。
北条氏政
声：江川央生（『1』『1猛将伝』）→高塚正也（『2』『2猛将伝』『2Empires』）→山田真一（『3』『Chronicle』）
相模の戦国大名北条家の四代目当主。氏政と彼の息子で五代目当主の北条氏直が強気な発言をして、氏政の弟である北条氏照が「やったな、兄者!」で返すのが定番となっている。『3』は氏康が当主として生存している展開が多いため、総大将としての出番は少ない。戦国史モードでは前作同様に総大将として登場し、最終局面では秀吉に決死の突撃をかけるなど、『2』の活躍を彷彿とさせる場面がある。『Chronicle2nd』は甲相駿三国同盟で武田から嫁いできた黄梅院を心底愛していた。氏康は汁掛け飯の逸話からできれば自分の代で乱世を終わらせることを考え、小太郎からは「ぬるま湯に浸かっている」と酷評されているが、北条幻庵は家族思いの優しい子だと評している。主人公を実の弟/妹のように可愛がり、切腹間際に豊臣軍に捕まった主人公のために書状を書き、北条とは関係がないので助命して欲しいとの願い（文の中では主人公と北条家との関係を隠すため、彼（彼女）と一緒に切腹するのは自身の恥だと書いた）を秀吉に残すなど、大名として領土も民も全てを失ってなお、兄として最後まで庇い通した。『4』で特殊モブ化。
細川忠興
声：宮坂俊蔵（『3』）
ガラシャの夫。細川藤孝の子。ガラシャからは「婿殿」と呼ばれている。『1』では史実とは異なり、父とともに本能寺の変で明智軍に名を連ねている。『2猛将伝』ではガラシャと直接会話する場面はないものの、彼女が西軍に捕まるようならば殺すよう家臣に指示していた。『3猛将伝』ではガラシャへ妄執的な愛を抱く人物として描かれ、ガラシャと会話するたびに「私は、私はアア!」などと絶叫する。彼女を手元に置いておこうと幽閉したり、家出したのを連れ戻そうとしたりするなど、敵としての登場もあるが、最終的には彼女への本当の愛に目覚める。
前田利家
声：草尾毅（『2』）
織田家家臣。前田慶次の義理の叔父。『1』では慶次の上杉軍への寝返りを阻止する場面がある。『激』では自らの屋敷で慶次に攻められ、敗北すると「わしも昔は傾奇者だった」としみじみと語っている。『2』では柴田勝家を「親父殿」と呼んで慕い、恩義を感じていたが、賤ヶ岳で秀吉との友情を重んじ、合戦中に撤退する。『2猛将伝』で無双武将となった。
毛利隆元
声：岡本寛志（『3Empires』）→宮崎寛務（『Chronicle』）
毛利元就の長男。『Chronicle』の厳島の戦いでは、陶晴賢の撤退を全力で食い止める場面や吉川元春・小早川隆景で三本の矢として毛利家を支えることを誓うイベントが用意されている。また、厳島神社に元就の無病息災のためなら自身の命を捧げても構わないと祈願するが、皮肉にも彼の死をもってその祈願は叶うことになる。元就の会話イベントの中では隆元の苦労やそれによる胃痛なども描かれている。
毛利輝元
声：岡本寛志（『3』）
安芸の戦国大名毛利家の当主。毛利元就の孫で祖父である元就のことを「大殿」と呼んでいる。元就シナリオでは毛利軍の総大将を任されていることが多いが、判断力が乏しいらしく、戦略方針から戦闘指揮に至るまで元就を頼りにするので、その一国の主としての貫禄のなさを元就から心配されている。当の本人も「大殿は頼りない私を支える務めがある」と語っている。『3猛将伝』や『3Empires』でもその性格付けは健在であり、元就に三本の矢の教えが伝わっていないのではと心配されている。「大津城の戦い」では総大将ではあるが、左近から頼りにされていない。『5』で固有武将扱いのプレイアブルキャラとなった。
最上義光
出羽の戦国大名。伊達政宗の母義姫の兄で伯父にあたる。出羽探題を自称し、「羽州の狐」、「出羽の驍将」などとあだ名された。『4』で特殊モブ化。東北の章に登場し、史実と同じく甥の政宗と争うが後に和睦する。
山中鹿介
声：神谷浩史（『3Empires』）
毛利家と相対する尼子家臣。主家再興のために織田と結び、毛利と戦い続ける。『3Empires』のムービーでは孤独に戦うことを誓う鹿介と、三本の矢の誓いで団結を強める毛利家が対比された。『5』で無双武将となった。
山本勘助
声：江川央生（『1』『1猛将伝』）→高塚正也（『2』『2猛将伝』）→藤本たかひろ（『3』『Chronicle』）
武田信玄の軍師。川中島の戦いで、信玄に『啄木鳥戦法』を献策するが、上杉軍に見破られ失敗に終わる。全ての作品において史実同様に責任を取ろうと突出、討死するイベントが用意されている。『Chronicle』では眼帯を装着した特殊な外見が設定されている。
龍造寺隆信
「肥前の熊」と恐れられた九州・肥前の戦国大名。『4』で特殊モブ化。典型的な猛将として描かれており、熊を模した兜を被っている。沖田畷の戦いで有馬を攻め、援軍として来た島津と対峙するが、敗れる。

#### その他のキャラクター
ナレーション
声：磯部弘（『1』『1猛将伝』）→郷里大輔（『2』『2猛将伝』『3』）→石塚運昇（『3猛将伝』〜『4-II』）→鈴木麻里子（『真田丸』）
さや
声：山崎和佳奈→やまぐちかおん
オリジナルキャラクター。後述する師匠の娘であり、ゲームのシステム面の進行役を務めることが多い。『1』ではEDIT武将作成時のサポート役、『2』ではよろず屋で売り子や『双六』のサポート役を、『3』では鍛冶屋の『4』では再びよろず屋の応対役を務めている。『100万人』ではショップの看板娘として登場。なお、『1』のムービーで雑賀孫市を引っ叩いたのも彼女である。『真田丸』でも大坂城下に登場し、彼女の店を利用できる。
師匠
オリジナルキャラクター。『1』『1猛将伝』で作成中のエディット武将を鍛え上げる道場の主。白髪に白い髭をしており、腕試しなどにも顔を出す。厳格だが少しお茶目な性格。娘のさやは2以降のシリーズにも登場しているが、彼は登場していない。
毒鬼丸
オリジナルキャラクター。『1』で登場するエディット武将の兄弟子に当たる飛忍。無限城・改にも登場する。『2』の無限城のミッション「よろず屋主人の警護」に登場するよろず屋主人（姿は一般の荷駄頭）は、笑い方や自分勝手な性格等から彼ではないかという噂がある。
商人
声：山田真一
『3猛将伝』『3Z』の「創始演武」のミッションで登場。戦場でプレイヤーが近づくと取引相手に「物」を届けてほしいとお願いし、成功するとお礼を渡す。ミッションによってはプレイヤーが護衛したり、アイテムを買い取ることもある。
モデリングはモブ武将と同じだが武器を持っておらず、敵からの攻撃は一方的に受ける。そのため、ステージの配置状況によってはかなり早い段階で敗走する。
呂布
声：稲田徹
真・三國無双シリーズからのゲストキャラ。無双演武モードとは関係が無く、『1』では無限城・奈落の地下30階で、『猛将伝』では仕合や練武館などで、『激』ではある条件を満たすと敵将として登場してくる。強さは真・三國無双シリーズでの登場時同様かなりのもの。仕合では、最強の3人と思われる呂布、本多忠勝、前田慶次が同時に揃って登場する。衣装は『真・三國無双3』でのものであり、モーションもほぼそのままであるが無双技の締めで戦国無双の武将と同じく衝撃波が出る。『Chronicle3』では練武館モードのNPCとして登場する。衣装は『真・三國無双7』でのもの。
なお『激』では呂布以外にも『真・三國無双3』までの全無双武将がゲストキャラで登場している。
鷹丸
声：岡本寛志
武器：日本刀 侍 鷹
『3』で登場する『謎の村雨城』からのゲストキャラクター。村雨城と同時に現れた若く正義感の強いサムライ。原作では江戸時代（四代将軍徳川家綱の代）の人物とされているため、ムラサメと共にタイムトラベルしてきたとなっている。
一定条件を満たせば使用可能となり、モーションは日本刀装備の一般武将と同じであるが、特殊技や無双奥義・皆伝に『謎の村雨城』の原作をモチーフとしたアレンジが加えられている。基本的には村雨城モード専用のキャラであるが、特定条件を満たすと模擬演武でも使用可能となる。任天堂のキャラクターのため、『3』『3猛将伝』のみの登場となっている。
『Chronicle2nd』ゲストキャラクター
源義経（声：織田優成）、平清盛（声：大友龍三郎）、弁慶（声：諏訪部順一）、酒呑童子（声：小西克幸）、素戔鳴（声：浜田賢二）、牛鬼（声：藤本たかひろ）、百々目鬼（声：岡本寛志）。いずれも『OROCHI』シリーズからの参戦となり、猛将演舞モードのNPCとして登場。
『Chronicle3』ゲストキャラクター
遠呂智（声：置鮎龍太郎）、孫悟空（声：小山力也）、九尾の狐（声：小松由佳）。いずれも『OROCHI』シリーズからの参戦となり、練武館モードのNPCとして登場。

#### 『戦国無双 真田丸』のキャラクター
真田家の一族や家臣達はストーリーにも関わる。キャラクターとして個性付けされており、ゲーム中に閲覧できる真田丸戦記の人物説明にもストーリー中の性格などが書かれている。真田丸。好物と大好物を設定された、贈り物をあげることができる武将も多い。彼等がお礼にくれるアイテムは無双武将達よりレアリティの高い物も多々ある。

##### 真田家の人々
真田幸隆
真田家当主で真田昌幸の父。武田信玄に仕える知略に優れた名称で「攻め弾正」の名で知られる。ゲーム前半の間に逝去する。大好物は菜の花。
真田信綱
真田昌幸の兄、幸隆の長男。信玄の信頼厚い、義理堅く思慮も深い。幸隆の後を継ぐが長篠の戦いで死亡。
真田昌輝
真田昌幸の兄、幸隆の次男。少しお調子者で感受性豊か。兄同様に長篠の戦いで散る。
矢沢頼綱
真田幸隆の弟で真田昌幸の叔父。矢沢家に養子に行く以前は幸隆と険悪だったが今は和解しており、矢沢家は真田家に従っている。大好物はタンポポ。第2次上田合戦の少し前に逝去する。
矢沢頼幸
矢沢頼綱の息子で真田昌幸の従兄弟にあたる。上杉家の人質になった護衛として春日山まで幸村を追いかけて来る。犬伏の別れでは信之に付いた。
高梨内記
真田家の家臣。昌幸ら真田家を崇拝している。昔から昌幸を「若」と呼んでいたために昌幸が当主となり歳を取り大名となっても時折は「殿」ではなく「若」と呼んでしまうなど、少しおっちょこちょいな性格。努力家で真田家の人々のために頑張っており、そういった理由から大好物はメダカ。ゲーム最序盤から終盤まで長く活躍する。犬伏の別れでは西軍側に付く。大坂夏の陣における天王寺口の戦いに生き残ったくのいちと共に突撃する幸村に同行、銃撃を前に一時退避したところで幕府軍の増援に駆け付けた藤堂高虎らを発見、彼らの存在を幸村に伝えることに成功するものの、自らは大軍を前に討ち死にする。
堀田作兵衛
真田家臣。優しい性格で臆病な場面も多く、戦を怖がったりもするが力持ちで真田の人々を大切に思っている。ゲーム終盤まで戦場で活躍する。妹との仲がよく、幼い頃に一緒に虫取りに出かけていたことも。大好物はカブトムシ。犬伏の別れでは昌幸・幸村ら西軍側に付く。大阪夏の陣における茶臼山突破戦では雑兵の身でありながら本陣を守り急襲を仕掛けてきた伊達政宗と対峙、勇気を振り絞り一撃を加え負傷させる大手柄を挙げ、片倉重長に討ち取られる。
作兵衛の妹
名前は特に設定されていない作兵衛の妹。気の強い性格。贈り物の対象にはならず、ストーリーに合わせて真田本城の町中に登場するだけでグラフィックも他の町人達と同じ。歴史上では幸村（真田信繁）の妻の一人である筈だが、『真田丸』の中ではそういったことは省略されている。後日談である終章にも登場し、大坂で散った兄のことを語る。
出浦昌相
昌幸に臣従した信濃国衆で、凄腕の甲州の透破（忍者）。大好物はカイコ。犬伏の別れでは東軍に付く。
横谷幸重
横谷重氏の兄。昌相に迫る実力を持つ真田忍者の棟梁。辛党で甘いものが苦手で貰い物でも弟にあげてしまう。大好物は唐辛子。犬伏の別れでは真田兄弟同様に袂を分かつこととなり、信之側である東軍に加わる。後日談である終章にも登場し、大坂で散った弟のことを語る。
横谷重氏
横谷幸重の弟。果物好きな甘党でゆずが大好物。出浦昌相の腕前に尊敬と憧れを抱いている。犬伏の別れでは幸村達の西軍に付く。大坂夏の陣における茶臼山突破戦で幸村と勝永を苦しめる幕府軍の大筒陣地に単独で潜入し開門させる活躍を見せるが、藤堂高虎ら幕府軍に取り囲まれ討ち死にする。
横谷兄弟はくのいちや佐助とは同僚同士のような立ち位置となっている。
来福寺左京
上田城下に自宅を構える忍者で、法螺貝を集めている。来福寺宅は左京に法螺貝を渡すことで無双武将の選択解放や、法螺貝の数に応じた勲功を獲得ができる施設として機能している。真田家家臣の筈だが真田丸戦記の人物一覧には掲載されず、ストーリーにも関わらないが戦場には登場する。

##### 大坂城の人々
後藤又兵衛
大坂城五人衆の一人。元々は黒田家臣。明るく豪快な性格でスイカが大好物。
毛利勝永
大坂城五人衆の一人。豊臣家臣。実直な堅物。
明石全登
大坂五人衆の一人。宇喜多家臣。没落した主家再興のために大坂の陣では豊臣方に参戦。本編の後日談である終章において大坂城を訪れた信之の前に登場し、戦後も生き残り諸国を旅していることを語る。
長宗我部盛親
大坂五人衆の一人。長宗我部元親の息子。グラフィックは元親に似たパーツやカラーリングとなっており、言動にも現れている。
大野治長
豊臣家臣。贈り物の対象ではない。茶々の乳母の息子にあたる人物で茶々を御輿に担ぎ上げ、没落した豊臣を取り仕切っている。打って出る意見の幸村達とは違って大坂城の守りを過信し、籠城策をとる。過去のシリーズでも大坂の陣では台詞や出番があった。

### 『100万人の戦国無双』のキャラクター

#### オリジナルPC
『100万人の戦国無双』で使用可能なキャラクター。当初は無双武将のコレクション武将（紹介札）として登場し、後に操作キャラクターとして採用された例もある。武器は基本的に既存の無双武将のいずれかの武器に当てはめられているが、鯉沼久史いわく「一部の武将は（100万人のデザインと）異なる」というケースもあり、本作が初出となった藤堂高虎などは後にデザインを変えて本編シリーズに登場している。
茶々
浅井長政とお市の長女で、後の豊臣秀吉の側室。白百合を抱いてさめざめと泣いており、髪が地面に着くほど長い。また、羽毛のような袿を来ている。全体的に、戦国無双2時代のお市をモチーフとしたキャラクターであり、母親の口癖でだった「詮無き事」をしばしば口にする。
お初
武器：腕輪
浅井長政とお市の次女で、茶々の妹・お江の姉。穏やかで心優しい性格の姫君。間延びした語尾が特徴（〜ですかぁ? 、〜しますぅ、等）。頭上には薄布を被っている。お互いに天然系の人物ゆえか、ガラシャとは「似た者同士」として扱われる場面が多く、両者ともに自覚している。
お江
武器：波切
浅井長政とお市の三女。落ち着いた風貌の姉たちとは違い、勝ち気で天真爛漫そうな表情を見せる。向日葵の髪飾りと大きながま口が特徴的。全体的に、初代戦国無双時代のお市をモチーフとしたキャラクターであり、母であるお市から「昔の自分にそっくり」と言われた。
真田昌幸
真田幸村の父。白髪まじりの壮年男性。本編でも信之・幸村の父として登場している。
上杉景勝
武器：七支刀
綾御前の息子にして上杉謙信の養子。背に複数の刀剣を差した寡黙な青年。本編でも謙信の養子、あるいは直江兼続の主としてしばしば登場している。義父に似て寡黙な人物だが、それ故に兼続に振り回され気味な側面もある。
滝川一益
武器：鎖鎌
信長の家臣。火縄銃を手にした壮年の武将。史実のエピソードから、茶器をこよなく愛している。
織田信忠
武器:妖刀
織田信長の嫡男。父に似た衣装を身にまとい、般若面を着けた若武者。但し、父よりも叔母のお市に似た心優しい青年でもある。本編でも信長の子として登場している。無双武将となった際に信忠を主人公としたIFイベントが行われた。
片倉小十郎
武器：西洋剣+盾
伊達政宗の重臣。長髪の青年で、史実の笛の名手であることを反映して横笛を手にしている。通称「鬼小十郎」。本編でも政宗の配下として登場している。秀吉の小田原征伐の際に参陣するか迷っている政宗に伊達家存続のために降るよう説得した。普段は落ち着きがあり、しっかりしている性格だが、猫御前に「政宗様の真似をしていればよい」と指導するなど適当な部分も見られる。
斎藤道三
武器：二又矛
美濃の戦国大名。剃髪姿の壮年禿頭の男。本編でも濃姫・義龍の父として登場している。息子の義龍との間柄は非常に悪い。
百地三太夫
伊賀忍者の頭目。骸骨の牛頭に乗った、妖しげな白髪の男性。自身の後継者たる最高の忍者を創造することを至上の目的とするマッドサイエンティスト然たる人物。彼の最高傑作であり、後継者として服部半蔵が養成されたことになっている（弟弟子の石川五右衛門は落第生扱い）。
斎藤義龍
武器：火縄銃
斎藤道三の子。体中に葉を付け、双眼鏡を手にするスナイパーのような恰好をした男。本編では濃姫の兄として登場している。父・道三が信長の器を認め、美濃を譲ろうとしていることに気づいており、自身のターゲットには信長だけではなく父親である道三も標的であることが半兵衛との会話で明かされた。
毛利隆元
武器：矢手甲
毛利元就の長男。特定の条件を満たすと使用可能になる。前髪で目線を隠した青年。彼の背後には巨大な招き猫が描かれている。本編でも元就の息子として登場する。本人自身は自分のことを凡庸な将だと思っているが、高い金策の才能と強運を持っておりそれを自覚していないことを半兵衛に突っ込まれた。また他二人の兄弟とは違い「三本の矢」を意図を正しく理解するなど優れた柔軟さ、理解力、配慮を持ち合わせる。
北条氏政
北条氏康の長男。貴族然とした頼りなさそうな風貌の男。茶漬けを手にしており、父・氏康からはド阿呆呼ばわりされている。本編でも氏康の息子、北条家当主としてしばしば登場している。
名古屋山三郎
武器：番傘
蒲生家臣。口元に黒子のある若い男。二つの賽を手にしている。女性の事を「子猫ちゃん」と呼ぶ生粋の軟派師だが、阿国とは妙な相互理解をしている。
香宗我部親泰
武器：三味線
長宗我部元親の弟。黒髪に金髪を混じらせた髪型をした、目つきの鋭い片眼鏡の青年。その特異な言動故に誤解を招きやすい兄を支える、兄想いの弟。しかしその一方で、兄嫁である菜々姫とは折り合いが悪いという一面も見せている。
最上義光
武器：二挺拳銃
最上家当主。家紋入りの甲冑に狐の皮、鮭を突き刺した槍を装備した狐目の男。本編では兼続・政宗の敵武将であり、妹想いな政宗の伯父として登場している。鼻に付く言い方が特徴。
足利義輝
武器：刀
室町幕府将軍。剣豪将軍として知られる。一人称は「余」。数多の刀剣を所持する衣冠束帯の男。史実通り、室町御所で松永久秀と対峙し、彼の業を払うべく最後の戦いに挑んだ。
山中鹿介
武器：十文字槍
尼子家臣。山陰の麒麟児と称えられる名将。三日月の前立てと鹿角の飾りのついた兜と、黒基調の甲冑に身を包む目つきの鋭い青年。背には三日月形の巨大な刃を背負っている。尼子家再興を目指し、再興するまで自身に休息はないと考えている。
松永久秀
武器：片鎌槍
畿内を席巻する梟雄。黒色の衣類に身を包んだ妙齢の男で、左顔面に大きな傷がある。蜘蛛の糸のような物を手にしており、周囲には数匹の蜘蛛を従えている。誰よりも、そして何よりも戦乱を愛する享楽的な人物であり、その他の武将から危険視されている。
猫御前
仮武器：苦無
伊達政宗の側室。政宗の影武者を務めており、政宗と同じく右目に眼帯を付け、弦月のイヤリングを身に着けている。軽めの鎧姿で、猫じゃらしを手にしている。猫を想起させる天真爛漫で人懐こい性格。小十郎が拾って影武者として置いているようだが、本人の性格もあって政宗から「もっとマシな奴はおらんかったのか」と呆れられている。
上泉信綱
武器：野太刀
“剣聖”と呼ばれる剣術家。白髪白髭の老人で、仙人のような風体をしている。剽軽な物言いが特徴だが、その実力は高く、慶次や小次郎に一目でその力を見抜かれた。
大谷吉継
武器：鉄扇
白ずくめの衣装に素い頭巾で身を包んだ若い男。顔の大部分はマスクで隠され、目には歌舞伎の縁取りの化粧が施されている。四字熟語を主に用いる、言葉数少ない落ち着いた人物。本編でも豊臣の武将・三成の友として登場している。主君の秀吉からは100万の大軍を率いさせたいと評され、三成の傲岸不遜なやり方を、友として苦言を呈した。
可児才蔵
武器：数打物
福島正則の家臣。槍の名人で「笹の才蔵」の異名を持つ。笹の葉を装飾とする武将。本編では織田家などの武将として登場している。己の背を「この世で一番安全な場所」と豪語する凄腕の士であり、命を懸けて大将を守り抜こうとする。
吉川元春
武器：矢手甲
毛利元就の次男。巨大な矢を槍代わりに手にした青年武将。本編でも元就の息子として登場している。毛利家随一の武を誇り、兄弟や父親からも一目置かれている。元就によると、一度決めたら文字通り折れない（頑固）なところがあるらしい。衣装は元就や弟・隆景と同じだが、上着の半分をはだけた姿で来ている。
千姫
武器：弓
幼げな長髪の少女。両側の側頭部に赤いリボン、背中には天使のような羽を付けている。弓を背負い、鏃がハート形の矢を手にしている。彼女に関係する甲斐姫によると、不思議な力を持っているとのこと。
下間頼廉
武器：三節棍
錫杖を携えた実直な中年の僧兵。本編でも本願寺の武将として登場している。
猿飛佐助
武器：苦無
プロペラのような得物を持った軽装の少年。くのいちを「くのいちの姉ちゃん」と呼び、くのいちからは「佐助っち」と呼ばれている。
小早川隆景
武器：矢手甲
毛利元就の三男。烏帽子を被った青年武将であり、髪型が中世の音楽家のようにカールを巻いている。軍配をヴァイオリンのように構えており、策や人心の動きを旋律に譬える癖がある。本編でも元就の息子として登場している。衣装は兄・吉川元春同様、父・元就と一緒。
陶晴賢
武器：錐矛
神官服と軍服を合わせたような素い装束を着た七三分けの男。本編では毛利家の敵武将として登場している。自身の行動を「正義の鉄槌」と呼び粛清として戦を行う。その思想は偽善と呼ぶに相応しく一種の妄執の域にまで達しており、主君・大内義隆すらも粛清として殺害する。なお、陶軍の合言葉は「正義! 粛清!」であるようで、小早川隆景が適当に予想したら当ててしまった。
小西行長
武器：羅針盤
洋装に身を包んだ、商人上がりの将。手には算盤を持ち、関西弁で喋る。儲け話に目がない金銭至上主義者であり、暴力的な戦いを嫌う。このため、闘志溢れる加藤清正とは史実通りに不倶戴天の関係となっている。
母里太兵衛
武器：豪槍
剛直な容貌の誇り高き黒田武士。右手には「黒田節」にも歌われた呑取りの逸話で名高い日本号を、左手には朱色の大盃を持っている。イベント内でも史実の逸話通り、福島正則からの挑発を受け、見事に大盃を呑み干して見せた。
山本勘助
武田信玄の軍師。右目に右三つ巴が描かれた眼帯を付ける壮年の男。本編でも信玄の武将として登場し、その才能は信玄からも頼りにされている。
山県昌景
武田四天王の一人。双頭の矛を構える野性味溢れる武将。赤備えの部隊を率いる、本編でも武田家の武将として登場している。
馬場信春
武田四天王の一人。騎馬に跨り、抜身の刀を手にした壮年の武将。不死身の鬼美濃と呼ばれる猛将。本編でも武田家の武将として登場している。
高坂昌信
武田四天王の一人。白装束の下に鎧を着こんだ美青年。口を隠すように布が巻かれている。殿軍を率いるのが得意で、逃げ弾正と呼ばれている。本編でも武田家の武将として登場している。
真田信之
真田幸村の兄。柔和な容貌の青年。本編でも稲姫の夫、幸村の兄としてしばしば登場している。
徳川秀忠
徳川家康の息子。頬の膨らんだ、お坊ちゃまのような風貌の男。本編でも家康の後継者としてしばしば登場している。
鬼庭綱元
武器：扇
伊達政宗の家臣。吏の綱元と称される。丸眼鏡をかけた柔和な表情を浮かべ、囲碁を打っている武将。
伊達成実
伊達政宗の家臣。武の成実と称される。髪をオールバックにした男。ムカデを模した小手のようなものを装備している。

#### 特殊NPC・イベント専用キャラ
真田昌幸
真田幸村のコレクション武将の一人。
後に操作武将としても登場。固有施設「真田丸」の建設が可能。
上杉景勝
前田慶次のコレクション武将の一人。
後に操作武将としても登場。固有施設「毘沙門堂」の建設が可能。
足利義昭
明智光秀のコレクション武将の一人。
衣装は衣冠束帯。威厳に満ちた表情を浮かべており、『3empires』同様の口調で話す。固有施設「公家屋敷」の建設が可能。
織田信忠
お市のコレクション武将の一人。
後に操作武将としても登場。固有施設「能楽堂」の建設が可能。
名古屋山三郎
阿国のコレクション武将の一人。
後に操作武将としても登場。固有施設「能楽堂」の建設が可能。
猿飛佐助
くのいちのコレクション武将の一人。
後に操作武将としても登場。固有施設「忍者屋敷」の建設が可能。
下間頼廉
雑賀孫市のコレクション武将の一人。
後に操作武将としても登場。固有施設「大仏」の建設が可能。
宇佐美定満
上杉謙信のコレクション武将の一人。
白髭を蓄えた老将。固有施設「毘沙門堂」の建設が可能。本編でも謙信の武将として登場している。上杉の武将として謙信とともに「破邪顕正」を貫こうとしている。
山本勘助
武田信玄のコレクション武将の一人。
後に操作武将としても登場。固有施設「馬牧場」の建設が可能。
片倉小十郎
伊達政宗のコレクション武将の一人。
後に操作武将としても登場。固有施設「餅屋」の建設が可能。
斎藤道三
濃姫のコレクション武将の一人。
後に操作武将としても登場。固有施設「伏兵砦」の建設が可能。
百地三太夫
服部半蔵のコレクション武将の一人。
後に操作武将としても登場。固有施設「忍者屋敷」の建設が可能。
森長可
森蘭丸のコレクション武将の一人。
筋骨隆々とした猛々しい容貌の武将。固有施設「土俵」の建設が可能。本編でも蘭丸の兄として登場している。
朝比奈泰朝
今川義元のコレクション武将の一人。
白髪を蓄えた老将。手には義元の物と思われる蹴鞠がある。固有施設「おみこし」の建設が可能。本編でも義元の家老として登場している。
井伊直政
本多忠勝のコレクション武将の一人。
赤備えの鎧兜に身をやつした青年武将。赤い刀身の刀を構えている。固有施設「赤備え詰所」の建設が可能。本編でも徳川家臣としてしばしば登場している。
真田信之
稲姫のコレクション武将の一人。
柔和な容貌の青年。固有施設「真田丸」の建設が可能。本編でも稲姫の夫、真田幸村の兄としてしばしば登場している。
本多正信
徳川家康のコレクション武将の一人。
目を見開いた老人。黒い頭巾で頭部を覆っており、肩には一羽の鷹を乗せている。固有施設「国崩し」の建設が可能。本編でも徳川家臣として登場している。
大谷吉継
石田三成のコレクション武将の一人。
同時に操作武将としても登場。固有施設「学問所」の建設が可能。
朝倉義景
浅井長政のコレクション武将の一人。
烏帽子を身に着けた武将。顔中に汗を浮かべながら思案顔をしている。固有施設「公家屋敷」の建設が可能。本編でも長政の同盟者として登場し、義兄・信長を裏切ってまで義景側に付いた長政に感謝を述べた。
島津義久
島津義弘のコレクション武将の一人。
鋭い眼光の老将。『3』同様に占い好きの側面を取り入れているのか、おみくじに腰を掛けている。固有施設「銃工房」の建設が可能。本編でも義弘の兄、島津家当主として登場している。
戸次鑑連
立花誾千代のコレクション武将の一人。
熱血漢らしく目を光らせる老将。固有施設「雷神像」の建設が可能。本編でも誾千代の父「立花道雪」としてしばしば登場している。
最上義光
直江兼続のコレクション武将の一人。
後に操作武将としても登場。固有施設「かまくら」の建設が可能。
藤堂高虎
ねねのコレクション武将の一人。
釘を加えた若い大工風の男。固有施設「工匠館」の建設が可能。本編では東軍の武将として登場している。
北条綱成
風魔小太郎のコレクション武将の一人。
「地黄八幡」の旗印を掲げた武将。固有施設「温泉」の建設が可能。本編でも北条家の武将として登場している。
香宗我部親泰
長宗我部元親のコレクション武将の一人。
後に操作武将としても登場。固有施設「音楽堂」の建設が可能。
細川忠興
ガラシャのコレクション武将の一人。
鉈と包丁を持った武将。瞳孔が開いた狂気染みた目つきをしている。固有施設「黄金茶室」の建設が可能。本編でもガラシャの夫として登場している。
丹羽長秀
柴田勝家のコレクション武将の一人。
農民のような風貌の壮年の武将。固有施設「楽市楽座」の建設が可能。本編でも織田家臣として登場している。土いじりが趣味なようで普段はおとなしい人物だが、刀を持つと感情が高揚し豹変する。
小西行長
加藤清正のコレクション武将の一人。
西洋風の衣装に身を包んだ武将。手には算盤が握られている。本編でも豊臣家臣として登場している。
黒田長政
黒田官兵衛のコレクション武将の一人。
黒ずくめの甲冑に水牛の脇立の兜を被った壮年の武将。脇立の意匠の双頭槍を手にしている。固有施設「銃工房」の建設が可能。本編でも官兵衛の息子として登場している。
大友宗麟
立花宗茂のコレクション武将の一人。
西洋マントを羽織った禿頭の男。傍には大筒を構えている。固有施設「国崩し」の建設が可能。本編でも北九州の大名として登場している。語尾に「であーる」と付くのが特徴。
千姫
甲斐姫のコレクション武将の一人。
後に操作武将としても登場。固有施設「温泉」の建設が可能。
北条氏政
北条氏康のコレクション武将の一人。
後に操作武将としても登場。固有施設「代官所」の建設が可能。
斎藤義龍
竹中半兵衛のコレクション武将の一人。
後に操作武将としても登場。固有施設「伏兵砦」の建設が可能。
毛利隆元
毛利元就のコレクション武将の一人。
後に操作武将としても登場。固有施設「百万一心」の建設が可能。
柿崎景家
綾御前のコレクション武将の一人。
胴丸を装備した武骨で中年の武将。固有施設「毘沙門堂」の建設が可能。
大内義隆
イベント「毛利三本の矢」で登場。
貴族ようなの恰好をしている。戦を嫌い楽な余生を過ごそうとしたため、家臣である陶晴賢に「大寧寺の変」を起こされ命乞いも虚しく殺害される。
内藤昌豊
イベント「宿敵の竜虎」で登場。
武田信玄の家臣。私欲が薄い、信玄の信頼厚い副将。袖の中には大量の暗器が仕込まれている。
いぶき
プレイヤーへの指南役を務める女性。

## 人気投票
戦国無双シリーズの人気投票が、1回目が『3 Empires』発売時（全40名）、2回目が『4』発売時（全55名）に行われた。
ここでは台詞のつく上位10名のみを記載。以下の順位は各回のリンク先を参照。
| 順位 | 第1回      | 第2回      |
| ---- | ---------- | ---------- |
| 1位  | 石田三成   | 石田三成   |
| 2位  | 真田幸村   | 大谷吉継   |
| 3位  | ガラシャ   | 藤堂高虎   |
| 4位  | 島左近     | 真田幸村   |
| 5位  | 伊達政宗   | 真田信之   |
| 6位  | 竹中半兵衛 | ガラシャ   |
| 7位  | 毛利元就   | 竹中半兵衛 |
| 8位  | 加藤清正   | 島左近     |
| 9位  | 直江兼続   | 井伊直虎   |
| 10位 | 稲姫       | 小早川隆景 |

## パチスロ・パチンコ
パチスロ
- パチスロ戦国無双（山佐、2007年）
- パチスロ戦国無双〜猛将伝〜（山佐、2010年）
- パチスロ戦国無双2（山佐、2013年）
- パチスロ戦国無双3[16]（山佐、2023年）

パチンコ
- CRびっくりぱちんこ戦国無双（京楽産業.、2010年）
- CR戦国無双（サンスリー、2014年）
- デカスタP戦国無双(ニューギン、2025年)

## 舞台
舞台「戦国無双」関ヶ原の章
2015年5月2日〜5月7日までシアター1010で上演。脚本・演出は吉谷光太郎が担当。
【キャスト】
| - 真田幸村 - 安西慎太郎 - 真田信之 - 小沼将太 - 石田三成 - 植田圭輔 - 直江兼続 - 五十嵐麻朝 - 藤堂高虎 - 秋元龍太朗 - 大谷吉継 - 和田雅成 - 伊達政宗 - 安川純平 - 片倉小十郎 - 鮎川太陽 - 加藤清正 - 小野一貴 - 福島正則 - 早乙女じょうじ - 島左近 - 山沖勇輝 - 稲姫 - 紗綾 - 雑賀孫市 - 金子昇 - 声の特別出演 - 松方弘樹 | - アンサンブル - 平野勇樹 - 反橋宗一郎 - Kan - ユーキ - 阿部直生 - 橋本顕 - 山田諒 - 仲田祥司 - 池田謙信 - 名取隆晃 - 浅井雄一 - 金森啓斗 - 白柏寿大 - 真嶋真紀人 |

舞台「戦国無双」四国遠征の章
2016年6月29日〜7月4日までアイアシアタートーキョーで上演。脚本は米山和仁、演出は吉谷光太郎が担当。
【キャスト】
| - 石田三成 - 植田圭輔 - 藤堂高虎 - 秋元龍太朗 - 大谷吉継 - 和田雅成 - 小早川隆景 - 荒牧慶彦 - 毛利元就 - 猪野広樹 - 長宗我部元親 - 渡辺和貴 - 加藤清正 - 岸本卓也 - 福島正則 - 章平 - 島左近 - 山沖勇輝 - 豊臣秀吉 - 平野勇樹 - 織田信長 - 浅井雄一 - 明智光秀 - 仲田博喜 - 黒田官兵衛 - 合田雅吏 - 真田幸村（声の出演） - 安西慎太郎 | - アンサンブル - 山下潤 - 隼人 - 山田諒 - 仲田祥司 - 池田謙信 - 吉田邑樹 - 並木鉄平 - 松和樹 - 古張和貴 - 外村泰誠 |

## イベント
10周年となる2014年から、全国各地でコラボレーションイベント「戦国無双の刀剣展」の開催など数々のタイアップ企画が催されている。